# Історія Болгарії
Історію Болгарії можна простежити від перших поселень на землях сучасної Болгарії до її формування як національної держави, і вона включає історію території країни, болгарського народу та його походження. Найдавніші свідчення про проживання гомінідів на території сучасної Болгарії датуються щонайменше 1,4 мільйонами років тому. Близько 5000 року до нашої ери вже існувала розвинена цивілізація, яка створила одні з перших у світі керамічних виробів, ювелірних виробів та золотих артефактів. Після 3500 до н. е. на Балканському півострові з'явилися фракійці. Наприкінці VI століття до н. е. частини сучасної Болгарії, зокрема східний регіон країни, потрапили під владу Перської імперії Ахеменідів. У 470-х роках до нашої ери фракійці утворили могутнє Одриське царство, яке проіснувало до 46 року до нашої ери, коли його остаточно завоювала Римська імперія. Протягом століть деякі фракійські племена потрапили під давньомакедонське та елліністичне, а також кельтське панування. Цю суміш стародавніх народів асимільували слов'яни, які остаточно оселилися на півострові після 500 року нашої ери.
У 632 році на північ від Чорного моря булгари під керівництвом князя Кубрата утворили незалежну державу, яка стала відома як Велика Болгарія. Тиск хозар призвів до поступового розпаду Великої Болгарії у другій половині VII століття. Один із наступників Кубрата, Аспарух, очолював деякі булгарські племена, оселився в районі навколо дельти Дунаю, а згодом відвоював у Візантійської імперії Малу Скіфію у Добруджі та Нижню Мезію, розширивши своє нове королівство далі на Балканський півострів. Вирішальна битва при Онгале 680 року, мирний договір з Візантією 681 року та створення постійної болгарської столиці в Плісці на південь від Дунаю знаменують собою початок Першого Болгарського царства. Нова держава об'єднала місцеве візантійське населення та мігрантське населення ранніх слов'ян під владою Болгар, і розпочався повільний процес взаємної асиміляції. У наступні століття Болгарія утвердилася як могутня імперія, домінуючи на Балканах завдяки своїм агресивним військовим традиціям, що призвело до розвитку окремої етнічної ідентичності. Її етнічно та культурно різноманітний народ об'єднався під спільною релігією, мовою та алфавітом, які сформували та зберегли болгарську національну свідомість, незважаючи на іноземні вторгнення та впливи.
У XI столітті Перше Болгарське царство розпалося під численними нападами та війнами Русі та Візантії, було завойовано та до 1185 року стало частиною Візантійської імперії. Потім велике повстання, очолюване двома братами, Асенем та Петром з династії Асенів, відновило Болгарську державу, утворивши Друге Болгарське царство. Досягнувши свого розквіту в 1230-х роках, Болгарія почала занепадати через низку факторів, зокрема через географічне положення, яке робило її вразливою до одночасних нападів та вторгнень з багатьох сторін. Селянське повстання, одне з небагатьох успішних в історії, утвердило свинопаса Івайла на царському престолі. Відносно процвітаючий період настав після 1300 року, але закінчився у 1371 році, коли фракційні розбіжності призвели до розпаду Болгарії на три невеликі царства. До 1396 року вони були поневолені Османською імперією. Турки ліквідували болгарську систему шляхетства та правлячого духовенства, і протягом наступних 482 років Болгарія залишалася невід'ємною територією Османської імперії.
Із занепадом Османської імперії після 1762 року почали з'являтися ознаки відродження. Болгарська знать зникла, залишивши егалітарне селянське суспільство з невеликим, але зростаючим міським середнім класом. До ХІХ століття ключовим компонентом боротьби за незалежність стало Болгарське національне відродження. Воно завершилося невдалим Квітневим повстанням 1876 року, що призвело до російсько-турецької війни 1877–78 років та подальшого визволення Болгарії. Початковий Сан-Стефанський договір був відхилений Великими державами, а наступний Берлінський договір обмежив території Болгарії до 1/3 Сан-Стефанського договору та розділив її на провінцію Східна Румелія та область князівства Болгарія. Це залишило багато етнічних болгар поза межами нової держави, що визначило мілітаризований підхід Болгарії до регіональних справ і її вірність Німеччині в обох світових війнах.
Після Другої світової війни Болгарія стала комуністичною державою. Генеральний секретар Болгарської комуністичної партії Тодор Живков прослужив на цій посаді 35 років, протягом яких спостерігалося відносно швидке економічне зростання. Комуністична система розпалася напередодні 1990-х років, і кілька проблем у 1990-х роках загальмували економічний розвиток сільськогосподарської та інших галузей промисловості Болгарії. Період відносної стабілізації розпочався з обранням Симеона Саксен-Кобург-Гота прем'єр-міністром у 2001 році. Болгарія вступила до НАТО у 2004 році та до Європейського Союзу у 2007 році.

## Первісна історія

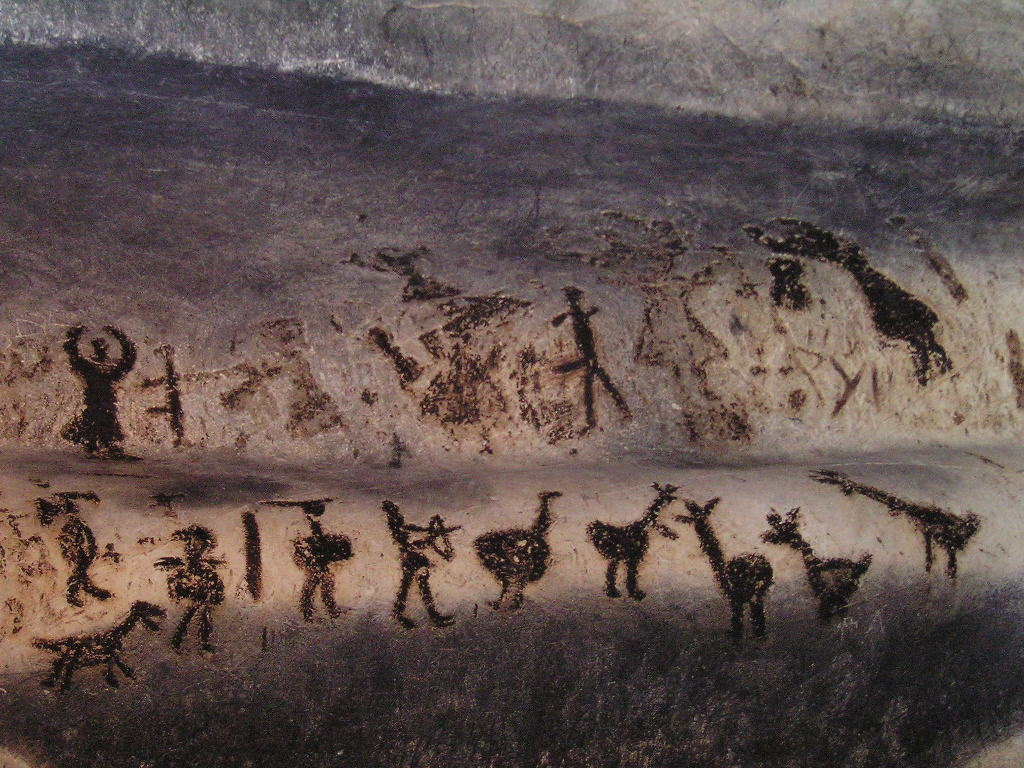
Малюнки в печері Магура

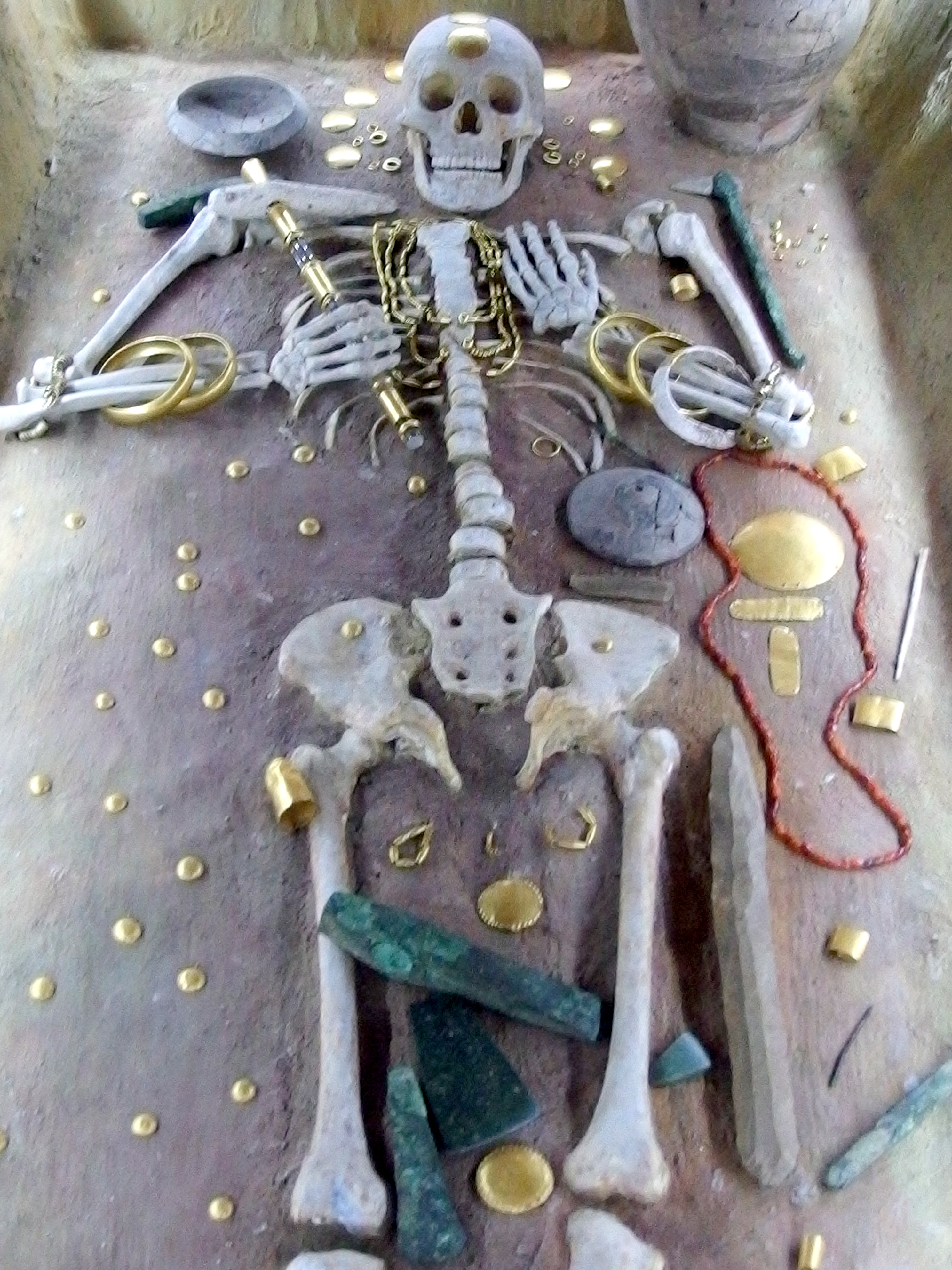
Поховання варненської культури, 4500 р. до н. е. (реконструкція)

Найдавніші людські останки, знайдені в Болгарії, були розкопані в печері Козарніка, їхній вік приблизно 1,6 мільйона до нашої ери. Ця печера, ймовірно, зберігає найдавніші з коли-небудь знайдених доказів символічної поведінки людини. У печері Бачо Кіро було знайдено фрагментовану пару людських щелеп віком 44 000 років, але питання, чи були ці ранні люди насправді Homo sapiens, чи неандертальцями, залишається спірним.
Найдавніші житла в Болгарії — неолітичні житла Старої Загори — датуються 6000 роком до нашої ери та є одними з найдавніших виявлених досі споруд, створених людиною. До кінця неоліту на території сучасної Болгарії, південної Румунії та східної Сербії розвинулися культури Караново, Хаманджія та Вінча. Найдавніше відоме місто в Європі, Солніцата, розташовувалося на території сучасної Болгарії. Поселення на озері Дуранкулак у Болгарії виникло на невеликому острові приблизно 7000 р. до н. е., а близько 4700/4600 р. до н. е. кам'яна архітектура вже була загальновживаною та стала характерним явищем, унікальним для Європи.
Варнська культура епохи енеоліту (5000 р. до н. е.) являє собою першу цивілізацію зі складною соціальною ієрархією в Європі. Центральним елементом цієї культури є Варненський некрополь, відкритий на початку 1970-х років. Він служить інструментом для розуміння функціонування найдавніших європейських спільнот, головним чином завдяки добре збереженим ритуальним похованням, кераміці та золотим прикрасам. Золоті персні, браслети та церемоніальна зброя, знайдені в одній з могил, були створені між 4600 та 4200 роками до нашої ери, що робить їх найстарішими золотими артефактами, знайденими досі у світі.

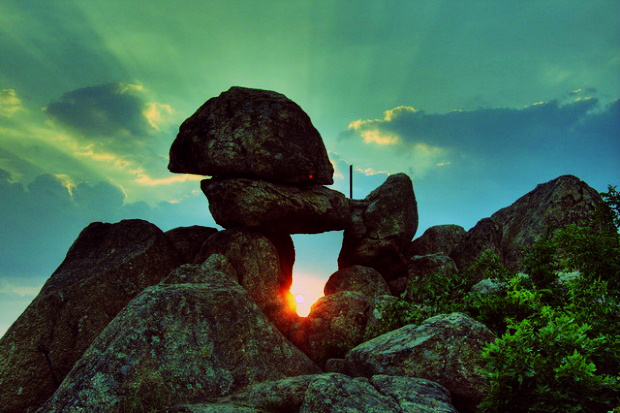
Мегаліт «Ворота Сонця» в районі селища Бузовград

З початку IV тис. до початку III тис. до н.  е. територія Болгарії була важливою складовою Балка́но-Карпа́тської металургійної провінції, археологічної спільноти епохи енеоліту, відомою знаменитою Варненською культурою, що мала торговельні відносини з іншими, далекими країнами (можливо, включаючи низини Волги і Кікладес), експортуючи металеві вироби та сіль. Західний ареал провінції включав північ Балкан, Карпатський басейн, Карпато-Подніпров'я та був ядром провінції (культури Гумельниця, Вінча, Тисаполгар, Бодрогкерестур, Кукутені-Трипілля та ін.). Східний ареал провінції охоплював степові та лісостепові райони Північного Причорномор'я та Середнього Поволжя, освоєні скотарськими племенами новоданилівської (Суворово-Новоданилівка), середньостоговської та хвалинської культур. Мідь із найдавніших у Європі мідних копалень Ай-Бунара поблизу болгарського міста Стара-Загора набула широкого поширення як у Подунав'ї, так і в Північному Причорноморі.
У Варненській культурі уже на той час існували складні релігійні засади. Люди вірили в загробне життя і розробили ієрархічні відмінності в статусах, наприклад, найбагатші могили належали чоловікам. Вважається, що це і стало початком вищого чоловічого статусу ніж жіночого в Європі. Зникнення Варненської культури є доволі загадкове. За словами М. Гімбутас (1991) «Занепад культур Варни та сусідніх до неї територій і великомасштабне переселення цих культур з їхніх основних земель на північ та північний захід Європи не може бути пояснено з можливою зміною клімату, земельного виснаження чи епідеміями. Основною теорією вважають набіги кочових племен, зважаючи не лише на поодинокі знайдені останки кінних воїнів, але й на появу цілого Курганних комплексів».
Деякі з найдавніших свідчень вирощування винограду та одомашнення худоби пов'язані з культурою Езеро бронзової доби. Малюнки в печері Магура датуються тією ж епохою, хоча точні роки їхнього створення неможливо визначити.

## Античність

### Фракійці

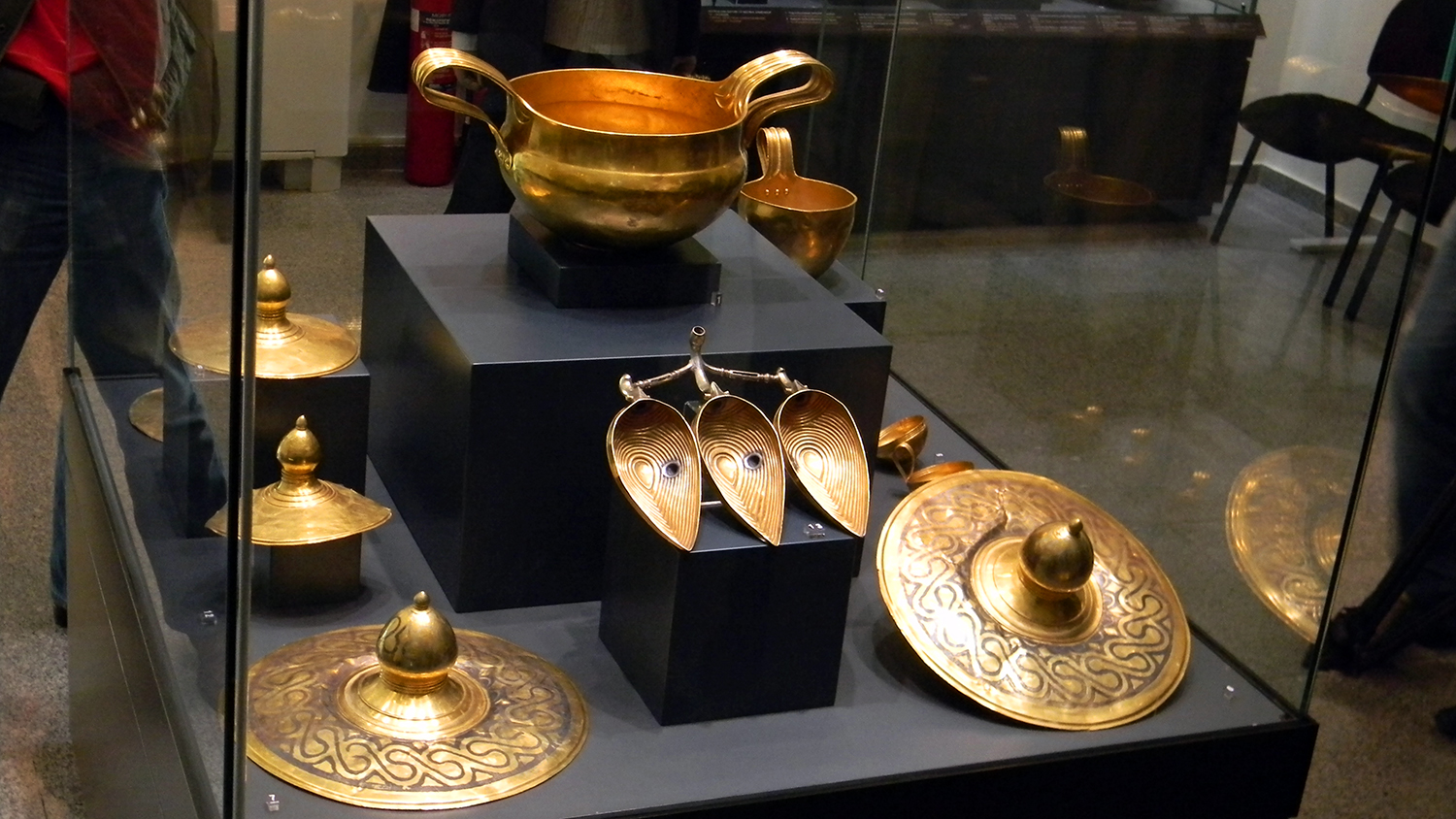
Скарб Валчітрана, бл. 1300 р. до н. е.

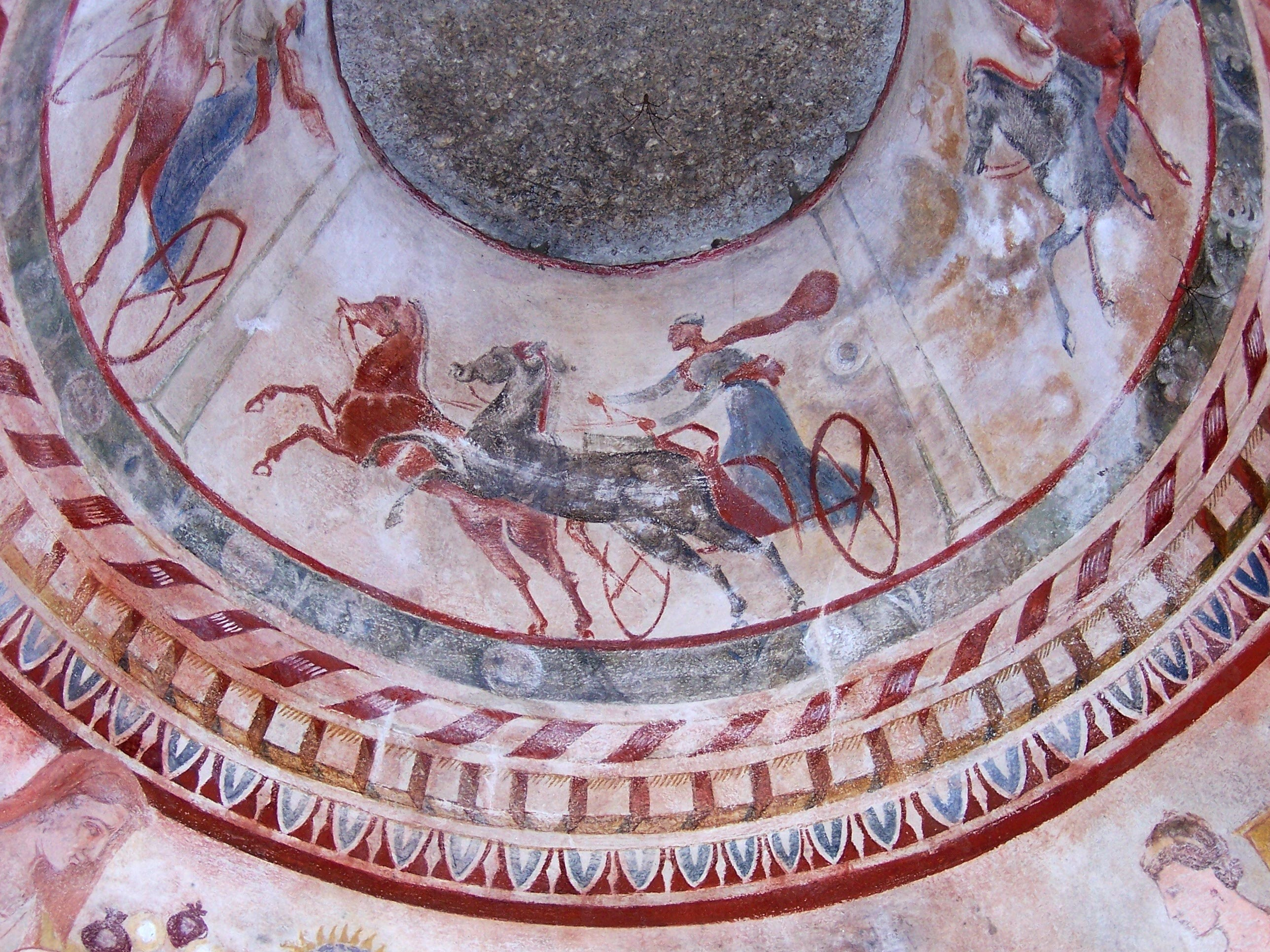
Фракійська гробниця Казанлик, IV століття до нашої ери

Першими людьми, які залишили після себе тривалі сліди та культурну спадщину по всьому регіону, були фракійці. Їхнє походження залишається неясним. Зазвичай вважається, що протофракійський народ розвинувся із суміші корінних народів та індоєвропейців з часів протоіндоєвропейської експансії в ранній бронзовій добі, коли останні, близько 1500 р. до н. е., завоювали корінні народи. Фракійські ремісники успадкували навички корінних цивілізацій, що існували до них, особливо в обробці золота.
Власне, такі терміни, як фракія і фракійці — це імена, дані грецькими сториками, які вважали ці народності варварами, хоча за свідченнями археологічних даних культура фракійців перебувала на вищому рівні розвитку, ніж культура греків-ахейців, що вторглись на територію Греції на зламі 3-2 тисячоліть до н. е., спричинивши виникнення крито-мікенсько-фракійської цивілізації, відомої завдяки Вилчитринському скарбу, що складається з тринадцяти культових судин загальною вагою 12,5 кг, Панагюрському скарбу (IV—III століття до нашої ери), та великому мегалітичному [Архівовано 17 квітня 2022 у Wayback Machine.] святилищу Перперикон, розташованому на 470-метровому скелястому пагорбі, яке в давнину вважалося святилищем Діоніса у східних Родопах, за 15 км на північний схід від міста Кирджалі. Вважається, що в Перпериконі розташована могила Орфея.
Фракійці загалом були неорганізованими, але мали розвинену культуру, незважаючи на відсутність власної писемності, та збирали потужні військові сили, коли їхні розрізнені племена об'єднувалися під тиском зовнішніх загроз. Вони утворили Одриське царство. Хоча концепція міського центру не була розроблена до римського періоду, існувало багато великих укріплень, які також служили регіональними ринковими центрами. Однак, загалом, незважаючи на грецьку колонізацію в таких регіонах, як Візантія, Аполлонія та інші міста, фракійці уникали міського життя.
Перші грецькі колонії у Фракії були засновані у VIII столітті до нашої ери.

#### Ахеменідські перські вторгнення

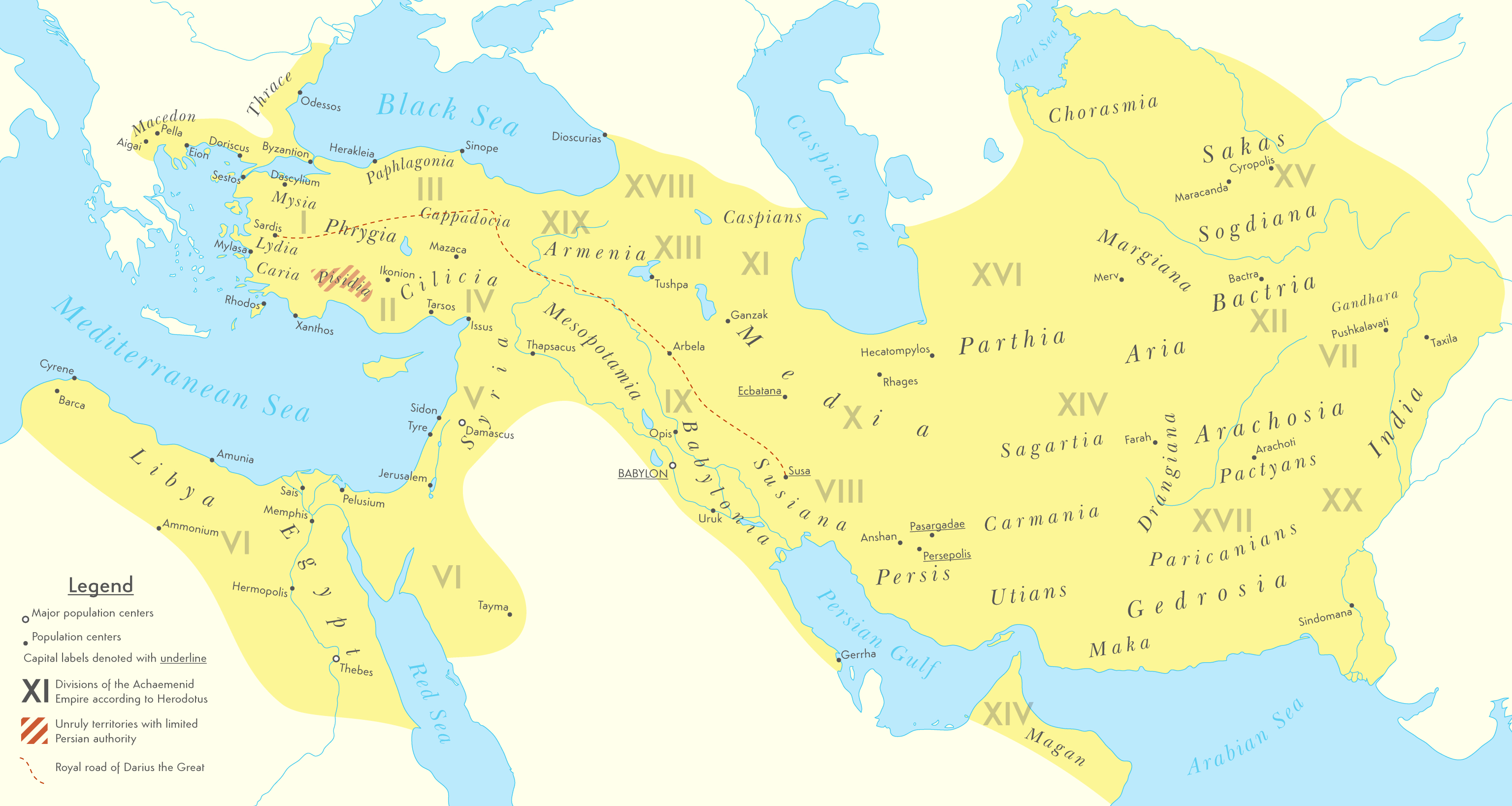
Ахеменідська імперія на час свого найбільшого територіального розквіту за правління Дарія I (522 р. до н. е. — 486 р. до н. е.)

Відтоді, як приблизно у 512—511 роках до нашої ери македонський цар Амінт I здав свою країну персам, македонці та перси більше не були чужими. Підкорення Македонії було частиною перських військових операцій, ініційованих Дарієм Великим (521—486 рр. до н. е.). У 513 році до нашої ери — після грандіозних приготувань — величезна армія Ахеменідів вторглася на Балкани та спробувала перемогти скіфів, які кочували на північ від річки Дунай. Армія Дарія підкорила кілька фракійських народів і, перш ніж повернутися до Малої Азії, практично всі інші регіони, що торкаються європейської частини Чорного моря, такі як частини сучасних Болгарії, Румунії, України та Росії. Дарій залишив у Європі одного зі своїх полководців на ім'я Мегабаз, завданням якого було здійснити завоювання на Балканах. Перські війська підкорили багату на золото Фракію, прибережні грецькі міста, а також розгромили та завоювали могутніх пеонів. Зрештою, Мегабаз відправив послів до Амінти, вимагаючи визнання перського панування, що македонці й прийняли. Після Іонійського повстання перський контроль над Балканами послабився, але був остаточно відновлений у 492 році до нашої ери завдяки походам Мардонія. Балкани, включаючи територію сучасної Болгарії, для багатоетнічної армії Ахеменідів постачали багато солдатів. Було знайдено кілька фракійських скарбів, що датуються періодом перського правління в Болгарії. Більша частина сучасної східної Болгарії залишалася під владою персів до 479 року до нашої ери. Перський гарнізон у Доріску у Фракії тримався багато років навіть після поразки персів і, як повідомляється, ніколи не здавався. Він залишався останнім перським оплотом у Європі.

### Фракійсько-Одриське царство (бл. 480р. до н.е.— 30 р. до н.е.)

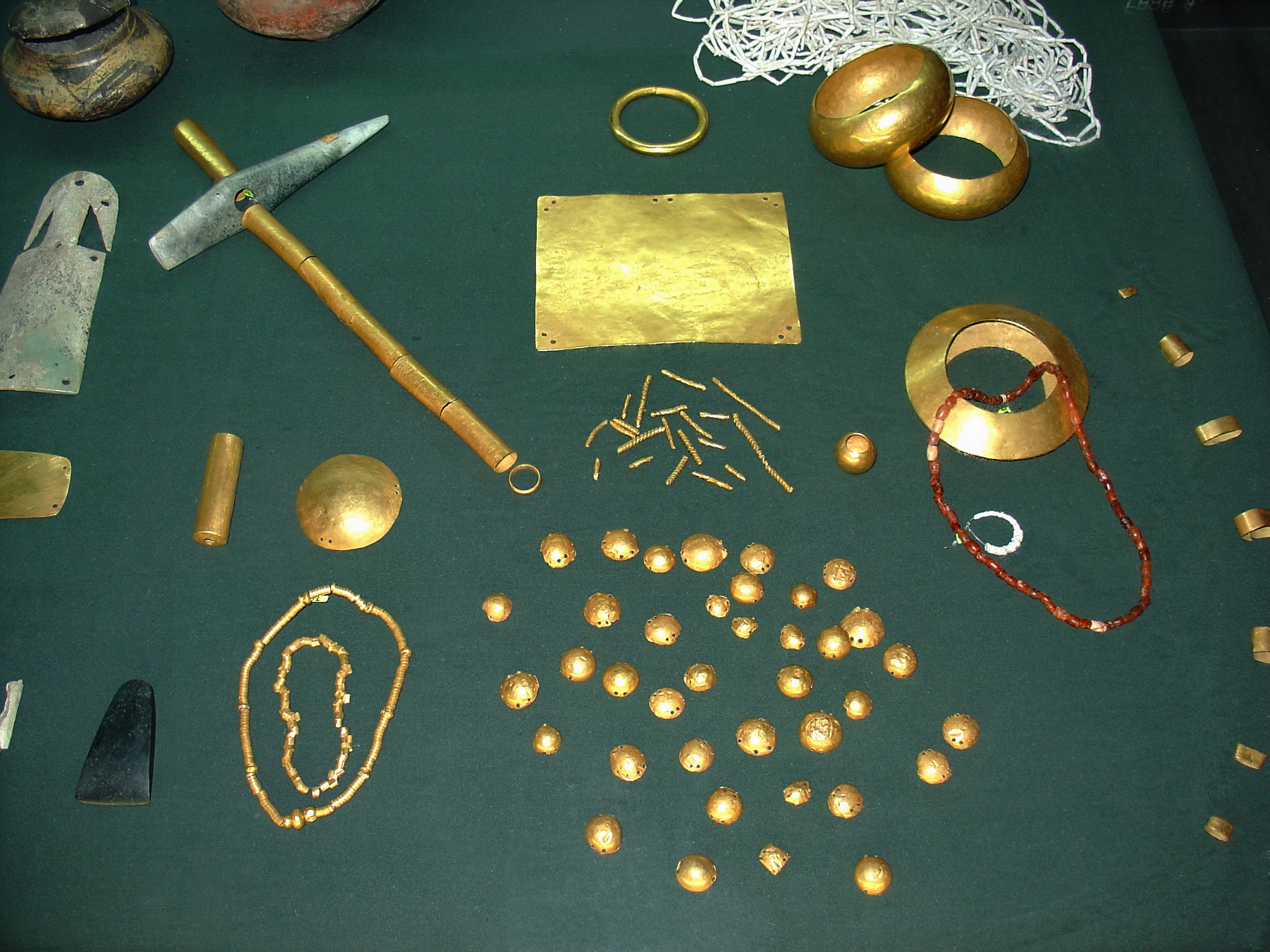
Скарби знайдені в некрополі

Фракійські племена залишалися розділеними, і більшість із них потрапили під номінальне правління Персів з кінця VI століття до першої половини V століття, доки цар Терес не об'єднав більшість із них під керівництвом Одриського царства близько 470 року до нашої ери, ймовірно, після поразки персів у Греції, яка пізніше досягла свого піку під керівництвом царя Сіталка (431—424 до н. е.) та Котіса I (383—359 до н. е.). Це фракійське царство процвітало між початком V століття до нашої ери та початком III / кінцем I століття до нашої ери. Розташоване на території сучасної Болгарії, південно-східної Румунії (північна Добруджа), північно-східної Греції та європейської Туреччини, це було племінне об'єднання, в якому домінували одриси, і яке стало першим великим політичним утворенням, що розвинулося на східних Балканах. До заснування Севтополіса наприкінці IV століття він не мав постійної столиці. Подібно до галлів та інших кельтських племен, більшість фракійців, як вважається, жили просто в невеликих укріплених селах, зазвичай на вершинах пагорбів. На початку Пелопоннеської війни Сіталк уклав союз з афінянами, і в 429 році до нашої ери він вторгся до Македонії (якою тоді правив Пердікка II) з величезною армією, що включала 150 000 воїнів з незалежних фракійських племен. Котіс I, натомість, розпочав війну з афінянами за володіння Фракійським Херсонесом.

Одриське царство за царя Сіталкеса (431—424)

Одриський період фракійського домінування знаменитий Рогозенським (165 срібних суден — піали, глечики — з орнаментом і міфологічними сценами), Луковітським, та Боровським скарбами, а також Долиною Царів, яка налічує 1500 курганних могил, досі досліджено близько 300.

Наприкінці IV — на початку III століття до н. е. фракійський правитель Ройгос побудував Казанликську гробницю. Стіни облицьовані мармуровими плитами і прикрашені фресками. Картини, що розповідають про життя фракійців та їхні військові перемоги, створені художником Кодзамакісом, який використовував у своїй роботі 4 кольори: чорний, червоний, жовтий і білий. Сюжети фресок пов'язаний із часом правління людини, для якої була побудована гробниця.

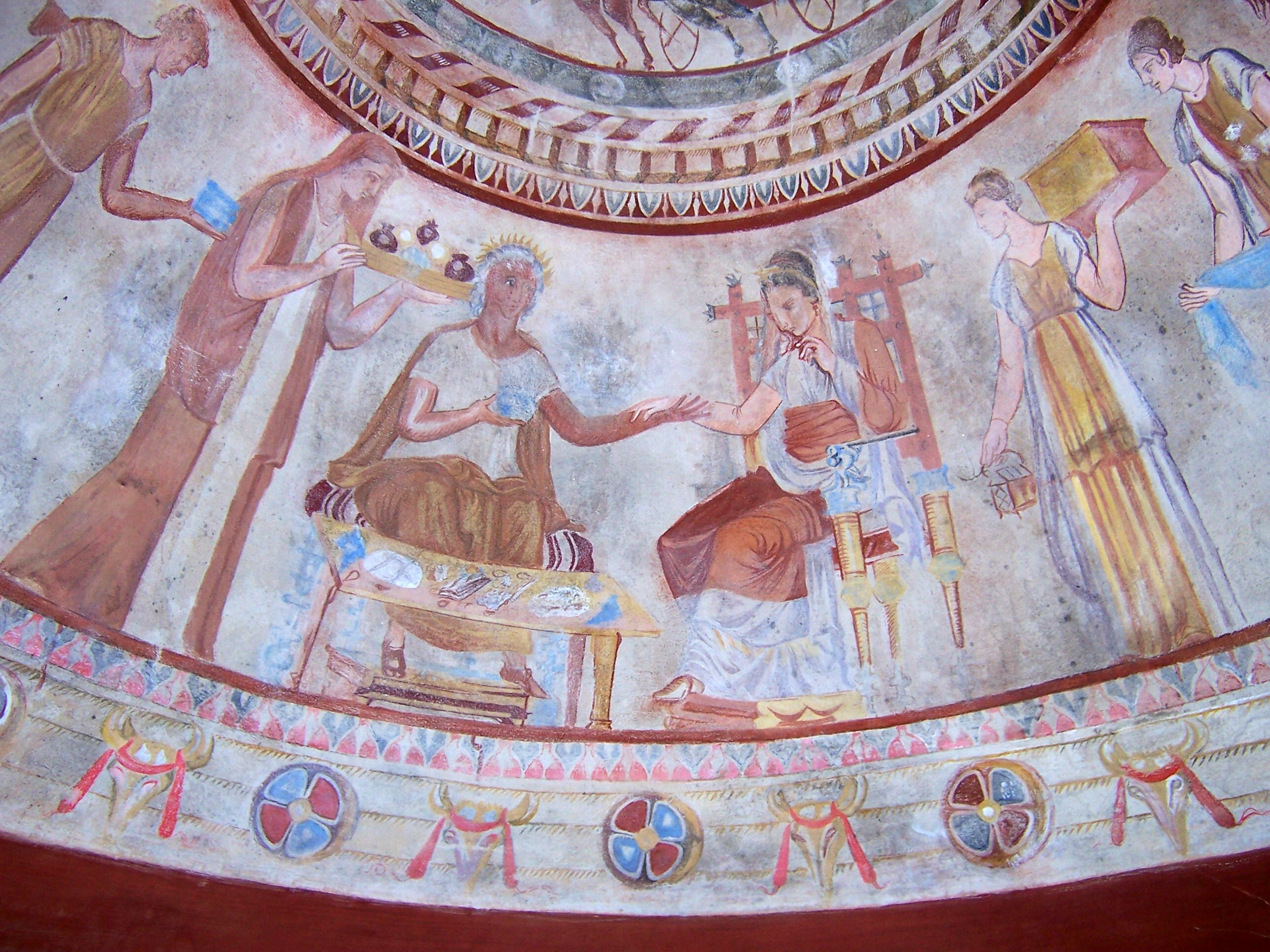
Фракійські цар і цариця — модель гробниці
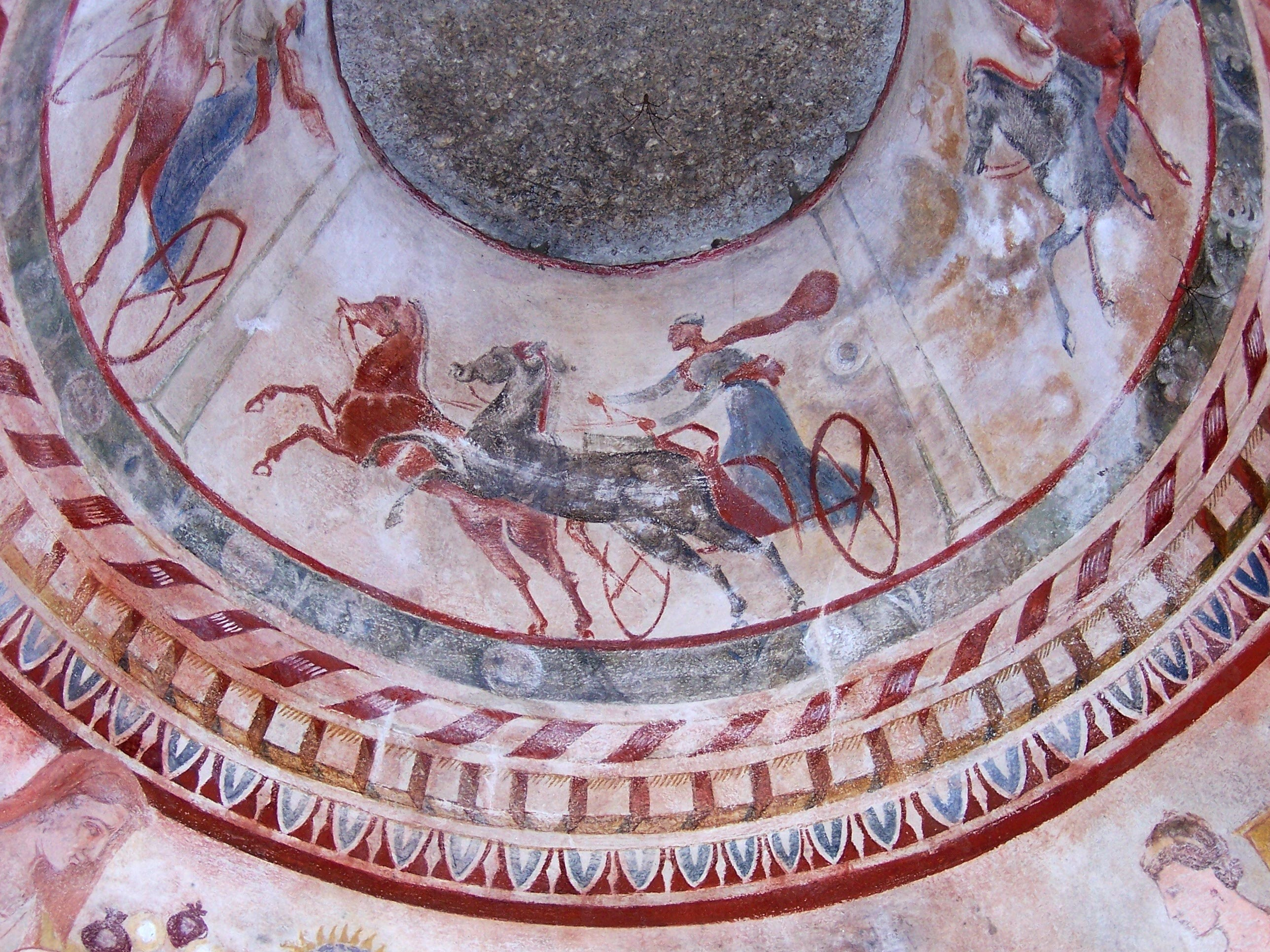
Перегони на колісницях — модель гробниці
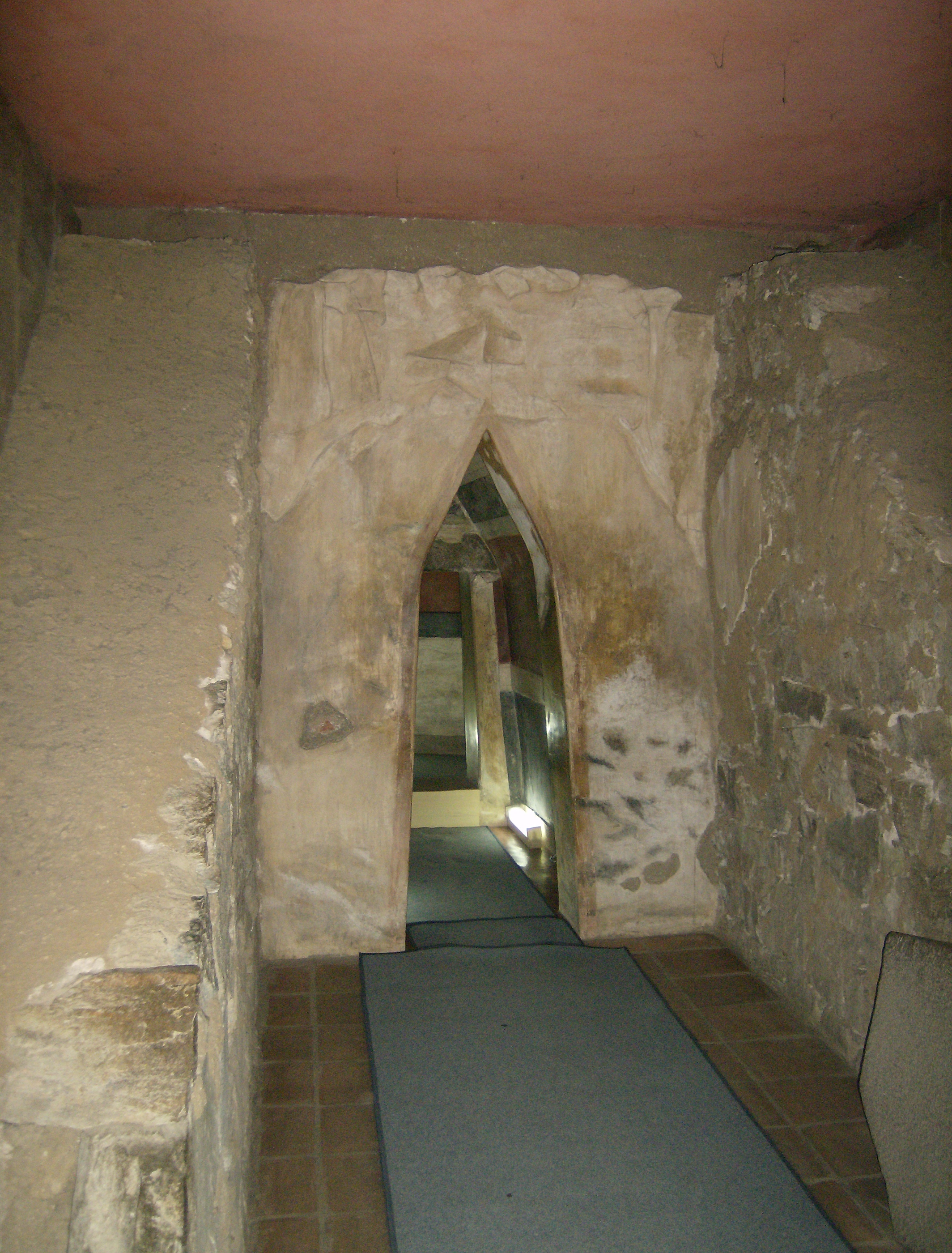
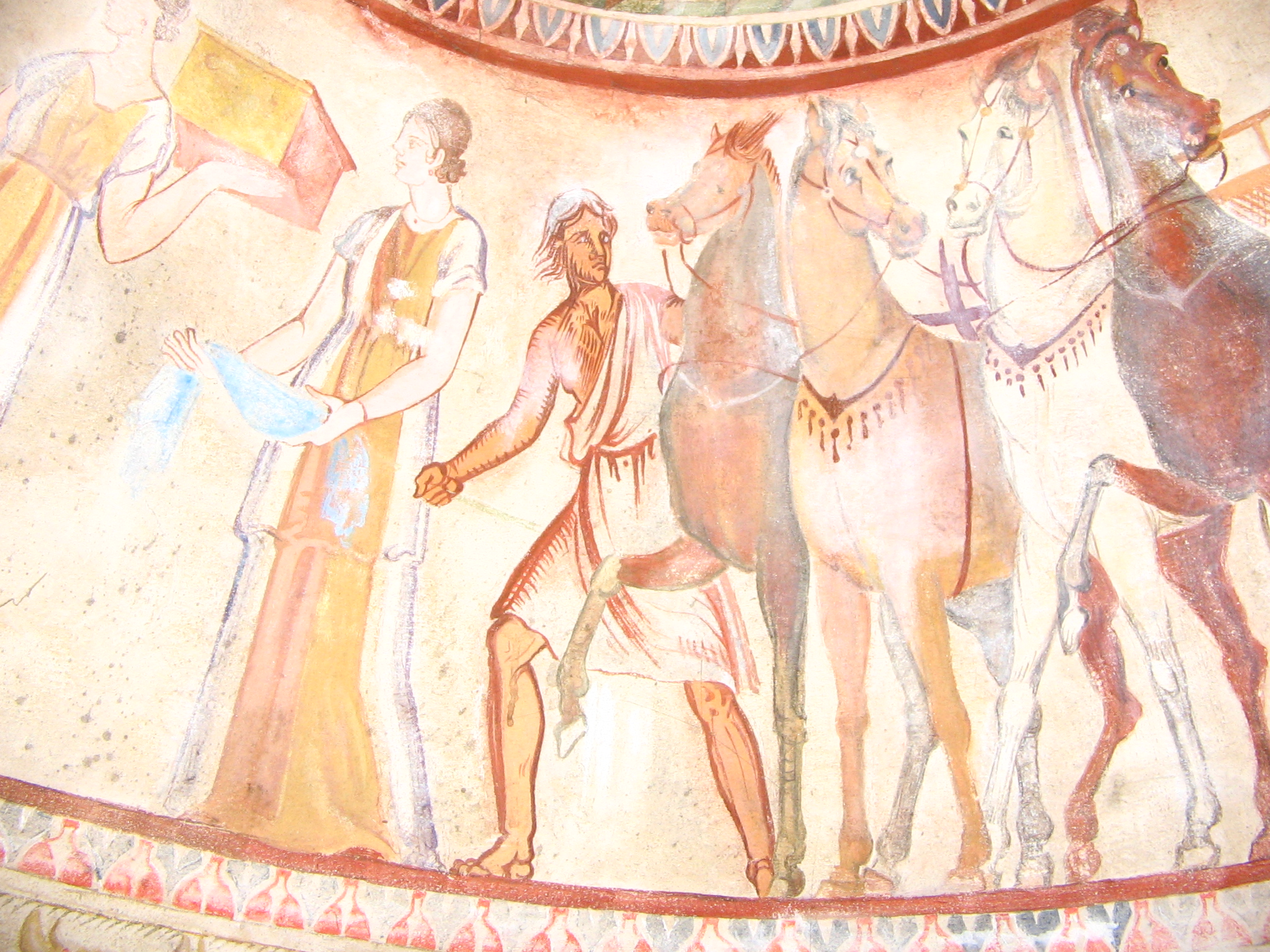
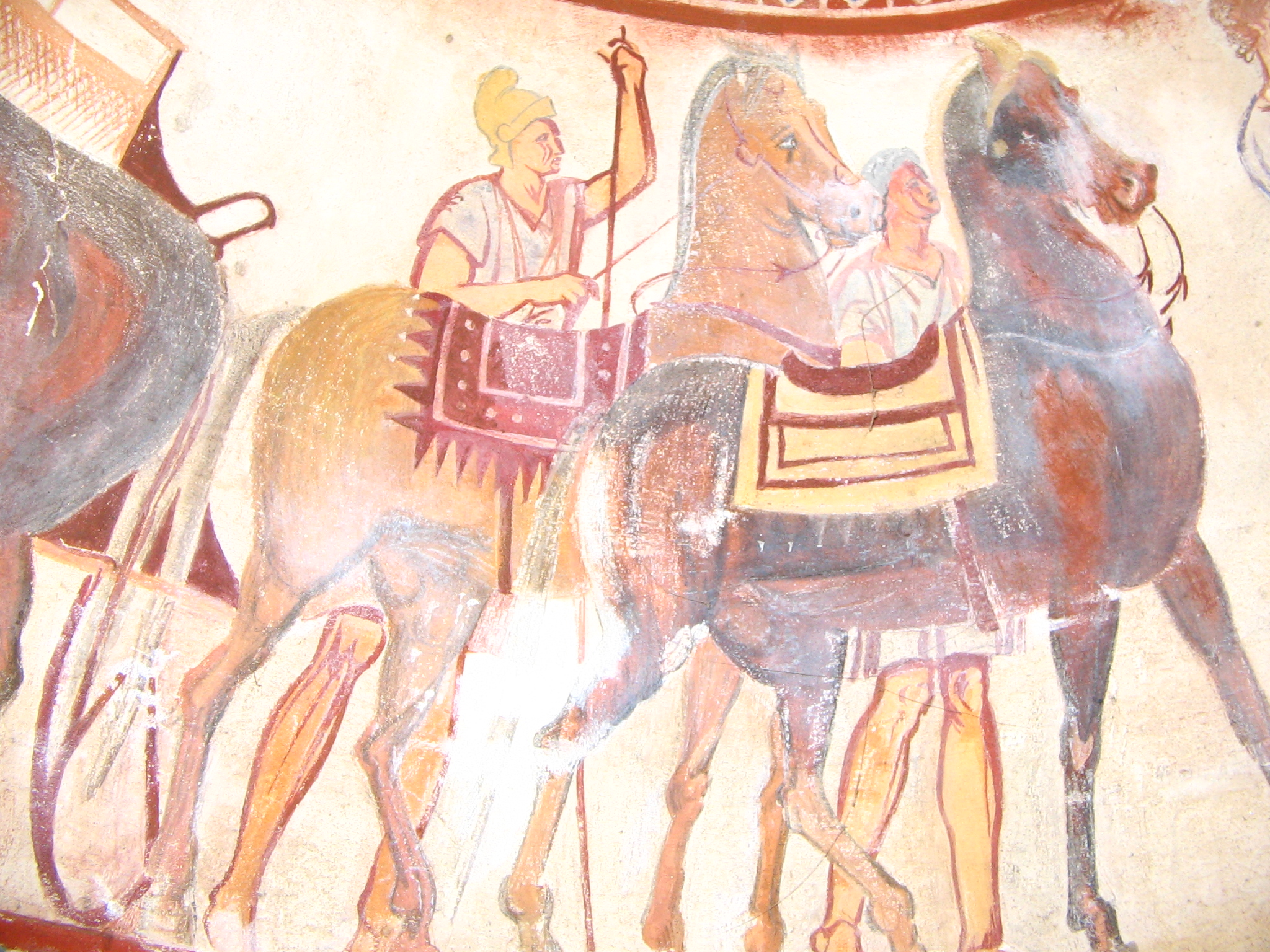
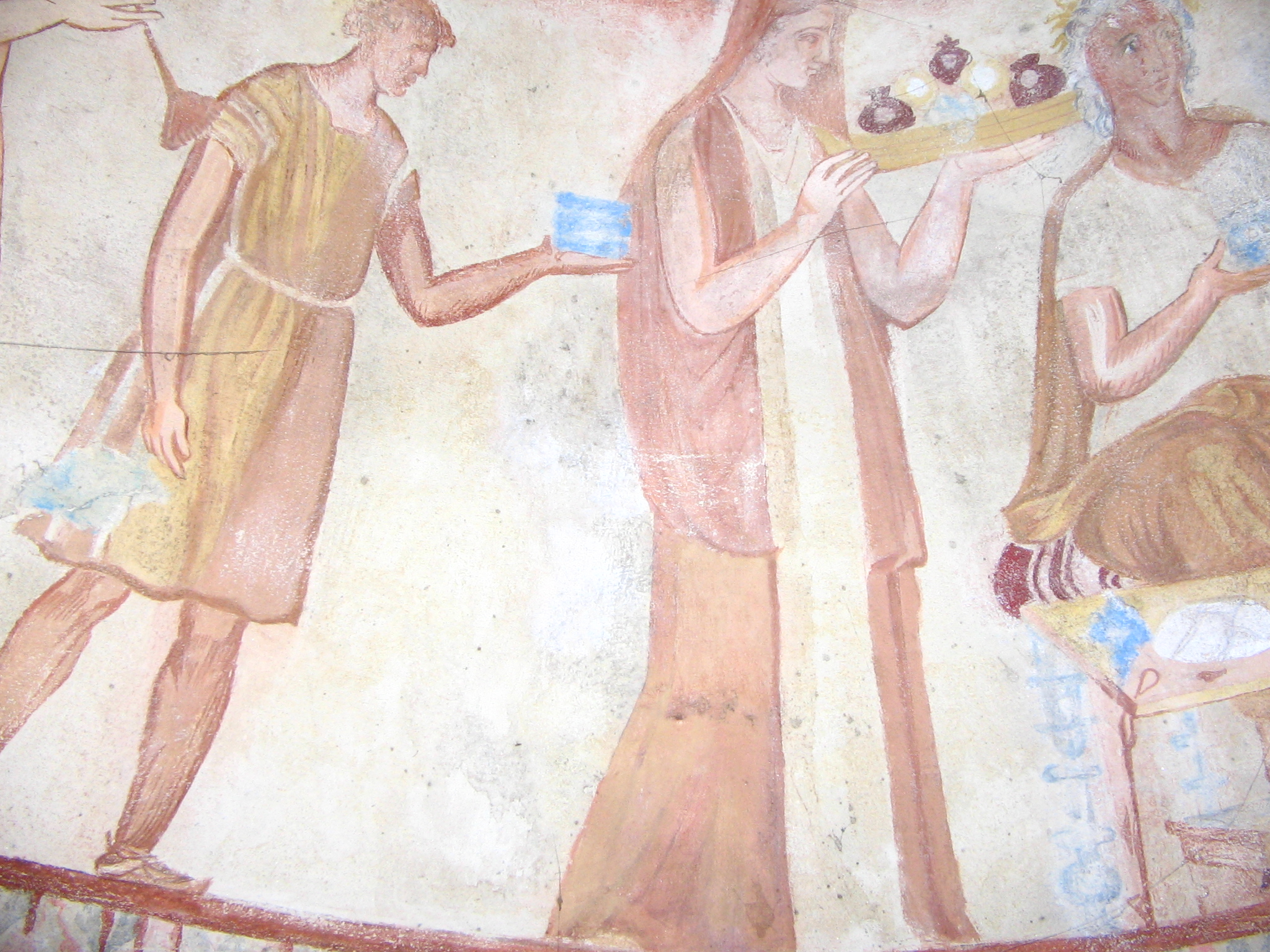
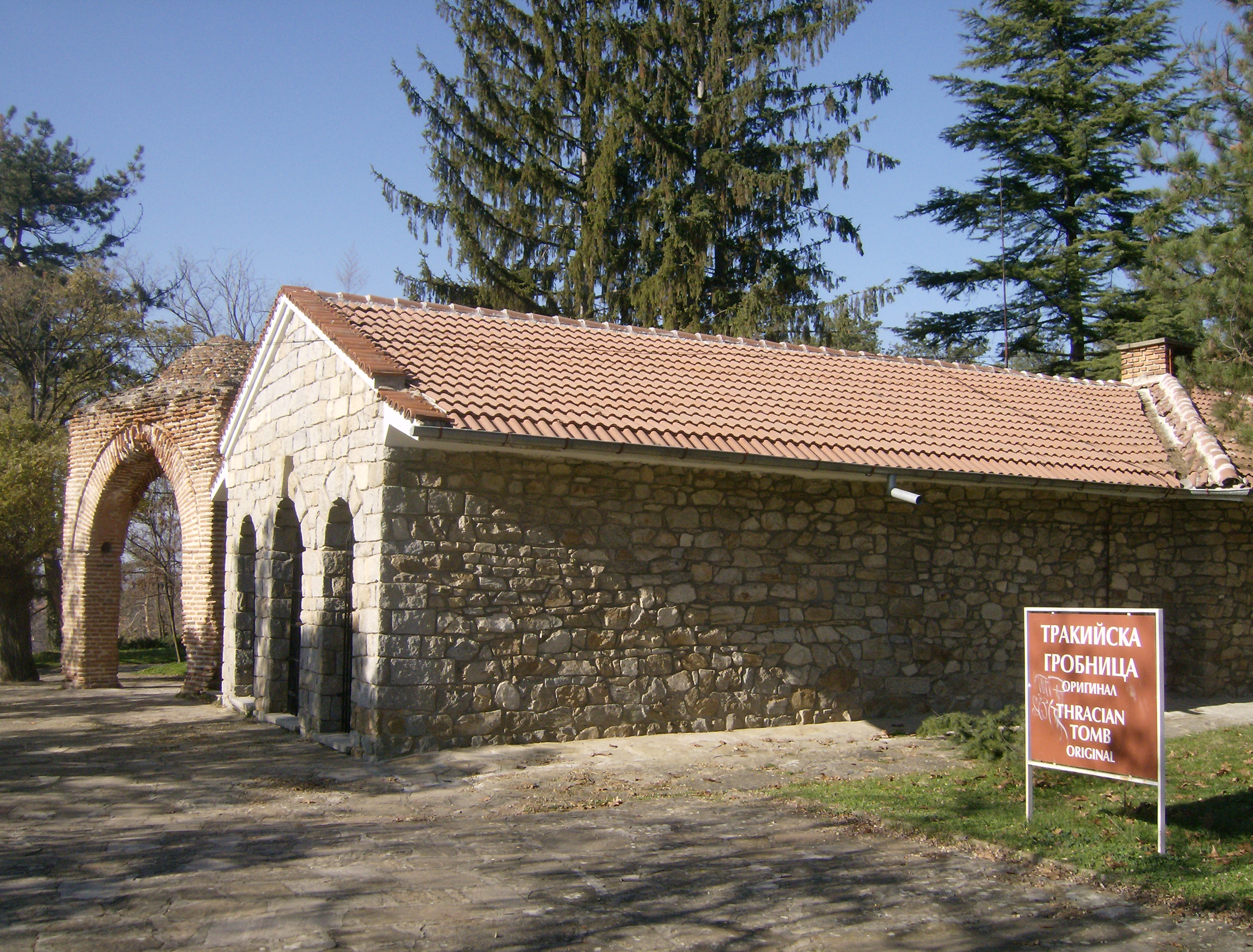
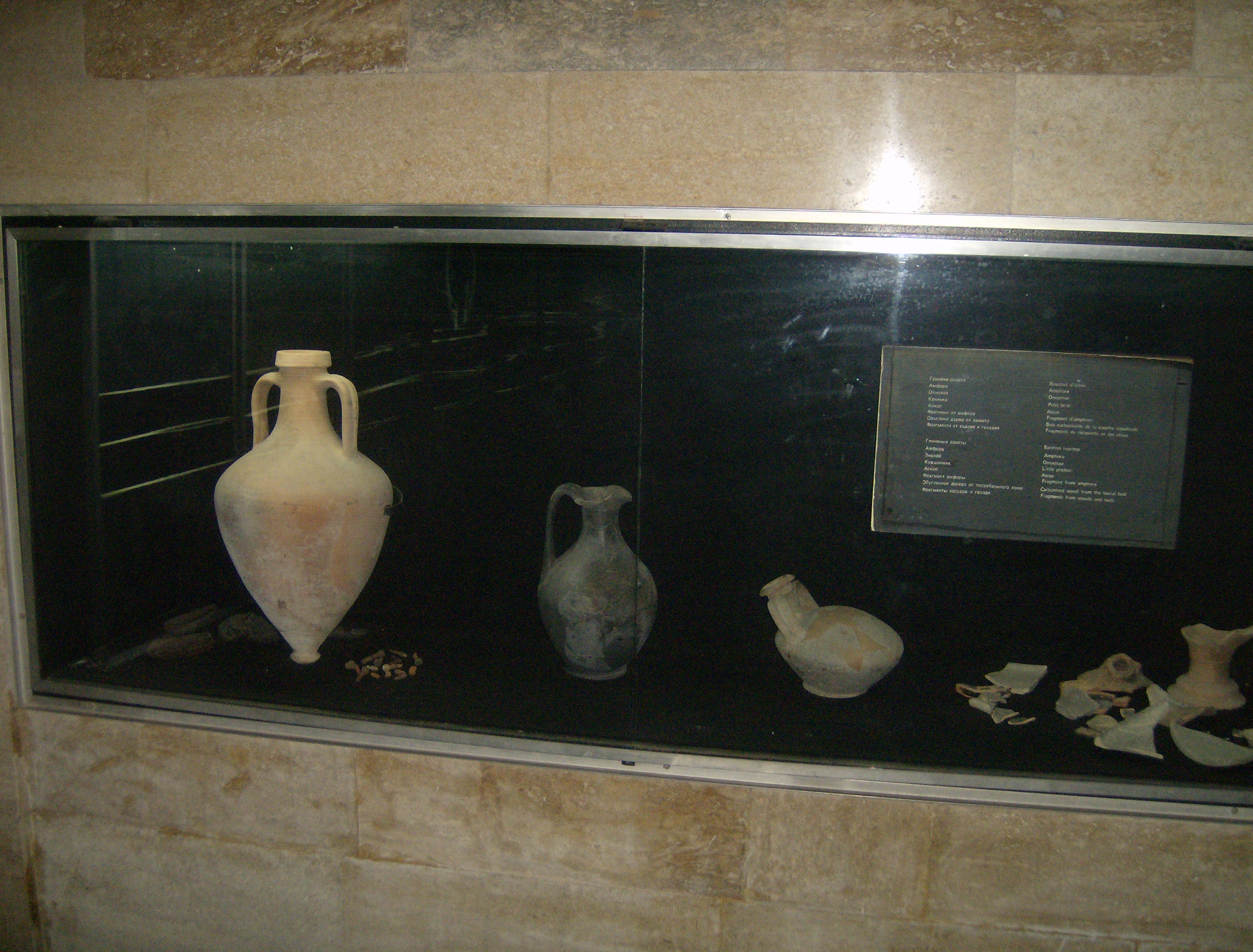
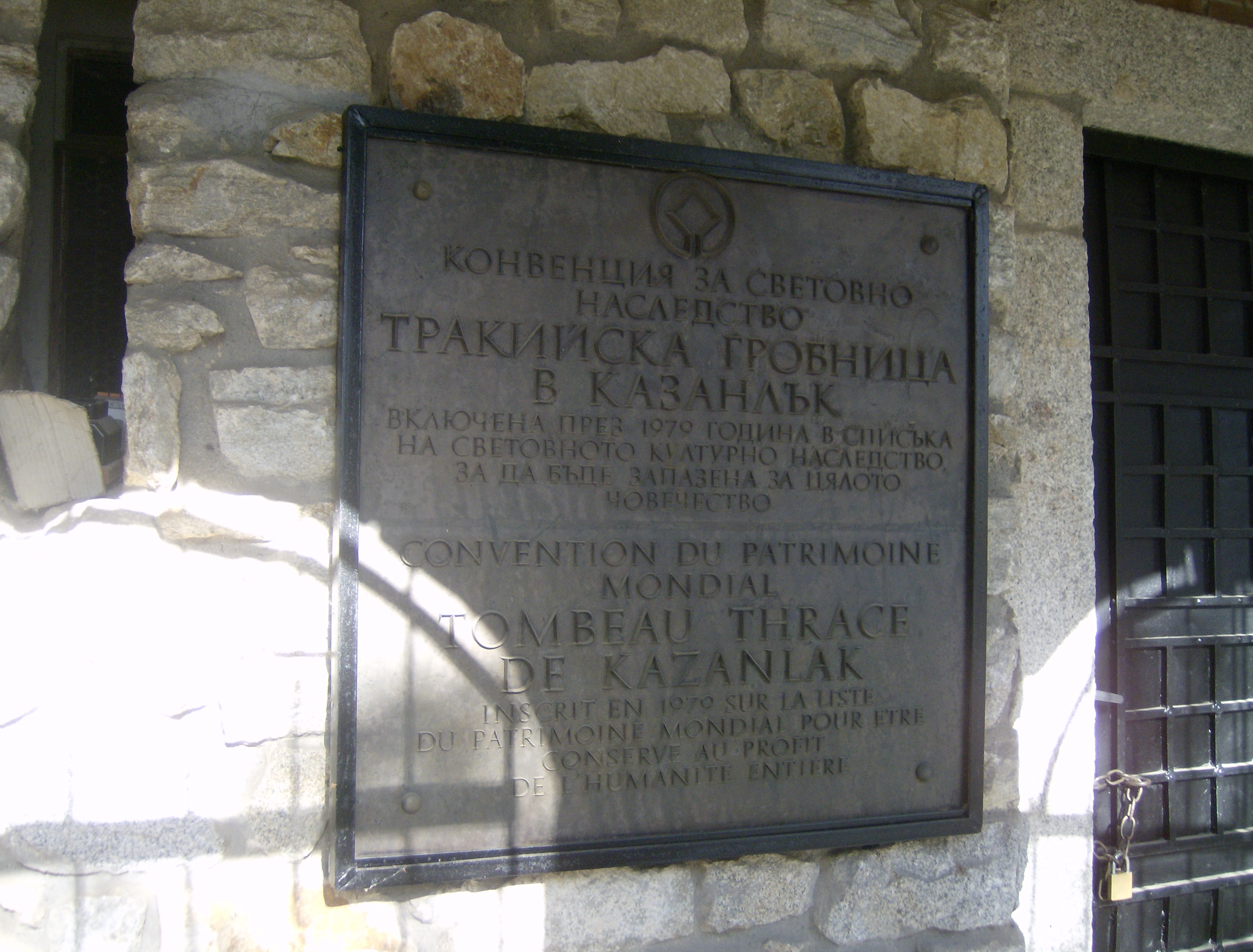
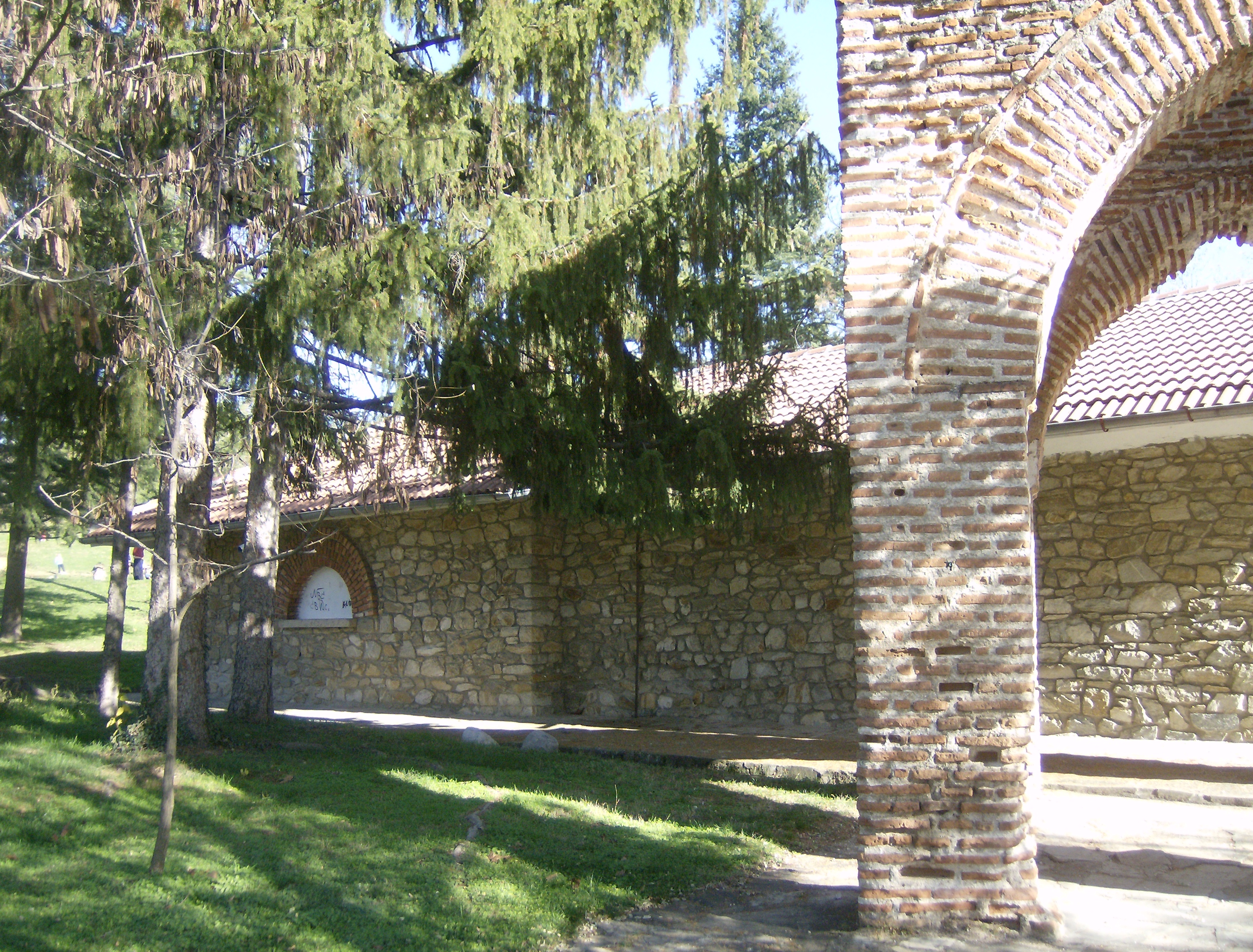
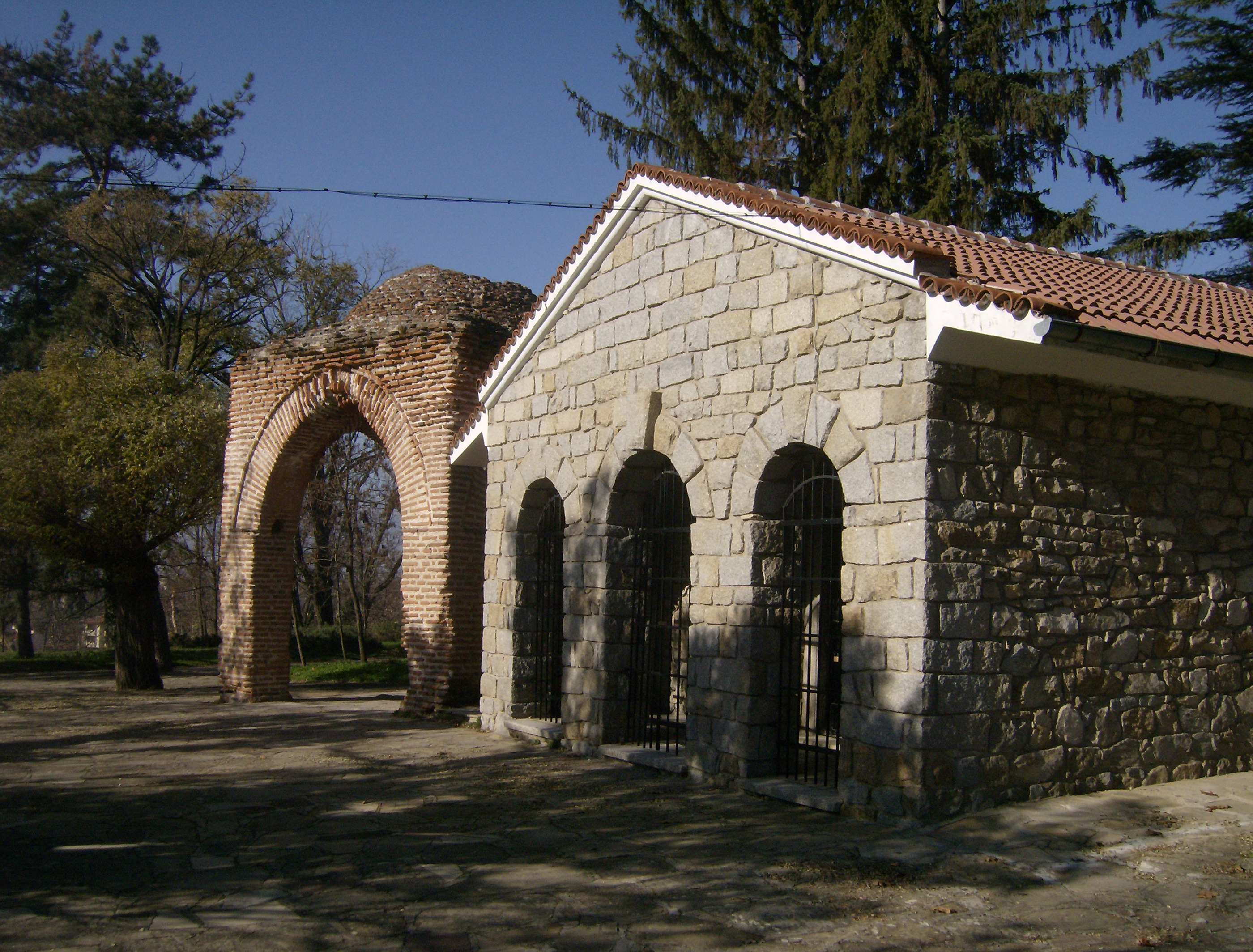

#### Вторгнення давньої Македонії

Південна Фракія за часів Філіпа II Македонського

Після цього Македонська імперія включила до свого складу Одриське царство, і фракійці стали невід'ємною частиною позаконтинентальних експедицій як Філіпа II, так і Александра III (Великого).

#### Стародавні кельтські вторгнення

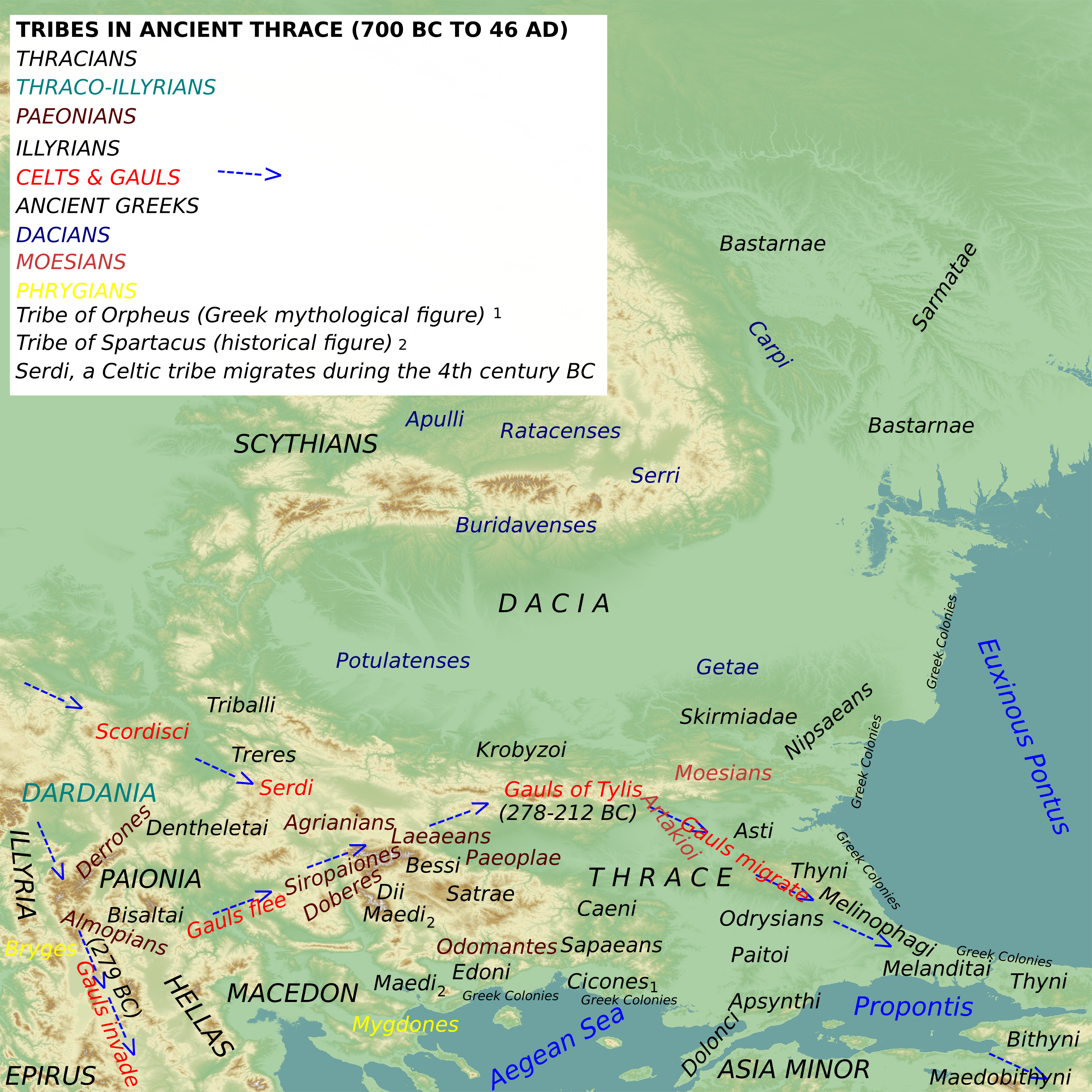
Племена у Фракії. Кельтські народи, включаючи галлів з Тілісу, позначені червоним кольором.

У 298 році до нашої ери кельтські племена досягли території сучасної Болгарії та зіткнулися з військами македонського царя Кассандра на горі Гемос (Стара Планина). Македонці виграли битву, але це не зупинило просування кельтів. Багато фракійських громад, ослаблених македонською окупацією, потрапили під кельтське панування.
У 279 році до нашої ери одна з кельтських армій, очолювана Комонторієм, напала на Фракію та успішно її завоювала. На території сучасної східної Болгарії Комонторій заснував царство Тиліс. Назву відносно недовговічного царства носить сучасне село Тулово. Культурні взаємодії між фракійцями та кельтами підтверджуються кількома предметами, що містять елементи обох культур, такими як колісниця Мезека та майже напевно казан Гундеструпа.
Тиліс проіснував до 212 року до н. е., коли фракійцям вдалося повернути собі панівне становище в регіоні та ліквідувати кельтську державу. Невеликі групи кельтів вижили в Західній Болгарії. Одним із таких племен були серди, від яких походить назва Сердіка — давня назва Софії. Хоча кельти залишалися на Балканах понад століття, їхній вплив на півострові був скромним. До кінця III століття для народів Фракійського регіону з'явилася нова загроза в особі Римської імперії.

### Римський період

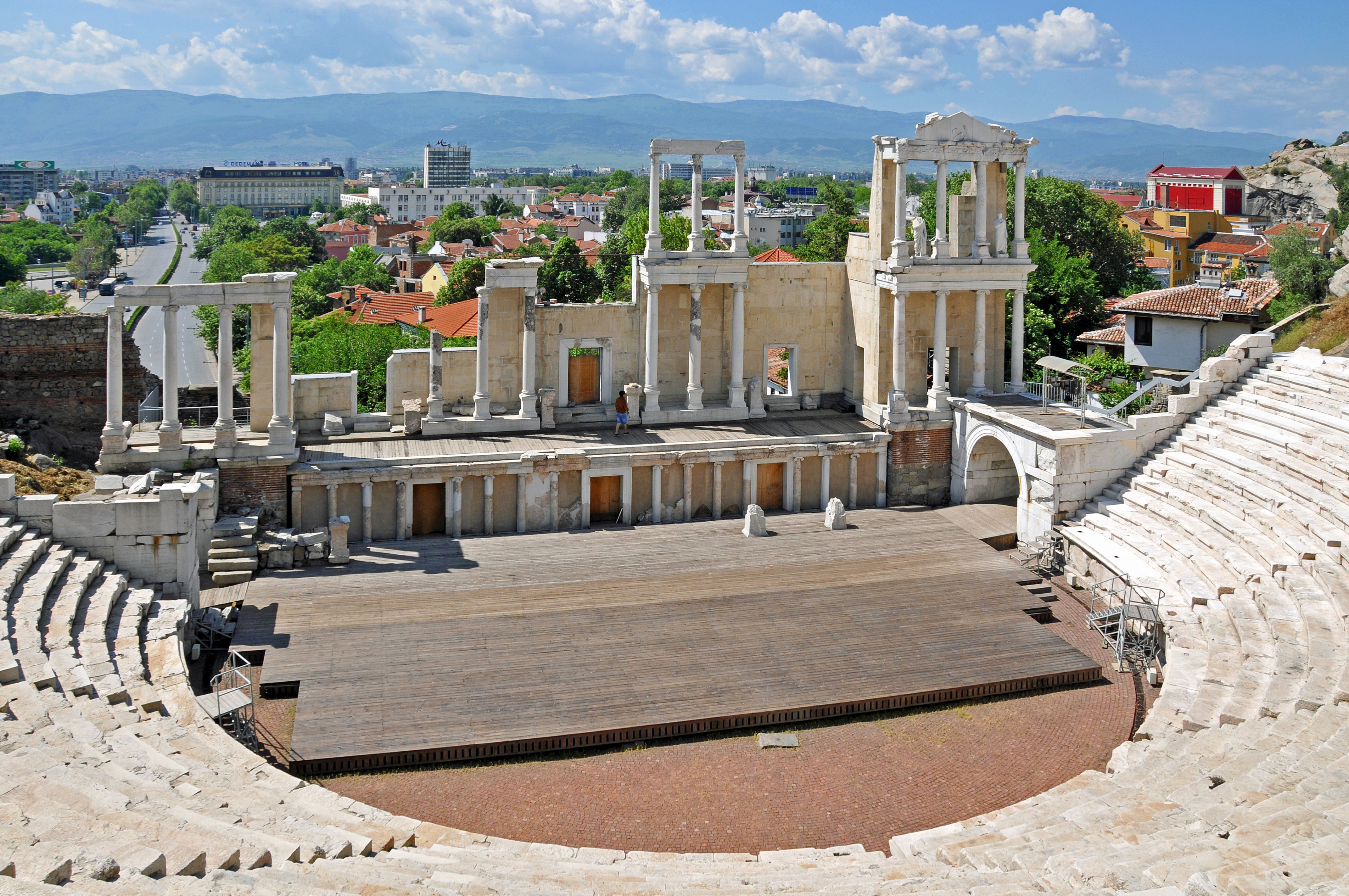
Римський театр Філіппополя, Пловдів

У 188 році до нашої ери римляни вторглися до Фракії. Війна тривала до 46 року нашої ери, коли Рим повністю завоював регіон.

###### Сапейське фракійське царство (римська васальна держава) (І століття до н.е.— 46 р. н.е.)
Сапейське царство — одна з давніх фракійських держав на південному сході Балкан, що існувала з середини I століття до нашої ери до 46 року нашої ери. Як правонаступник Одриського царства Фракії класичної та елліністичної епох, воно перебувало під пануванням племені сапеїв, які правили зі своєї столиці Біз'є на території сучасної північно-західної Туреччини. Спочатку держава була слабкою, але в стародавньому Римському світі її могутність значно зросла як держави-клієнта пізньої Римської республіки. Після битви при Акціумі в 31 році до нашої ери Октавіан (пізніше імператор Август) встановив нову династію, яка виявилася дуже відданою та експансивною. Завоювавши та керуючи значною частиною Фракії від імені Римської імперії, вона проіснувала до 46 року нашої ери, коли імператор Клавдій анексував царство та зробив Фракію римською провінцією.

#### Римське правління

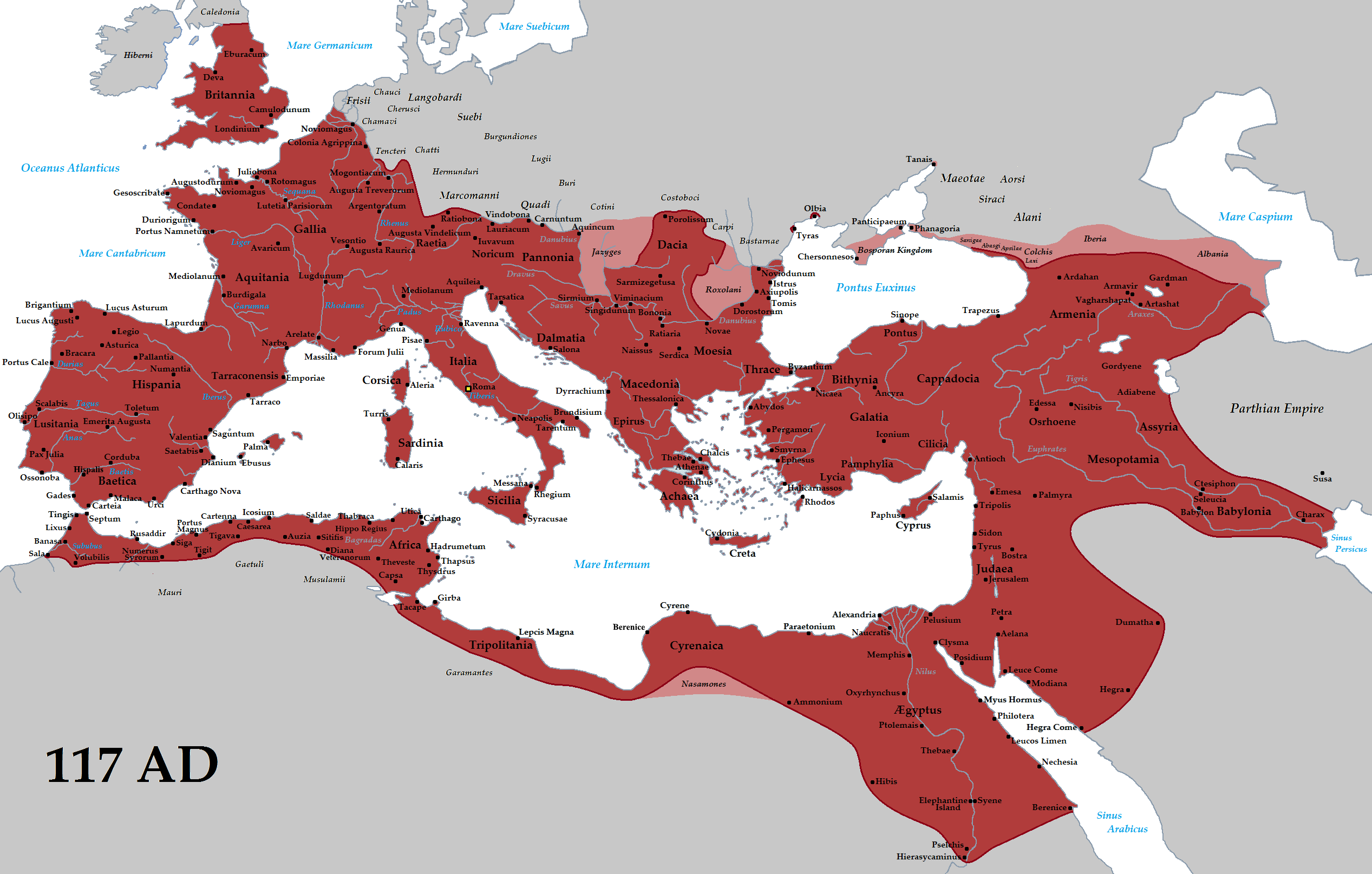
Римська імперія за правління Траяна (117 р. н. е.)

У 46 році нашої ери римляни заснували провінцію Фракію. До IV століття фракійці мали складну корінну ідентичність як християнські «римляни», які зберегли деякі зі своїх давніх язичницьких ритуалів. Фракійці стали домінуючою групою в регіоні та зрештою дали кількох військових командирів та імператорів, таких як Галерій та Костянтин I Великий. Міські центри стали добре розвинені, особливо території Сердіки, яка сьогодні є містом Софія, завдяки великій кількості мінеральних джерел. Приплив іммігрантів з усієї імперії збагатив місцевий культурний ландшафт; храми Осіріса та Ісіди були виявлені поблизу узбережжя Чорного моря. Десь до 300 року нашої ери Діоклетіан розділив Фракію на чотири менші провінції.

## Період Великого переселення народів (III століття— VII століття)

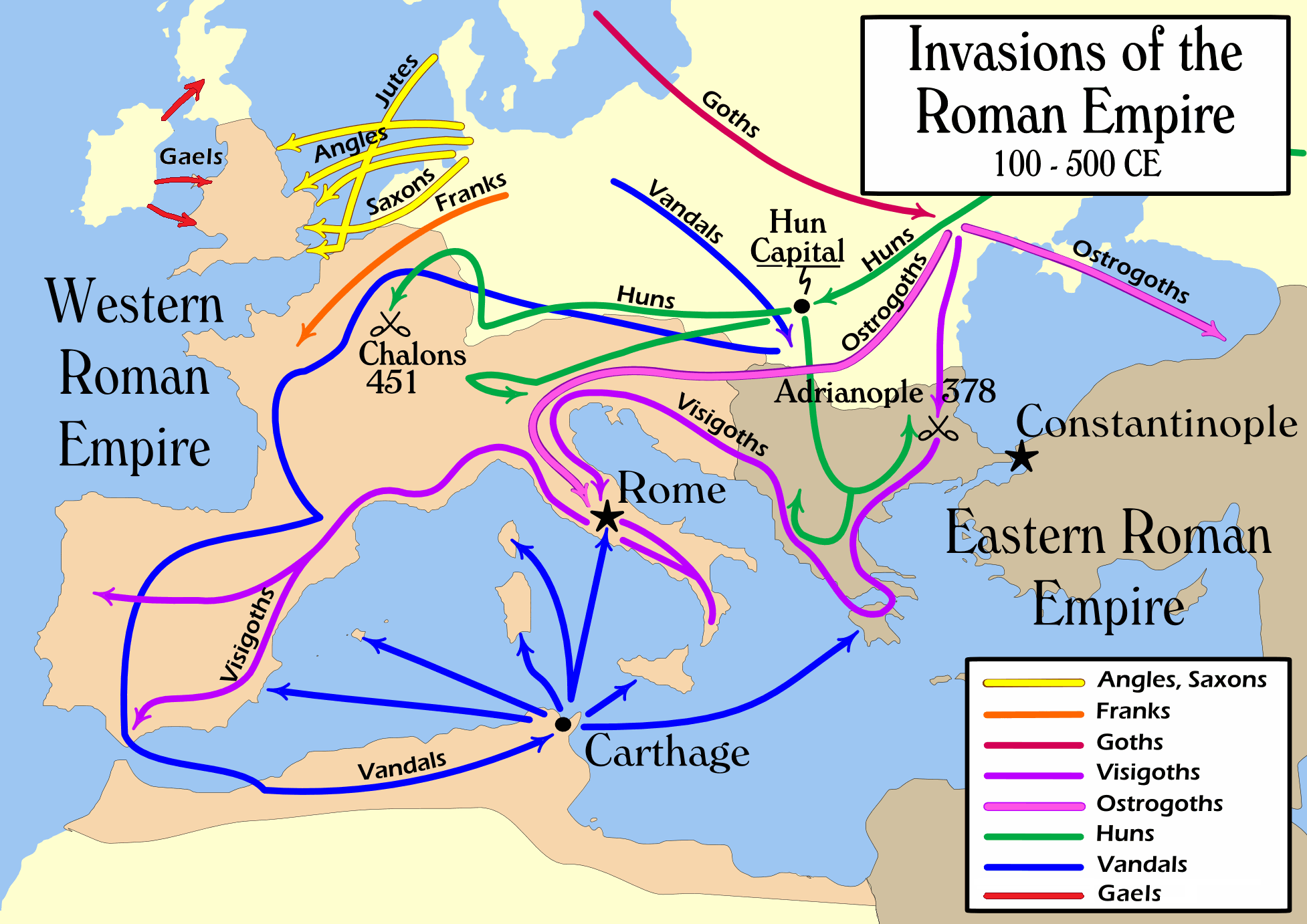
Вторгнення до Римської імперії під час періоду Великого переселення народів

У IV столітті група готів прибула до північної Болгарії та оселилася в Нікополі ад Іструм та його околицях. Там готський єпископ Ульфілас переклав Біблію з грецької на готську мову, створивши при цьому готську абетку. Це була перша книга, написана германською мовою, і з цієї причини принаймні один історик називає Ульфілу «батьком германської літератури». Перший християнський монастир у Європі був заснований у 344 році святим Афанасієм поблизу сучасного Чирпана після Сердикійського собору.
Через сільський характер місцевого населення римський контроль над регіоном залишався слабким. У V столітті гуни Аттіли напали на території сучасної Болгарії та пограбували багато римських поселень. До кінця VI століття авари організовували регулярні вторгнення до північної Болгарії, що стало прелюдією до масового прибуття слов'ян.

Протягом VI століття традиційна греко-римська культура все ще мала вплив, але християнська філософія та культура домінували та почали її замінювати. З VII століття домінуючою мовою в адміністрації, церкві та суспільстві Східної Римської імперії стала грецька, яка замінила латину.

Готські вторгнення 250–251
Готські вторгнення 267–269
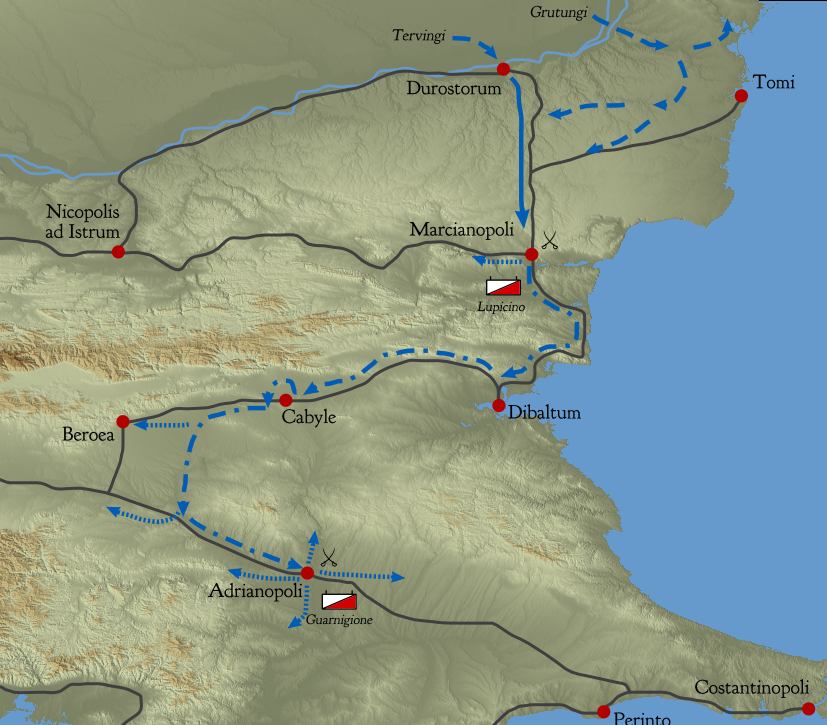
Готські вторгнення 376–382
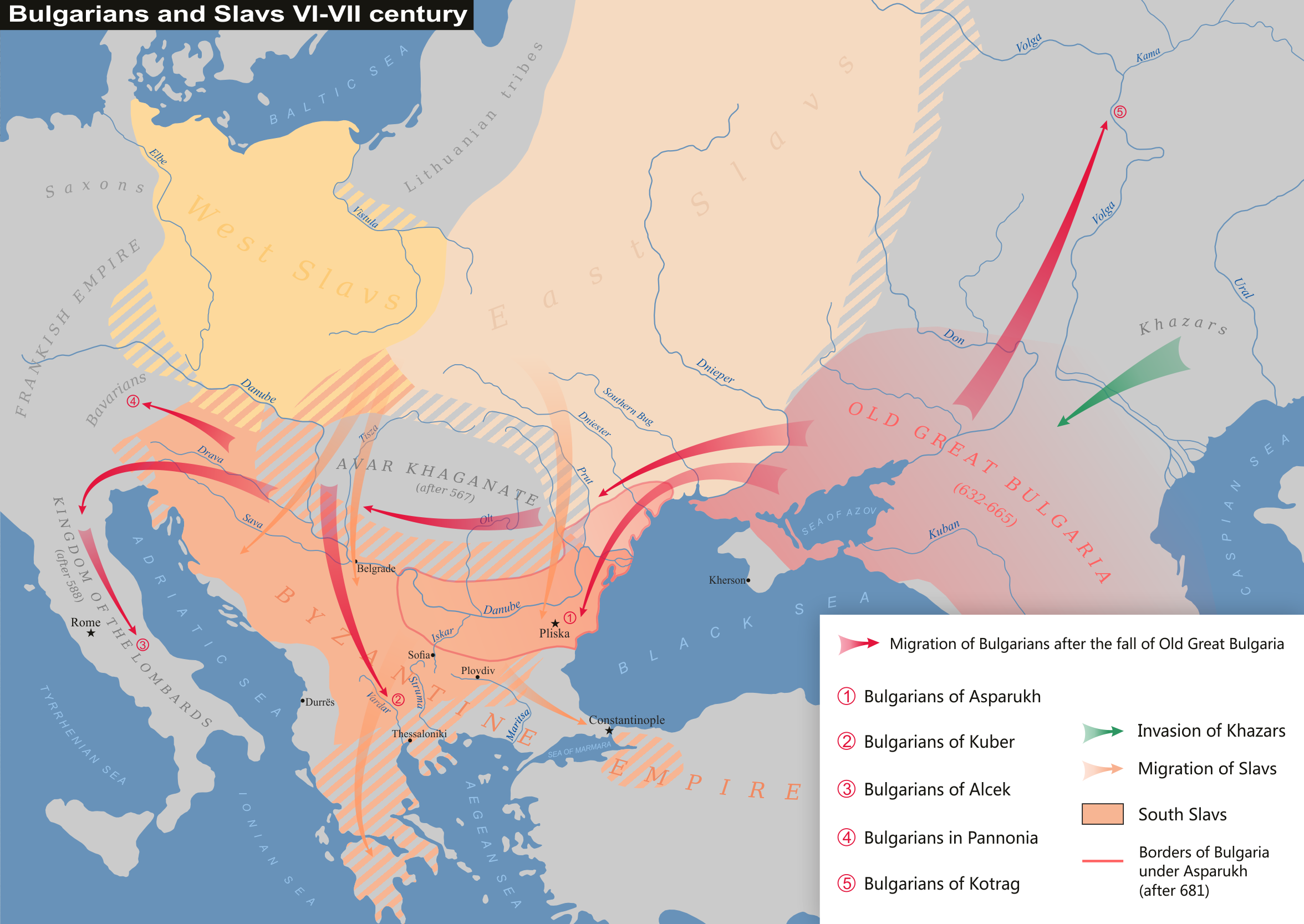
Міграції булгар та слов'ян у VI-VII століттях

### Слов'яни
Слов'яни вийшли зі своєї первісної батьківщини (найчастіше вважається, що вона знаходилася у Східній Європі) на початку VI століття та поширилися на більшу частину східної Центральної Європи, Східної Європи та Балкан, утворивши за територіальним принципом три основні гілки — західних слов'ян, східних слов'ян та південних слов'ян. Найсхідніші південні слов'яни оселилися на території сучасної Болгарії протягом VI століття.
Більшість фракійців зрештою були еллінізовані або романізовані, за деякими винятками, які збереглися у віддалених районах до V століття. Частина східних південних слов'ян асимілювала більшість із них, перш ніж булгарська еліта включила ці народи до складу Першої Болгарської імперії.

### Болгари
Булгари були напівкочовим народом, який у II столітті мешкав у степах на північ від Кавказу та навколо берегів річки Волга (тодішня Ітіль). Вони дали початок Першому Болгарському царству. Булгарами правили спадкові князі. Існувало кілька аристократичних родин, члени яких, маючи військові титули, утворювали правлячий стан. Булгари сповідували політеїзм, однак переважно поклонялися верховному божеству.

### Стара Велика Болгарія

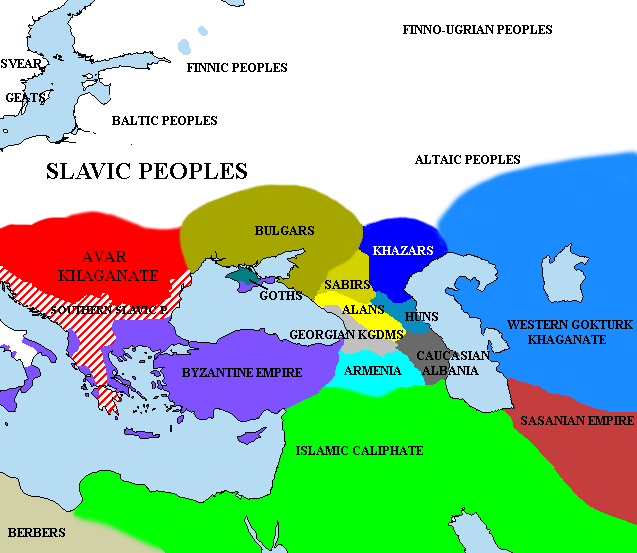
Велика Болгарія та прилеглі регіони, бл. 650 р. н. е.

Об'єднані під керівництвом одного правителя, Курта, або Кубрата (правив приблизно з 605 по 642 рік), булгари утворили могутню державу, відому Східній Римській імперії як Велика Болгарія. Ця країна розташовувалася між нижньою течією Дунаю на заході, Чорним та Азовським морями на півдні, Кубанню на сході та Донцем на півночі. Столицею була Фанагорія на Азові.
У 635 році Кубрат підписав мирний договір з імператором Візантійської імперії Іраклієм, розширивши Болгарське царство далі на Балкани. Пізніше Кубрат був коронований Іраклієм з титулом патриція. Після смерті Кубрата царство не встояло. Після кількох воєн з хозарами булгарів остаточно розгромили, і вони переселилися на південь і північ, а головно на захід, на Балкани, де мешкала більшість інших булгарських племен, у державу, що була васальною щодо Візантійської імперії з V століття.
Один з наступників хана Кубрата, Котраг, привів дев'ять булгарських племен на північ уздовж берегів річки Волги на територію сучасної Росії, створивши наприкінці VІІ століття державу волзьких булгар. Пізніше це царство стало торговим і культурним центром півночі, оскільки воно займало дуже стратегічне положення, створюючи монополію на торгівлю між арабами, русами й аварами. Волзькі булгари першими в історії перемогли монгольську орду і захищали Європу протягом десятиліть, але після незліченних монгольських вторгнень держава волзьких булгар була зруйнована, а більшість його жителів вбиті або продані в рабство в Азію.
Інший наступник хана Кубрата, Аспарух (брат Котрага), рушив на захід, зайнявши територію сучасної південної Бессарабії. Після успішної війни з Візантією в 680 році держава Аспаруха спочатку завоювала Малу Скіфію в Добруджі та згідно з договором, підписаним з Візантійською імперією в 681 році, було визнане незалежним. Цей рік зазвичай вважається роком заснування сучасної Болгарії, а Аспарух — першим болгарським правителем.
Інша булгарська орда, очолювана братом Аспаруха, Кубером, прибула в Паннонію, а пізніше в регіон Македонії.

## Перше Болгарське царство (681—1018)

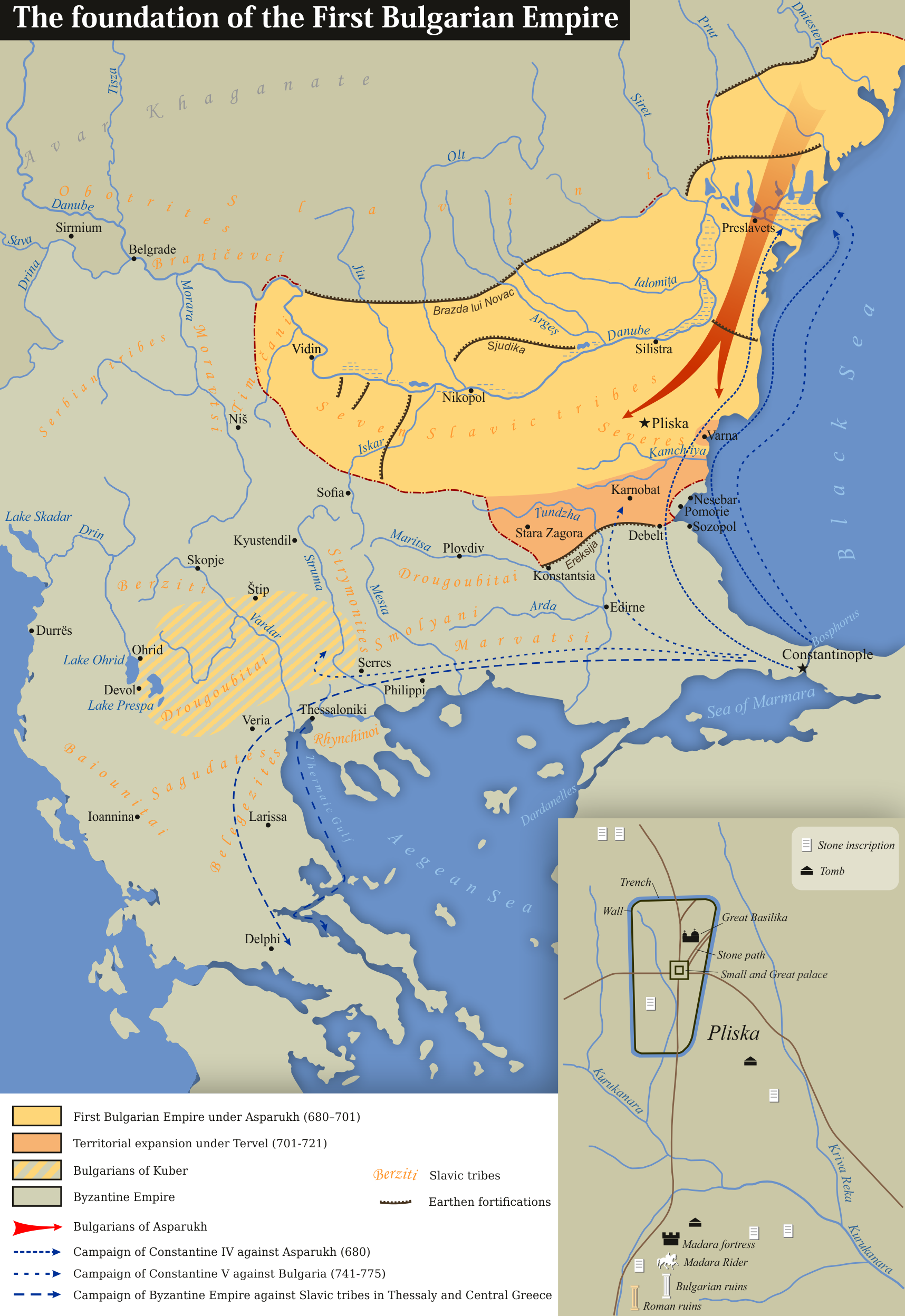
Південно-Східна Європа 680—721

За правління Аспаруха Болгарія розширилася на південний захід після битви при Онгалі, і було утворено Дунайську Болгарію.
За часів Пізньої Римської імперії територію сучасної Болгарії охоплювало кілька римських провінцій: Скіфія (Мала Скіфія), Мезія (Верхня та Нижня), Фракія, Македонія (Перша та Друга), Дакія (Прибережна та Внутрішня, обидві на південь від Дунаю), Дарданія, Родопи та Гемісмонт, і мали змішане населення візантійських греків, фракійців та даків, більшість з яких розмовляли грецькою або варіантами простонародної латини. Кілька послідовних хвиль слов'янської міграції протягом VI та початку VII століть призвели до різкої зміни демографічної ситуації регіону та його майже повної слов'янізації.

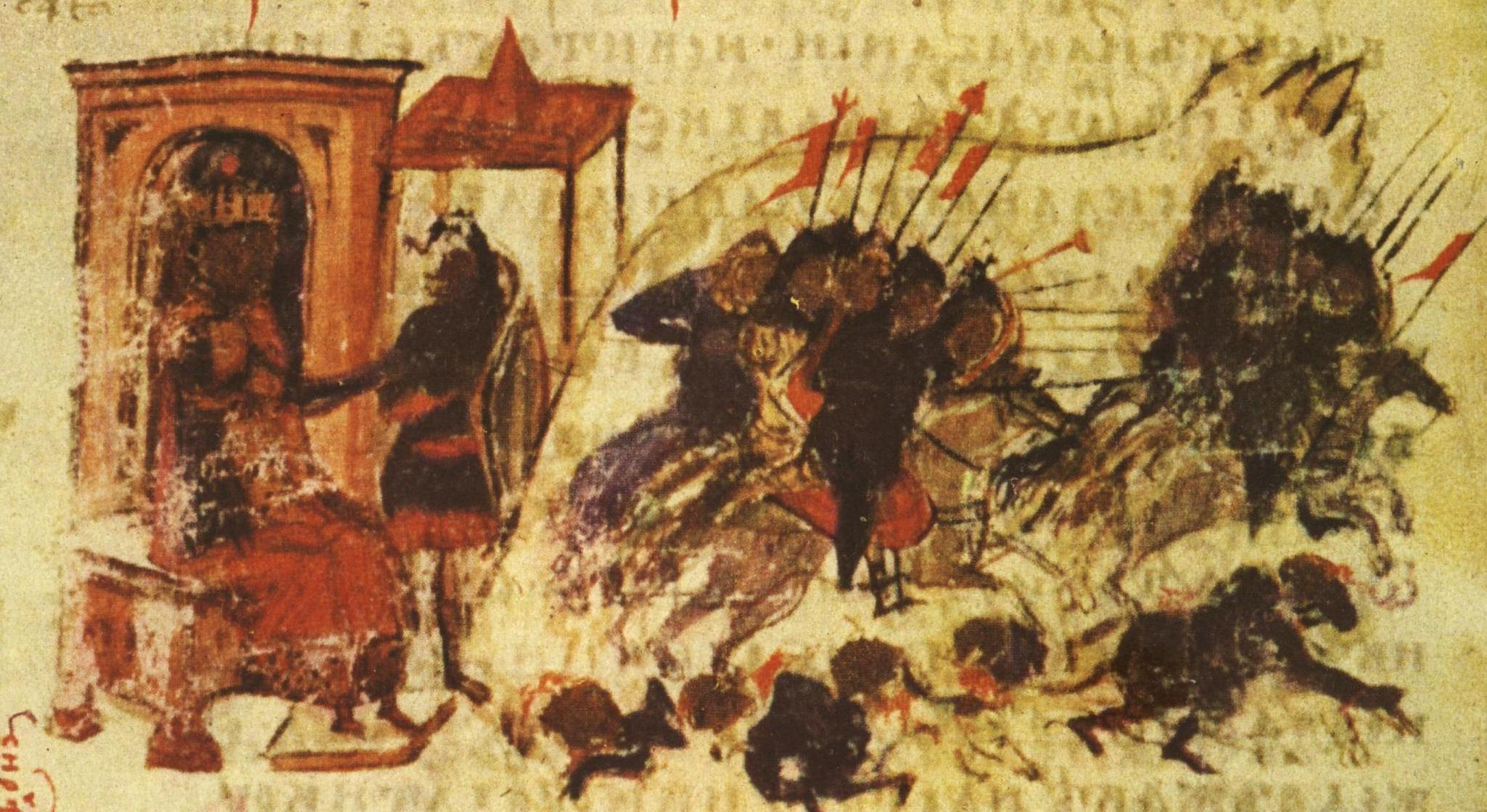
Мініатюра 47 з хроніки Костянтина Манасії, XIV століття: Араби атакують Константинополь за часів правління імператора Лева III.

Син і спадкоємець Аспаруха, Тервел, став правителем на початку VIII століття, коли візантійський імператор Юстиніан II попросив Тервела допомогти йому повернути собі трон, за що Тервел отримав від імперії область Загора та отримав велику суму золота. Він також отримав візантійський титул «Цезар». Роками пізніше імператор вирішив зрадити та напасти на Болгарію, але його армія була розгромлена в битві при Анхіало. Після смерті Юстиніана II болгари продовжили свої походи проти імперії і в 716 році досягли Константинополя. Загроза з боку болгар та арабів на сході змусила нового імператора Феодосія III підписати мирний договір з Тервелом. Наступник імператора, Лев III Ісавр, мав справу зі 100-тисячною арабською армією на чолі з Масламою ібн Абд аль-Маліком та флотом із 2500 кораблів, які облягали Константинополь у 717 році. Спираючись на свій договір з Болгарією, імператор попросив князя Тервела допомогти йому впоратися з арабським вторгненням. Тервел погодився, і арабів було знищено за межами міських стін. Флот був сильно пошкоджений грецьким вогнем. Решта кораблів були знищені штормом під час спроби втечі. Так завершилася Друга арабська облога Константинополя. Після правління Тервела відбувалися часті зміни в правлячих домах, що призводило до нестабільності та політичної кризи.
Десятиліття потому, у 768 році, Болгарією правив Телеріг з дому Дуло. Його військова кампанія проти Костянтина V у 774 році виявилася невдалою. Захоплений своїм успіхом проти Телеріга, візантійський імператор відправив флот із 2000 кораблів, навантажених вершниками. Ця експедиція виявилася невдалою через сильні північні вітри поблизу Месембрії. Телеріг знав про посилення присутності шпигунів у столиці Плісці. Щоб зменшити цей візантійський вплив, він надіслав листа імператору, в якому просив притулку в Константинополі й хотів дізнатися, які візантійські шпигуни можуть йому допомогти. Знаючи їхні імена, він убив кожного агента у столиці. Його правління ознаменувало кінець політичної кризи.

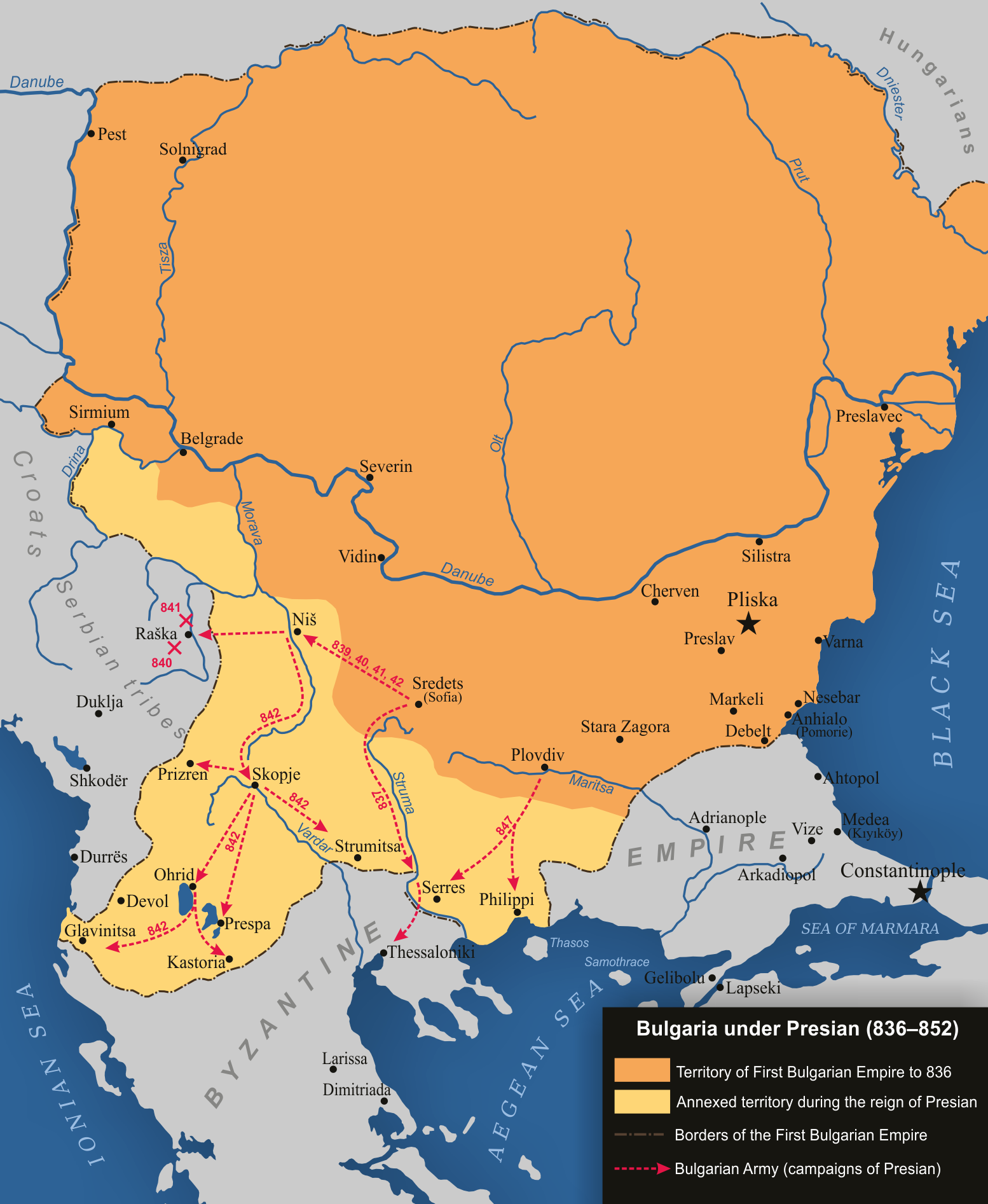
Територіальна експансія за часів правління Пресіана (836—852)

За правління Крума (802—814) Болгарія значно розширилася на північний захід і південь, зайнявши землі між середнім Дунаєм і Молдовою, всю сучасну Румунію, Софію у 809 році та Адріанополь у 813 році, а також загрожував самому Константинополю. Крум запровадив правову реформу з метою зменшення бідності та зміцнення соціальних зв'язків у своїй значно розширеній державі.
За правління хана Омуртага (814—831) вздовж середнього Дунаю були міцно встановлені північно-західні кордони з Франкською імперією. У болгарській столиці Плісці були збудовані, переважно з каменю та цегли, величний палац, язичницькі храми, резиденція правителя, фортеця, цитадель, водопровід та лазні.

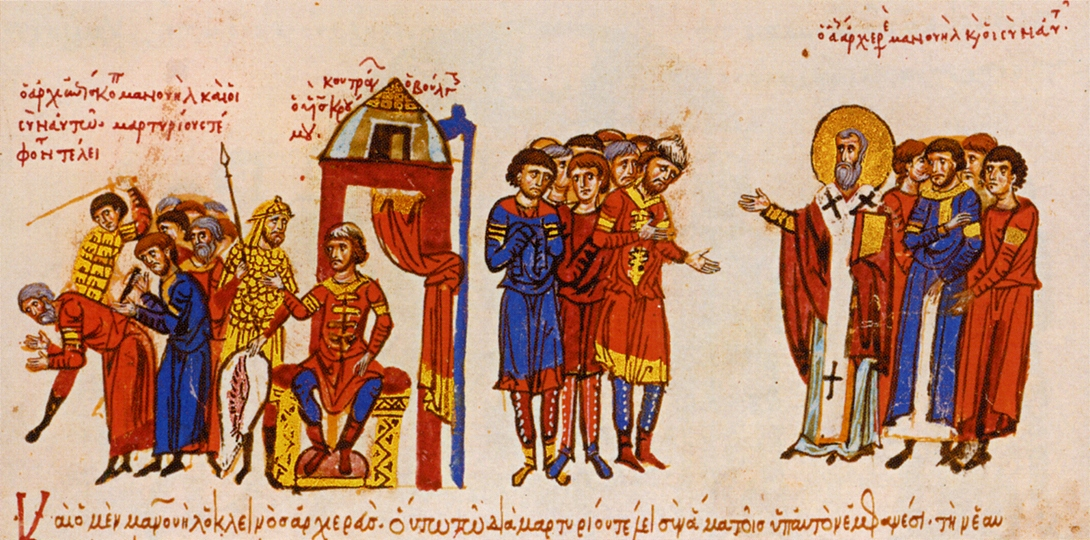
Омуртаг наказує вбивство християн

Омуртаг проводив політику репресій проти християн. Менологіон Василія ІІ прославляє імператора Василія ІІ, показуючи його як воїна, що захищає православне християнство від нападів Болгарського царства, напади якого на християн графічно ілюструються.

### Християнізація
За часів Бориса I Болгарія офіційно стала християнською країною, а Вселенський патріарх погодився дозволити перебування автономного болгарського архієпископа в Плисці. Місіонери з Константинополя, Кирило та Мефодій, розробили глаголицю, яка була прийнята в Болгарській імперії близько 886 року. Алфавіт і староболгарська мова, що розвинулася зі слов'янської дали початок багатій літературній та культурній діяльності, зосередженій навколо Преславської та Охридської літературних шкіл, заснованих за наказом Бориса I у 886 році.

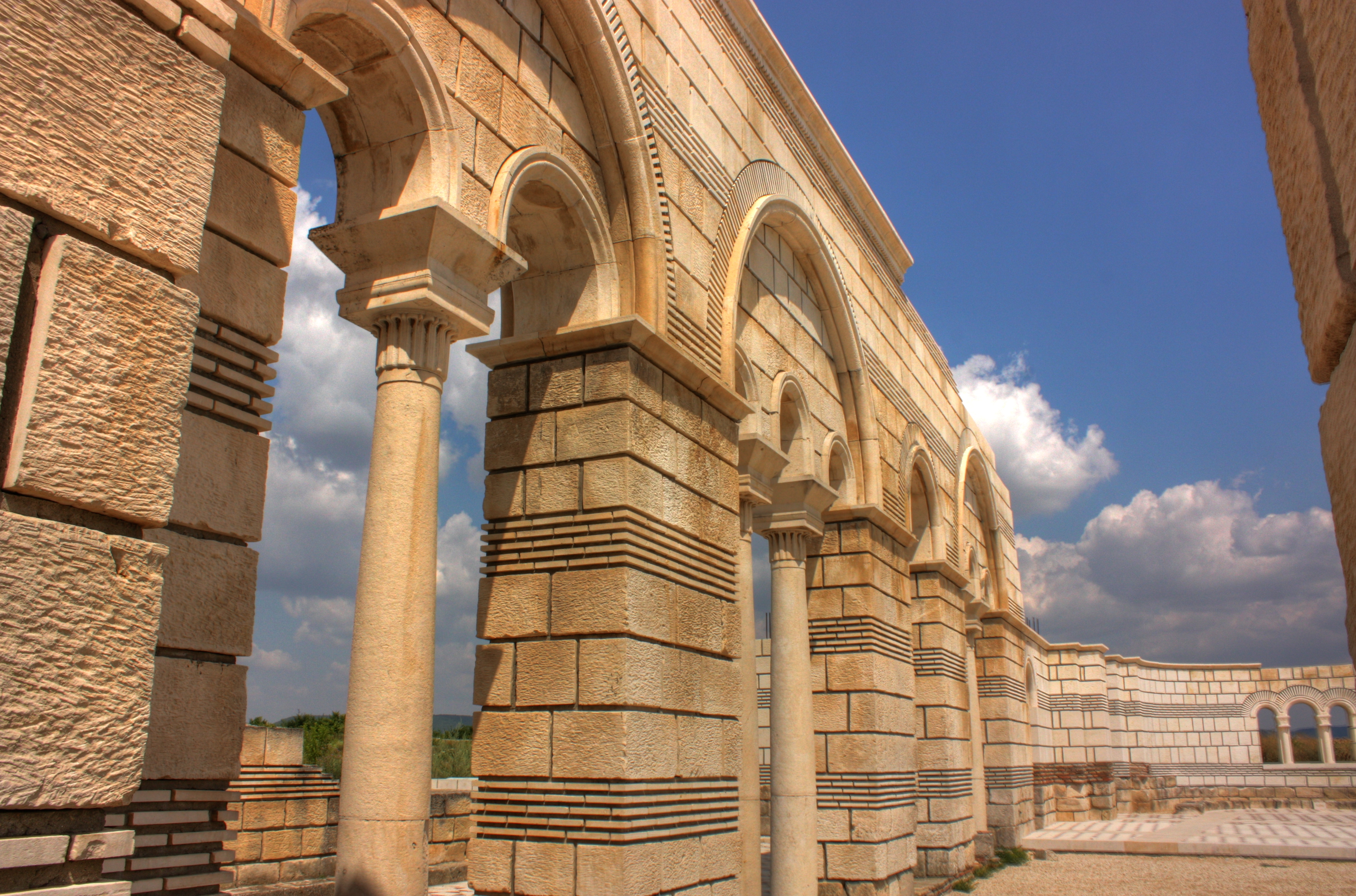
Руїни Пліски, столиці Першого Болгарського царства з 680 по 893 рік

На початку IX століття в Преславській літературній школі було розроблено новий алфавіт — кирилицю, адаптовану з глаголиці, винайденої святими Кирилом і Мефодієм. Альтернативна теорія полягає в тому, що алфавіт був розроблений в Охридській літературній школі святим Климентом Охридським, болгарським вченим і учнем Кирила і Мефодія.
До кінця IX та початку X століть Болгарія простягалася до Епіру та Фессалії на півдні, Боснії на заході та контролювала всю сучасну Румунію та східну Угорщину на півночі, возз'єднавшись зі старим корінням. Як залежна частина Болгарської імперії виникла сербська держава. За часів правління болгарського царя Симеона I (Симеона Великого), який здобув освіту в Константинополі, Болгарія знову стала серйозною загрозою для Візантійської імперії. Його агресивна політика була спрямована на витіснення Візантії як головного партнера кочових держав регіону. Підриваючи принципи візантійської дипломатії та політичної культури, Симеон перетворив власне царство на суспільно-структуруючий фактор у кочовому світі.
Симеон сподівався захопити Константинополь і стати імператором як болгар, так і греків, і протягом свого тривалого правління (893—927) вів низку воєн з візантійцями. Наприкінці його правління фронт досяг Пелопоннесу на півдні, що зробило його наймогутнішою державою в сучасній Південно-Східній Європі. Симеон проголосив себе «царем (цезарем) болгар і римлян», титул, який визнав Папа Римський, але не візантійський імператор. Вважалося, що столиця Преслав конкурувала з Константинополем, нова незалежна Болгарська православна церква стала першим новим патріархатом, окрім Пентархії, а болгарські переклади християнських текстів поширилися по всьому слов'янському світу того часу.

### Богомільство

Поширення богомильства в середньовічній Європі

За часів правління імператора Петра Я (прав. 927–969) у Болгарії виник єретичний рух, відомий як богомильство. Єресь була названа на честь її засновника, священика Богомила, ім'я якого можна перекласти як «милий Богу». Основні джерела про богомильство в Болгарії походять з листа Вселенського патріарха Константинопольського Феофілакта до Петра I (бл. 940), трактат Косми Священика (бл. 970) та антибогомильський собор імператора Борила Болгарського (1211). Богомильство було неогностичною та дуалістичною сектою, яка вірила, що в Бога було два сини, Ісус Христос та Сатана, які представляли два принципи: добро і зло. Бог створив світло та невидимий світ, тоді як сатана повстав і створив темряву, матеріальний світ та людину.

### Відхилення
Після смерті Симеона Болгарія була ослаблена зовнішніми та внутрішніми війнами з хорватами, мадярами, печенігами та сербами, а також поширенням єресі богомилів. Два послідовних руських та візантійських вторгнення призвели до захоплення столиці Преслава візантійською армією у 971 році. За Самуїла Болгарія дещо оговталася від цих нападів і зуміла завоювати Сербію та Дуклю.

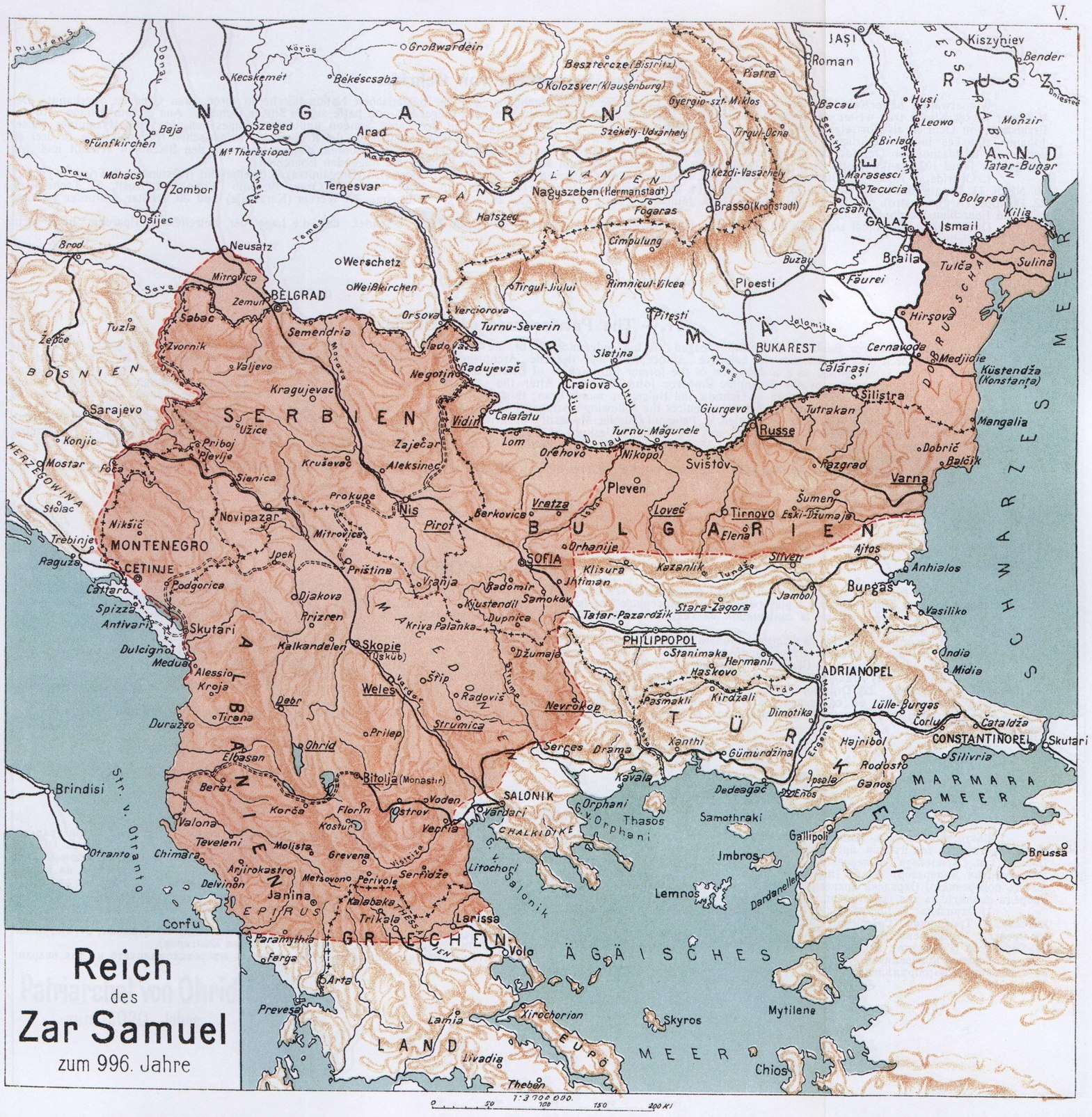
Болгарія за правління царя Самуїла

У 986 році візантійський імператор Василій II розпочав похід на завоювання Болгарії. Після війни, що тривала кілька десятиліть, він завдав вирішальної поразки болгарам у 1014 році та завершив кампанію чотири роки по тому. У 1018 році, після смерті останнього болгарського царя Івана Владислава, більшість болгарської знаті вирішила приєднатися до Східної Римської імперії. Однак Болгарія втратила свою незалежність і понад півтора століття залишалася під владою Візантії. З розпадом держави болгарська церква потрапила під владу візантійських церковних діячів, які взяли під контроль Охридську архієпископію.

## Болгарія під владою Візантії (1018—1185)

Адміністративний поділ Візантійської імперії на Балканах бл. 1045 р.

Не залишилося жодних доказів значного опору чи будь-якого повстання болгарського населення або знаті в перше десятиліття після встановлення візантійського правління. З огляду на існування таких непримиренних противників візантійців, як Кракра, Никулиця, Драгаш та інші, таку очевидну пасивність важко пояснити. Деякі історики пояснюють це наслідком поступок, які Василій II надав болгарській знаті, щоб здобути її вірність.
Василій II гарантував неподільність Болгарії в її колишніх географічних кордонах і офіційно не скасовував місцеве правління болгарської знаті, яка стала частиною візантійської аристократії як архонти або стратеги. По-друге, спеціальні хартії (царські укази) Василія II визнавали автокефалію Болгарської архієпископії Охридської та встановлювали її межі, забезпечуючи продовження існування єпархій, що вже існували за Самуїла, їхню власність та інші привілеї.
Після смерті Василія II імперія вступила в період нестабільності. У 1040 році Петро Делян організував масштабне повстання, але не зміг відновити Болгарську державу і був убитий. Невдовзі після цього династія Комнінів прийшла до влади та зупинила занепад імперії. У цей час Візантійська держава пережила століття стабільності та прогресу.
У 1180 році останній здібний Комнін, Мануїл I Комнін, помер, і його замінила відносно некомпетентна династія Ангелів, що дозволило деяким болгарським вельможам організувати повстання. У 1185 році Петро та Асен, провідні шляхтичі ймовірного та оспорюваного болгарського, полонського, волоського або змішаного походження, очолили повстання проти візантійського правління, і Петро проголосив себе царем Петром II. Наступного року візантійці були змушені визнати незалежність Болгарії. Петро називав себе «царем болгар, греків і волохів».

## Друге Болгарське царство (1185—1396)

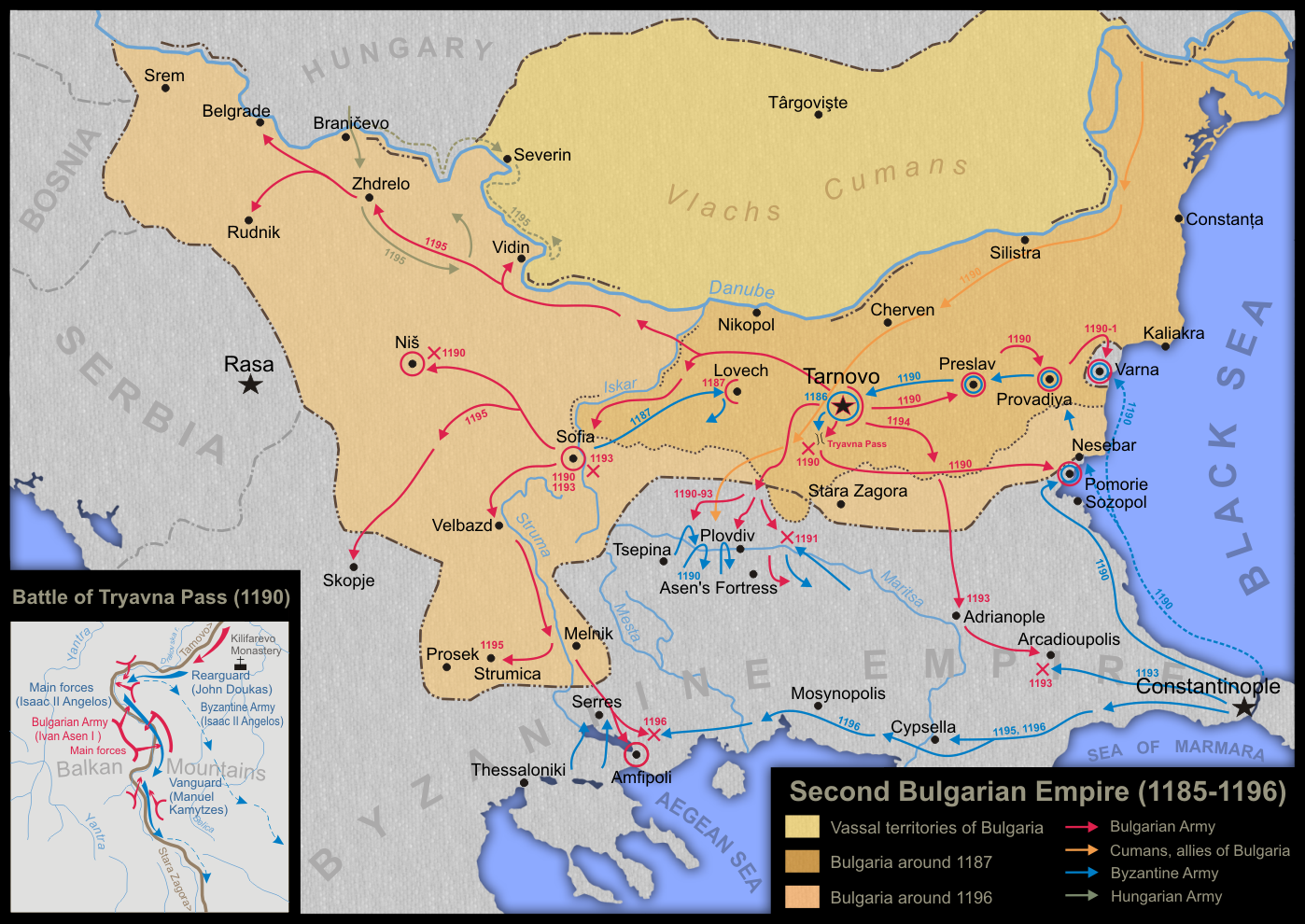
Друге Болгарське царство в період 1185—1196 років

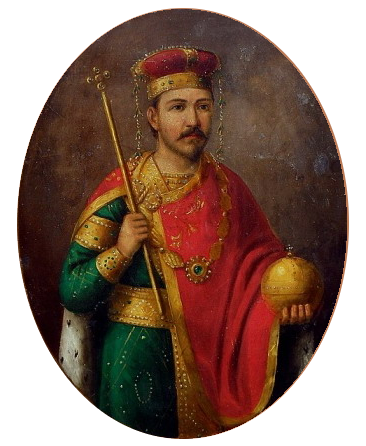
Іван Асен II

Болгарія за царя Івана Асена II (1218—1241)

Воскресла Болгарія займала територію між Чорним морем, Дунаєм та Старою Планиною, включаючи частину східної Македонії, Белград та долину Морави. Вона також здійснювала контроль над Валахією. Цар Калоян (1197—1207) уклав унію з папством, тим самим забезпечивши собі визнання титулу «Rex» (король), хоча він бажав бути визнаним «імператором» або «царем» болгар та волохів. Він вів війни проти Візантійської імперії та (після 1204 року) проти лицарів Четвертого хрестового походу, завоювавши значну частину Фракії, Родоп, Богемію та Молдавію, а також всю Македонію.
У битві під Адріанополем 1205 року Калоян розгромив війська Латинської імперії та таким чином обмежив її владу з першого ж року її заснування. Влада угорців і певною мірою сербів перешкоджала значній експансії на захід та північний захід. За часів Івана Асена II (1218—1241) Болгарія знову стала регіональною державою, окупувавши Белград та Албанію. У написі з Тирнова 1230 року він називав себе «царем і самодержцем болгар у Христі Господі вірним, сином старого Асена».
1235 року за згодою всіх східних патріархатів був відновлений Болгарський православний патріархат, що поклало край унії з папством. Іван Асен II мав репутацію мудрого та гуманного правителя, і відкрив відносини з католицьким Заходом, особливо з Венецією та Генуєю, щоб зменшити вплив Візантії на свою країну. Тирново стало важливим економічним та релігійним центром — «Третім Римом», на відміну від уже занепадаючого Константинополя. Як і Симеон Великий за часів першої імперії, Іван Асен II розширив територію до територій уздовж Адріатичного, Егейського та Чорного морів, приєднав Медею — останню фортецю перед стінами Константинополя, безуспішно облягав місто в 1235 році та відновив зруйнований з 1018 року Болгарський патріархат.
Військова та економічна міць країни занепала після смерті останнього царя з династії Асенів у 1257 році, зіткнувшись із внутрішніми конфліктами, постійними нападами Візантії та Угорщини, а також монгольським пануванням. Цар Теодор Святослав (правив у 1300—1322 роках) відновив престиж Болгарії, але лише тимчасово. Політична нестабільність продовжувала зростати, і Болгарія поступово почала втрачати території. Це призвело до селянського повстання під проводом свинопаса Івайла, якому зрештою вдалося перемогти царські війська та зійти на престол.

### Османські вторгнення

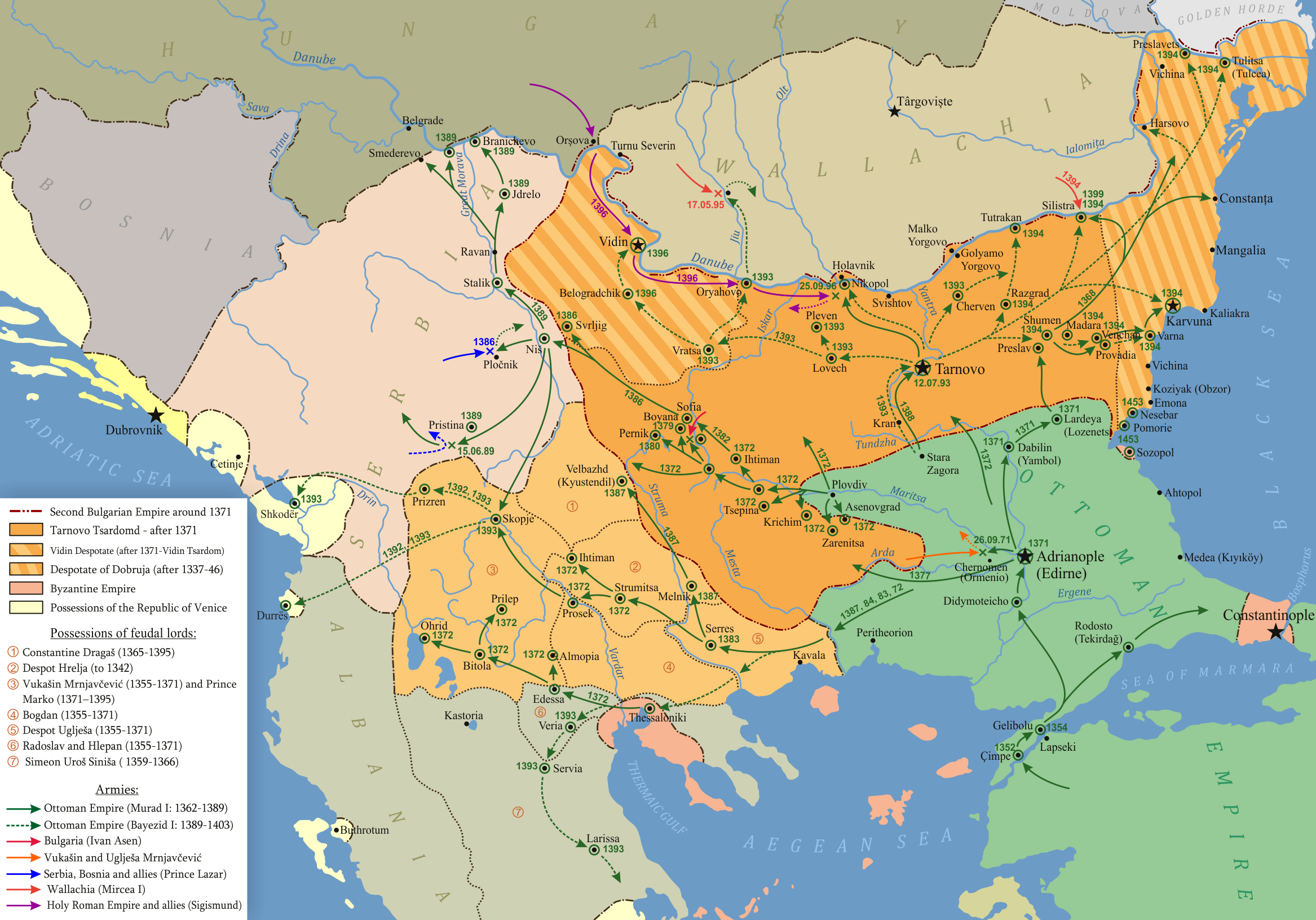
Феодальна роздробленість Болгарії та падіння під владу Османської імперії

Ослаблена Болгарія XIV століття зіткнулася з новою загрозою з півдня — османами, які вторглися до Європи в 1354 році. До 1371 року фракційні розбіжності між феодалами-землевласниками та поширення богомильства призвели до розколу Другого Болгарського царства на три невеликі царства — Відинське, Тирновське та Карвунське — та кілька напівнезалежних князівств, які воювали між собою, а також з візантійцями, угорцями, сербами, венеціанцями та генуезцями.
Османи зіткнулися з незначним опором з боку цих розділених і слабких болгарських держав. У 1362 році вони захопили Філіппополь (Пловдив), а в 1382 році — Софію. Потім османи звернули свою увагу на сербів, яких вони розгромили на Косовому Полі в 1389 році. У 1393 році після тримісячної облоги османи окупували Тирново. 1396 року також було захоплено Відинське царство, що поклало край Другому Болгарському царству та болгарській незалежності.

## Болгарія під османським правлінням (1396—1878)
1393 року після тримісячної облоги османи захопили Тирново, столицю Другого Болгарського царства. 1396 року після поразки християнського хрестового походу в битві при Нікополі впало Відинське царство. Таким чином, османи остаточно підкорили та окупували Болгарію. Польсько-угорський хрестовий похід 1444 року під командуванням польського короля Владислава III мав на меті звільнити Болгарію та Балкани, але в битві під Варною турки здобули перемогу.

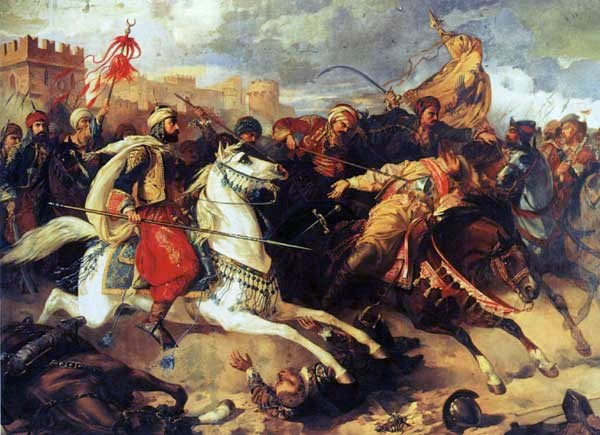
Станіслав Хлебовський «Битва під Варною».

Нова влада ліквідувала болгарські інституції та об'єднала окрему Болгарську церкву зі Вселенським патріархатом у Константинополі (хоча невелика автокефальна Охридська болгарська архієпископія проіснувала до січня 1767 року). Щоб запобігти повстанням турецька влада зруйнувала більшість середньовічних болгарських фортець. Великі міста та райони, де переважала османська влада, до ХІХ століття залишалися сильно обезлюдненими.

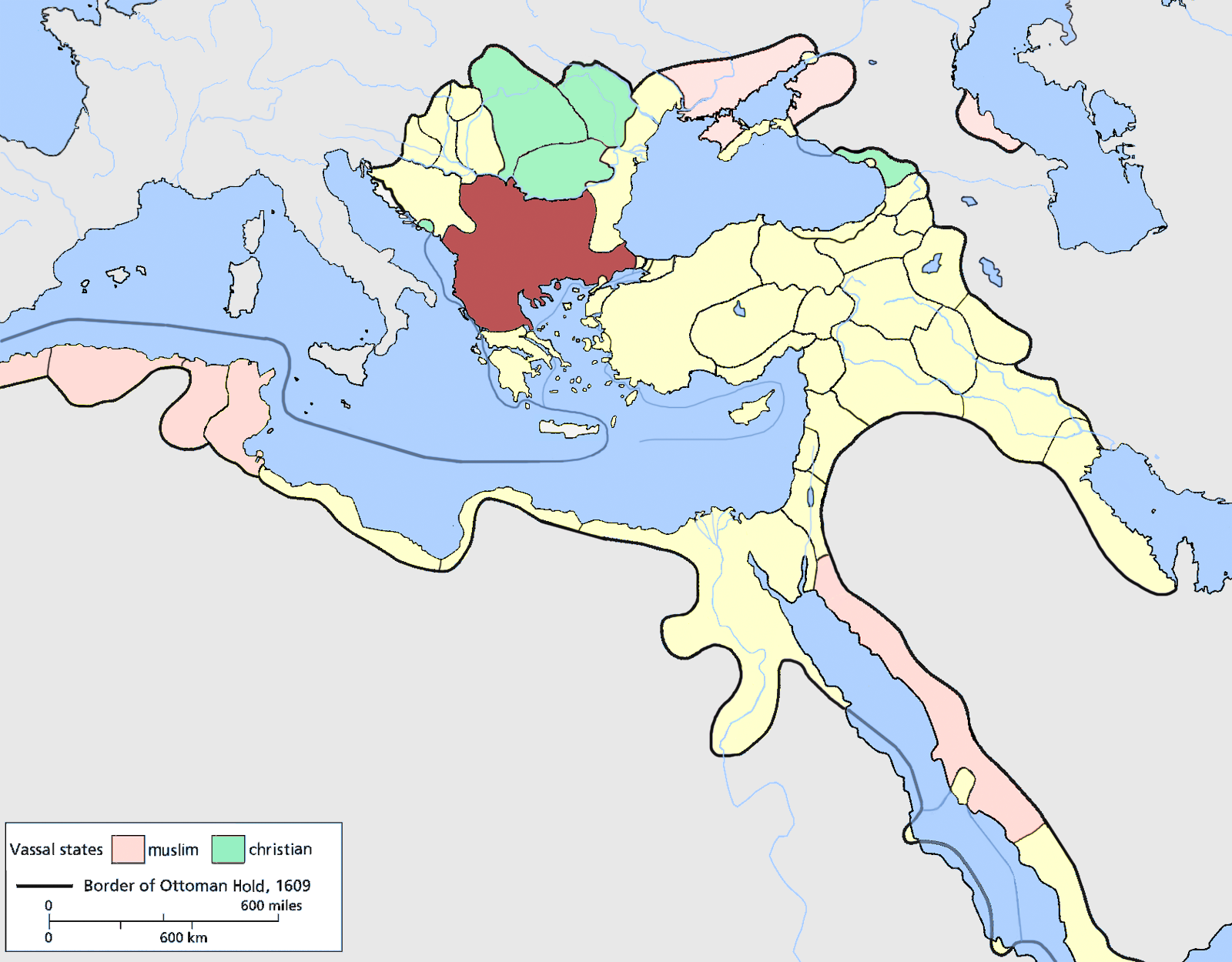
Румелійський еялет у 1609 році зі столицею Софія з 1530 по 1836 рік

Зазвичай османи не вимагали від християн приймати іслам, проте, було багато випадків примусової індивідуальної або масової ісламізації, особливо в Родопах. Болгари, які прийняли іслам (помаки), зберегли болгарську мову, одяг та деякі звичаї, сумісні з ісламом.
Османська система почала занепадати в XVII столітті, а наприкінці XVIII майже повністю розвалилася. Протягом десятиліть центральна влада ослабла, і це дозволило деяким місцевим османським власникам великих маєтків встановити особисту владу над окремими регіонами. Протягом останніх двох десятиліть XVIII та першого десятиліття XIX століть Балканський півострів фактично занурився в анархію.
Болгарська традиція називає цей період кірджалійством: цю місцевість спустошували озброєні банди турків, яких називали кірджаліями. У багатьох регіонах тисячі селян втекли з сільської місцевості або до місцевих міст, або (частіше) до гір чи лісів; деякі навіть втекли за Дунай до Молдови, Валахії чи південної Російської імперії. Занепад османської влади також дозволив поступове відродження болгарської культури, яка стала ключовим компонентом ідеології національного визволення.
1762 — відродженець-монах Паїсій Хилендарський пише «Історію Слов'яноболгарську» — початок Болгарського відродження.

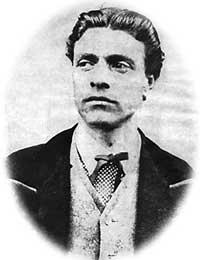
Васил Левський, ключова фігура революційного руху та національний герой Болгарії

Поступово у ХІХ столітті в деяких районах покращилися умови життя. Процвітали деякі міста, такі як Габрово, Трявна, Карлово, Копривштиця, Ловеч, Скоп'є. Болгарські селяни фактично володіли своєю землею, хоча офіційно вона належала султану. ХІХ століття також принесло покращення зв'язку, транспорту та торгівлі. Перша фабрика на болгарських землях відкрилася в Слівені в 1834 році, а перша залізнична система (між Русе та Варною) запрацювала в 1865 році.
Болгарський націоналізм виник на початку ХІХ століття під впливом західних ідей, таких як лібералізм та націоналізм, які проникли в країну після Французької революції, переважно через Грецію. Грецьке повстання проти османів, яке розпочалося в 1821 році, також вплинуло на нечисленний болгарський освічений клас. Але грецький вплив був обмежений загальним обуренням болгар грецьким контролем над Болгарською Церквою, і саме боротьба за відродження незалежної болгарської церкви вперше пробудила болгарські націоналістичні настрої.
У 1870 році ферманом султана було створено Болгарський екзархат, і перший болгарський екзарх, Антим I, став природним лідером нової держави. Константинопольський патріарх відреагував відлученням від церкви Болгарського екзархату, що посилило їхнє прагнення до незалежності. 1868–1873 — апостол болгарської волі Васил Левскі створює внутрішню революційну організацію Болгарії (за указом турецького султана повішений 19 лютого 1873 у Софії). Боротьба за політичне визволення від Османської імперії розгорнулася проти Болгарського революційного центрального комітету та Внутрішньої революційної організації, очолюваної ліберальними революціонерами, такими як Васил Левський, Христо Ботев та Любен Каравелов.

### Квітневе повстання та російсько-турецька війна (1870-ті роки)

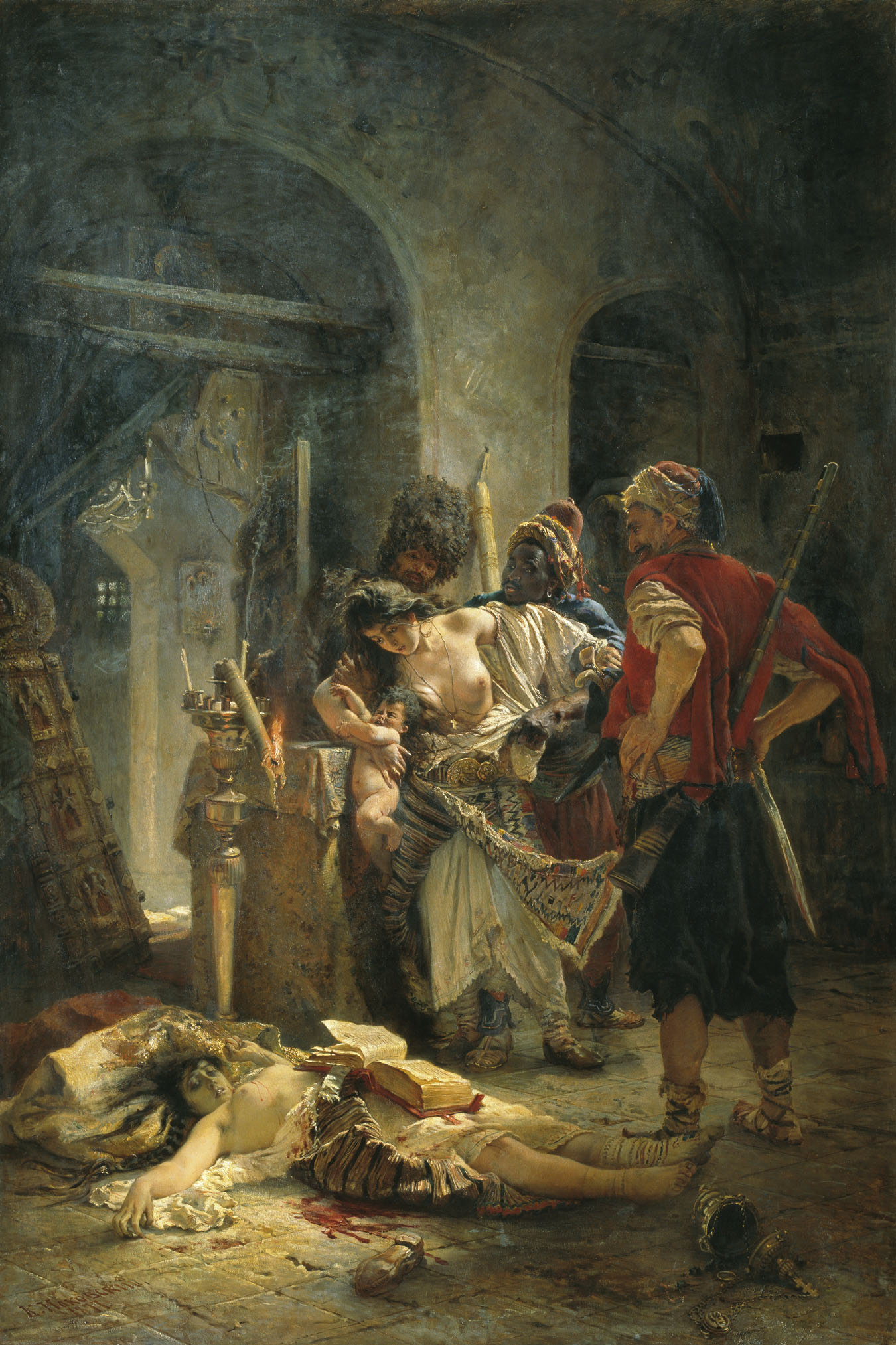
«Болгарські мучениці» Костянтина Маковського, 1877

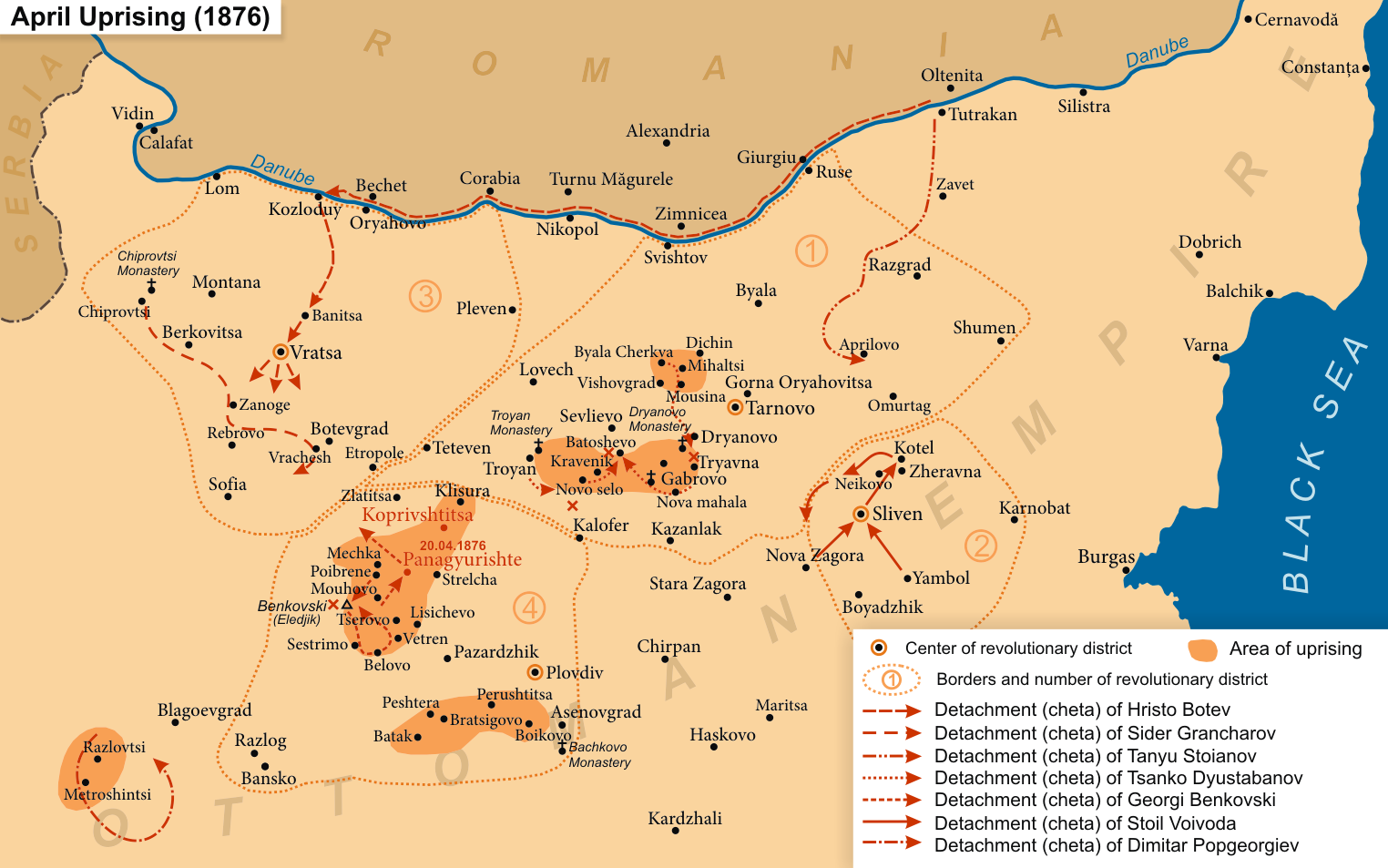
Квітневе повстання

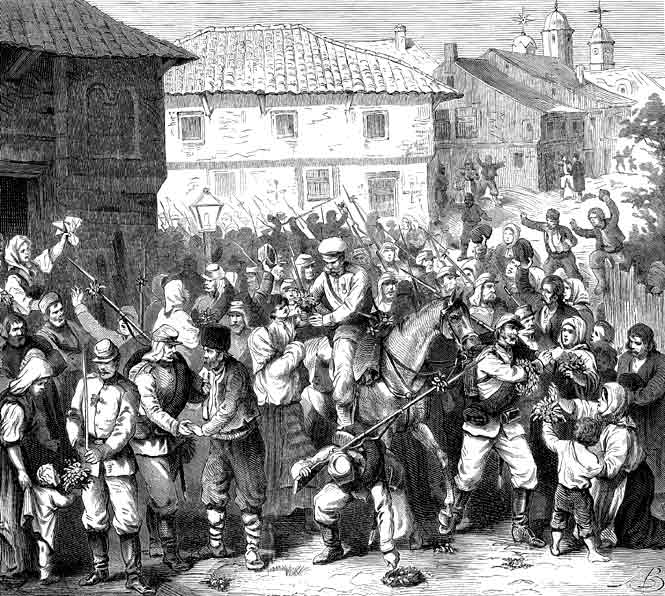
У 1877 році російський генерал Йосип Гурко звільнив Велико-Тирново, поклавши край 480-річному правлінню Османської імперії.

У квітні 1876 року болгари підняли Квітневе повстання. Повстання було погано організоване та розпочалося раніше запланованої дати. Воно здебільшого обмежувалося регіоном Пловдіва, хоча в ньому також брали участь деякі райони на півночі Болгарії, в Македонії та в районі Слівена. Повстання було придушене османами, які з-за меж регіону ввели нерегулярні війська (башибузуків). Незліченні села були розграбовані, а десятки тисяч людей були вбиті, більшість з них у повстанських містах Батак, Перущиця та Брацигово, всі в районі Пловдіва.
Різанина викликала широку громадську реакцію серед ліберальних європейців, таких як Вільям Гладстон, який розпочав кампанію проти «болгарських жахів». Кампанію підтримали багато європейських інтелектуалів та громадських діячів. Однак найжорстокіша реакція надійшла з Росії. Величезний громадський резонанс, який викликало Квітневе повстання в Європі, призвів до Константинопольської конференції великих держав у 1876—1877 роках.
Відмова Туреччини виконувати рішення конференції дала Росії довгоочікуваний шанс реалізувати свої довгострокові цілі щодо Османської імперії. Ризикуючи своєю репутацією, у квітні 1877 року Росія оголосила війну Османській імперії. Разом з росіянами воювали й болгари. Росіяни створили тимчасовий уряд Болгарії. Російська армія та болгарські опалченці завдали рішучої поразки османам на Шипкинському перевалі та під Плевеною. До січня 1878 року вони звільнили значну частину болгарських земель.

## Третя болгарська держава (1878—1946)

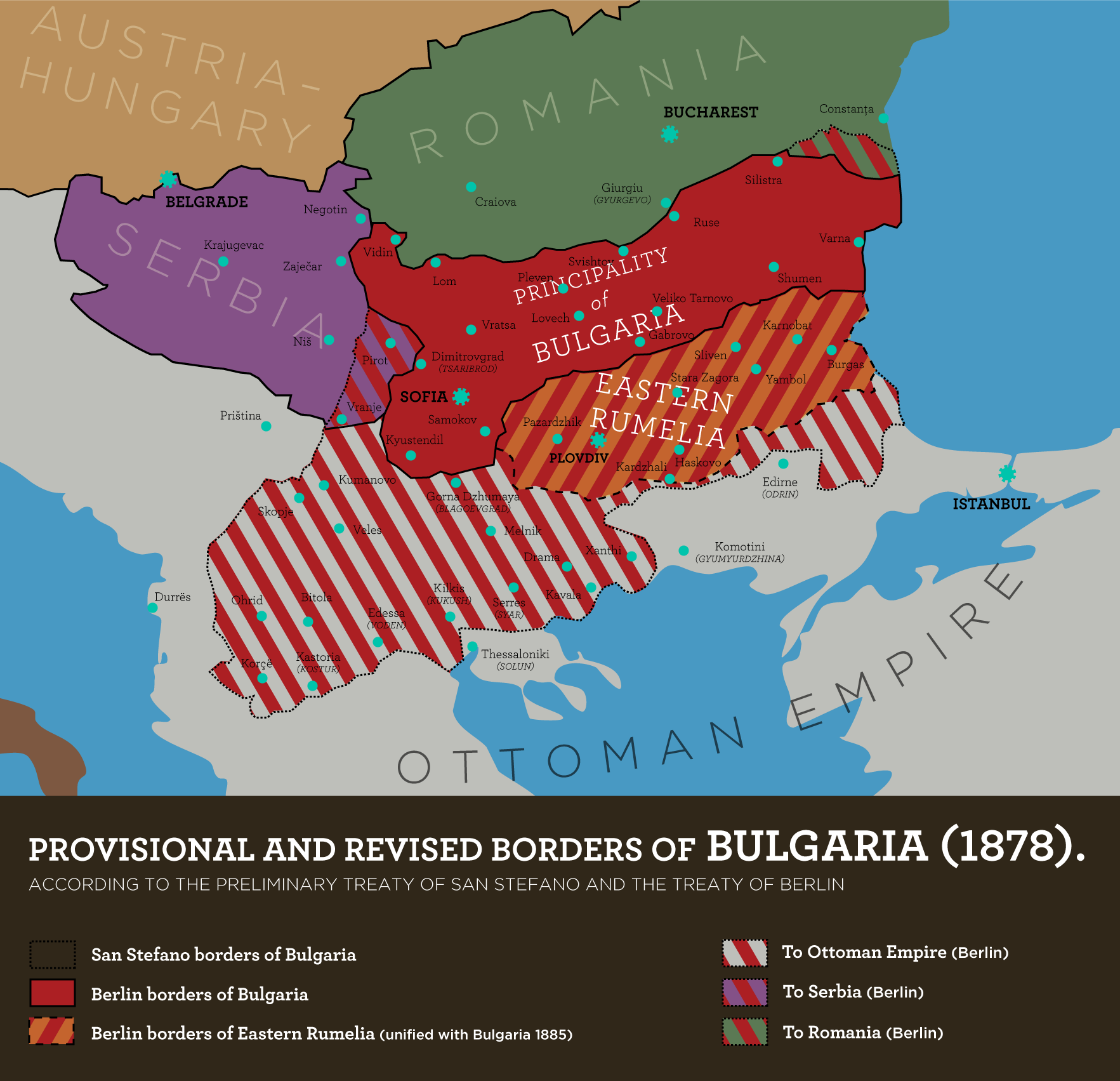
Кордони Болгарії згідно з попереднім Сан-Стефанським договором та наступним Берлінським договором (1878 р.)

3 березня 1878 року був підписаний Сан-Стефанський договір, який створив автономне Болгарське князівство на територіях Другого Болгарського царства, включаючи регіони Мезії, Фракії та Македонії. Хоча держава була де-юре лише автономною, хоча де-факто функціонувала незалежно. Однак, намагаючись зберегти баланс сил у Європі та побоюючись створення великої російської держави-клієнта на Балканах, інші великі держави неохоче погоджувалися на цей договір.
В результаті, Берлінський договір (1878), укладений під керівництвом Отто фон Бісмарка (Німець) та Бенджаміна Дізраелі (Велика Британія), переглянув попередній договір і суттєво зменшив територію, передбачену для Болгарської держави. Нова територія Болгарії була обмежена між Дунаєм та хребтом Стара Планина, з центром у старій болгарській столиці Велико-Тирново та включаючи Софію. Цей перегляд залишив велику кількість етнічних болгар за межами нової країни і визначив мілітаристський підхід Болгарії до зовнішньої політики та її участь у чотирьох війнах протягом першої половини ХХ століття.
1879 — установчі збори голосують за Тирновську конституцію і вибирають князем Олександра Баттенберга, який правив у 1879—1886 роках, і який був тісно пов'язаний з російським царем. Усі припускали, що Болгарія стане союзником Росії. Навпаки, вона стала оплотом проти російської експансії та співпрацювала з британцями. У 1885 році Сербія напала на Болгарію, але та перемогла загарбників. Тим самим вона здобула повагу великих держав і кинула виклик Росії. У відповідь 1886 року Росія домоглася зречення князя Олександра.
Стефан Стамболов (1854—1895) у 1886—1894 роках спочатку був регентом, а потім прем'єр-міністром нового правителя Фердинанда I Кобурга (князя у 1887—1908 роках, царя у 1908—1918 роках). Стамболов вважав, що звільнення Болгарії від турецького панування було спробою царської Росії перетворити Болгарію на свій протекторат. Його політика характеризувалася метою зберегти болгарську незалежність за будь-яку ціну, працюючи як з ліберальною більшістю, так і з консервативною меншістю. За час його правління Болгарія перетворилася з османської провінції на сучасну європейську державу. Стамболов започаткував новий курс у зовнішній політиці Болгарії, незалежний від інтересів будь-якої великої держави. Його головною метою зовнішньої політики було об'єднання болгарської нації в національну державу, що складалася б з усіх територій Болгарського екзархату, наданих султаном у 1870 році. Стамболов встановив тісні зв'язки з султаном, щоб відродити болгарський національний дух у Македонії та протистояти підтримуваній Росією грецькій і сербській пропаганді. В результаті тактики Стамболова султан визнав болгар домінуючим народом у Македонії і дав зелене світло створенню сильної церкви та культурних інституцій. Стамболов вів переговори про позики із західноєвропейськими країнами для розвитку економічної та військової могутності Болгарії. Частково це було мотивовано його бажанням створити сучасну армію, яка могла б захистити всю територію країни. Його підхід до Західної Європи був дипломатичним маневруванням. Він розумів інтереси Австрійської імперії в Македонії і відповідно попереджав своїх дипломатів. Його внутрішня політика відзначилася розгромом терористичних угруповань, що спонсорувалися Росією, зміцненням верховенства права, швидким економічним і освітнім зростанням, що призвело до прогресивних соціальних і культурних змін, а також створенням сучасної армії, здатної захистити незалежність Болгарії. Стамболов усвідомлював, що Болгарія повинна бути політично, військово та економічно сильною, щоб досягти національного об'єднання. Він розробив політичний курс, який перетворив Болгарію на сильну регіональну державу, яку поважали великі держави того часу. Однак регіональне лідерство Болгарії було недовгим. Після смерті Стамболова незалежний курс його політики був відкинутий.
Болгарія вийшла з-під турецького панування як бідна, слаборозвинена сільськогосподарська країна, з невеликою промисловістю та невикористаними природними ресурсами. Більшість землі належала дрібним фермерам, а селяни становили 80 % населення країни, яке у 1900 році становило 3,8 мільйона осіб. Домінуючою політичною філософією в сільській місцевості був аграризм, оскільки селянство організувало рух, незалежний від будь-якої існуючої партії. У 1899 році був створений Болгарський аграрний союз, який об'єднав сільських інтелектуалів, таких як вчителі, з амбітними селянами. Він пропагував сучасні методи ведення сільського господарства, а також початкову освіту.
Уряд сприяв модернізації, приділяючи особливу увагу розбудові мережі початкових та середніх шкіл. До 1910 року налічувалося 4800 початкових шкіл, 330 ліцеїв, 27 вищих навчальних закладів та 113 професійно-технічних училищ. З 1878 по 1933 рік по всій Болгарії Франція фінансувала численні бібліотеки, дослідницькі інститути та католицькі школи. У 1888 році було засновано університет. У 1904 році його було перейменовано на Софійський університет, де три факультети — історико-філологічний, фізико-математичний та юридичний — готували державних службовців для національних та місцевих урядових установ. Він став центром німецького та російського інтелектуального, філософського та богословського впливу.
Перше десятиліття століття ознаменувалося стійким процвітанням та стабільним зростанням міст. Населення столиці Софії зросло в 600 % — з 20 000 осіб у 1878 році до 120 000 осіб у 1912 році, переважно за рахунок селян, які прибули з сіл, щоб стати робітниками, ремісниками та працівниками різних служб. Починаючи з 1894 року македонці використовували Болгарію як базу для агітації за незалежність від Османської імперії. Вони розпочали погано сплановане повстання у 1903 році, яке було жорстоко придушене, що призвело до припливу десятків тисяч додаткових біженців до Болгарії.
1908 року відбулося проголошення Болгарії незалежним царством.

### Балканські війни

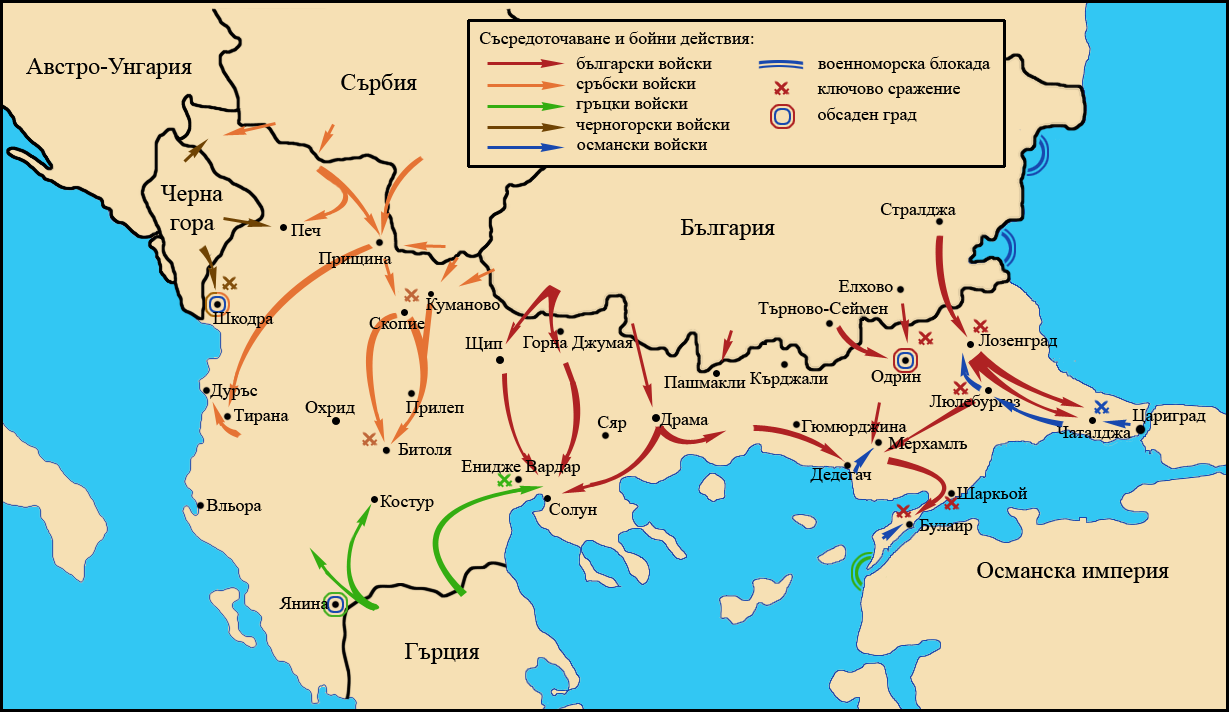
Мапа операцій Балканської ліги в 1912 році, болгарські війська позначено червоним.

У роки після здобуття незалежності через її бажання переглянути Берлінський договір шляхом війни Болгарія ставала дедалі мілітаризованішою, тому її часто називали «Балканською Пруссією». Розподіл територій на Балканах Великими державами без урахування етнічного складу призвів до хвилі невдоволення не лише в Болгарії, а й у сусідніх з нею країнах. У 1911 році прем'єр-міністр і націоналіст Іван Гешов уклав союз з Грецією та Сербією для спільного нападу на османів та перегляду чинних угод щодо етнічних кордонів.
У лютому 1912 року було підписано таємний договір між Болгарією та Сербією, а в травні 1912 року аналогічну угоду було укладено з Грецією. А згодом до пакту приєдналася і Чорногорія. Договори передбачали поділ регіонів Македонії та Фракії між союзниками, хоча межі розділу залишалися небезпечно розпливчастими. Після того, як Османська імперія відмовилася проводити реформи у спірних районах, у жовтні 1912 року спалахнула Перша Балканська війна. В цей час османи були зв'язані великою війною з Італією в Лівії. Союзники легко перемогли османів і захопили більшу частину їхньої європейської території.
Найбільших втрат серед усіх союзників зазнала Болгарія. Водночас вона висунула найбільші територіальні претензії. Зокрема, серби не погодилися та відмовилися звільнити будь-яку територію, яку вони захопили в Північній Македонії (тобто територію, яка приблизно відповідає сучасній Республіці Північна Македонія), заявивши, що болгарська армія не змогла досягти своїх довоєнних цілей в Адріанополі (захопити його без сербської допомоги) і що довоєнну угоду про поділ Македонії необхідно переглянути. Деякі кола в Болгарії з цього питання схилялися до війни з Сербією та Грецією.
У червні 1913 року Сербія та Греція уклали новий союз проти Болгарії. Прем'єр-міністр Сербії Нікола Пашич пообіцяв Греції передати Фракію [без згадки], якщо вона допоможе Сербії захистити захоплену нею територію в Македонії; прем'єр-міністр Греції Елефтеріос Венізелос погодився [без згадки]. Вважаючи це порушенням довоєнних угод, і таємно заохочований Німеччиною та Австро-Угорщиною, цар Фердинанд 29 червня оголосив війну Сербії та Греції.
Сербські та грецькі війська спочатку були відкинуті від західного кордону Болгарії, але вони швидко здобули перевагу та змусили Болгарію відступити. Бої були дуже жорстокими, з численними втратами, особливо під час ключової битви під Брегальницею. Невдовзі після цього на боці Греції та Сербії у війну вступила Румунія, атакуючи Болгарію з півночі. Османська імперія побачила в цьому можливість повернути втрачені території та також атакувала з південного сходу.
Зіткнувшись з війною на трьох різних фронтах, Болгарія просила миру. Вона була змушена відмовитися від більшості своїх територіальних придбань у Македонії на користь Сербії та Греції, Адріанаполя — Османській імперії, а також від регіону Південної Добруджі — від Румунії. Дві Балканські війни значно дестабілізували Болгарію, зупинивши її досі стабільне економічне зростання, залишивши 58 000 загиблих та понад 100 000 поранених. Гіркота від уявної зради колишніх союзників посилила політичні рухи, які вимагали повернення Македонії до складу Болгарії.

### Перша світова війна

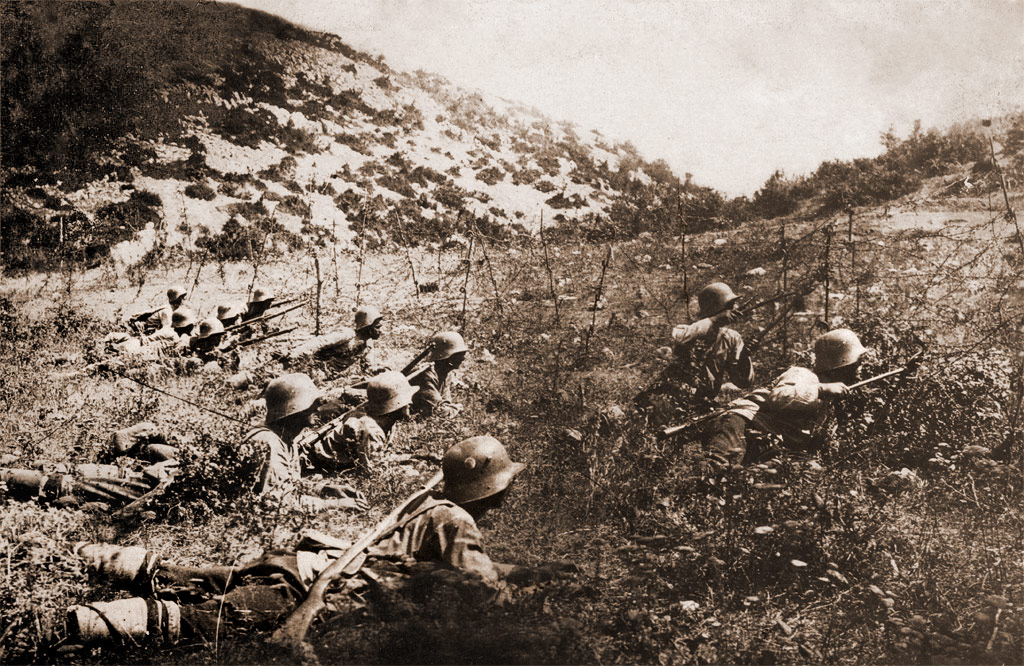
Болгарські солдати перерізають ворожий колючий дріт і готуються до наступу, ймовірно, 1917 рік

Після Балканських війн громадська думка Болгарії обернулася проти Росії та західних держав, оскільки болгари відчували себе зрадженими цими країнами. Уряд Васила Радославова об'єднав Болгарію з Німецькою імперією та Австро-Угорщиною, хоча це означало стати союзником Османської імперії, традиційного ворога Болгарії. Але Болгарія тепер не мала претензій до османів, тоді як Сербія, Греція та Румунія (союзники Британії та Франції) мали землі, які вважалися в Болгарії болгарськими.

Перший рік Першої світової війни Болгарія пережила, оговтуючись від Балканських воєн. Німеччина та Австрія розуміли, що для військової перемоги над Сербією їм потрібна допомога Болгарії, що відкрило б шляхи постачання з Німеччини до Туреччини та зміцнило б Східний фронт проти Росії. Болгарія наполягала на значних територіальних здобутках, особливо Македонії, яку Австрія не хотіла віддавати, поки Берлін не наполіг на своєму. Болгарія також вела переговори з союзниками, які пропонували дещо менш щедрі умови. Цар вирішив піти назустріч Німеччині та Австрії і у вересні 1915 року підписав з ними союз, а також спеціальну болгарсько-турецьку угоду. Вона передбачала, що після війни на Балканах домінуватиме Болгарія.

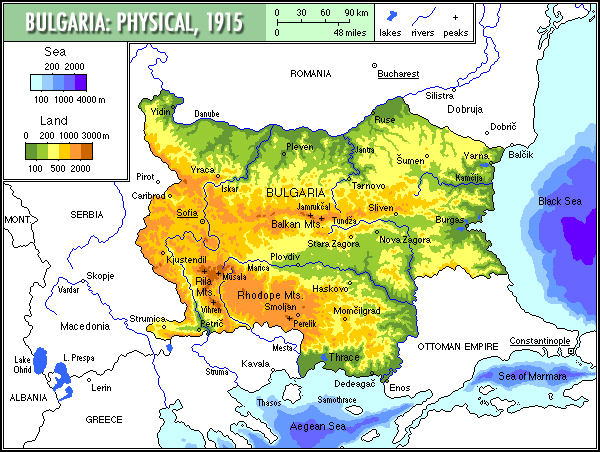
Фізична карта Болгарії. 1915

У жовтні 1915 року Болгарія оголосила війну Сербії. Велика Британія, Франція та Італія відповіли оголошенням війни Болгарії. У союзі з Німеччиною, Австро-Угорщиною та Османською імперією Болгарія здобула військові перемоги проти Сербії та Румунії, окупувавши значну частину Македонії (захопивши Скоп'є в жовтні), просунувшись до грецької Македонії та захопивши Добруджу у Румунії у вересні 1916 року. Таким чином, Сербія була тимчасово виведена з війни, а Туреччина була тимчасово врятована від краху. До 1917 року Болгарія виставила понад чверть свого 4,5-мільйонного населення в армії чисельністю 1 200 000 осіб та завдала важких втрат Сербії (Каймакчалан), Великій Британії (Дойран), Франції (Монастір), Російській імперії (Добрич) та Румунії (Тутракан).
Однак, невдовзі війна стала непопулярною серед більшості болгар, які зазнавали великих економічних труднощів, а також не любили воювати зі своїми православними одновірцями у союзі з османами-мусульманами. За свою опозицію до війни у 1915 році був ув'язнений лідер Аграрної партії Александр Стамболійський. Російська революція лютого 1917 року мала великий вплив у Болгарії, поширюючи антивоєнні та антимонархічні настрої серед військ та в містах. У червні уряд Радославова пішов у відставку. В армії спалахнули заколоти, Стамболійського звільнено і проголошено республіку.

### Міжвоєнні роки
Щоб запобігти антимонархічним революційним тенденціям, у вересні 1918 року цар Фердинанд зрікся престолу на користь свого сина Бориса III. 1919 (27 листопада) — в передмісті Парижа Нейі-сюр-Сен між країнами Антанти і Болгарією підписано Нейїський мирний договір. За його умовами Болгарія втрачала близько 11 000 квадратних кілометрів. До Королівства сербів, хорватів і словенців відійшли чотири прикордонних округи з містами Царіброд, Босилеград і Струмиця та ін. Південна Добруджа повернулася до складу Румунії. Західна Фракія передавалася державам-переможницям (в 1920 передана ними Греції, унаслідок чого Болгарія втратила вихід до Егейського моря). Країна була змушена скоротити свою армію до не більше ніж 22 000 осіб та виплатити репарації на суму понад 400 мільйонів доларів. Болгари зазвичай називають результати договору «Другою національною катастрофою».

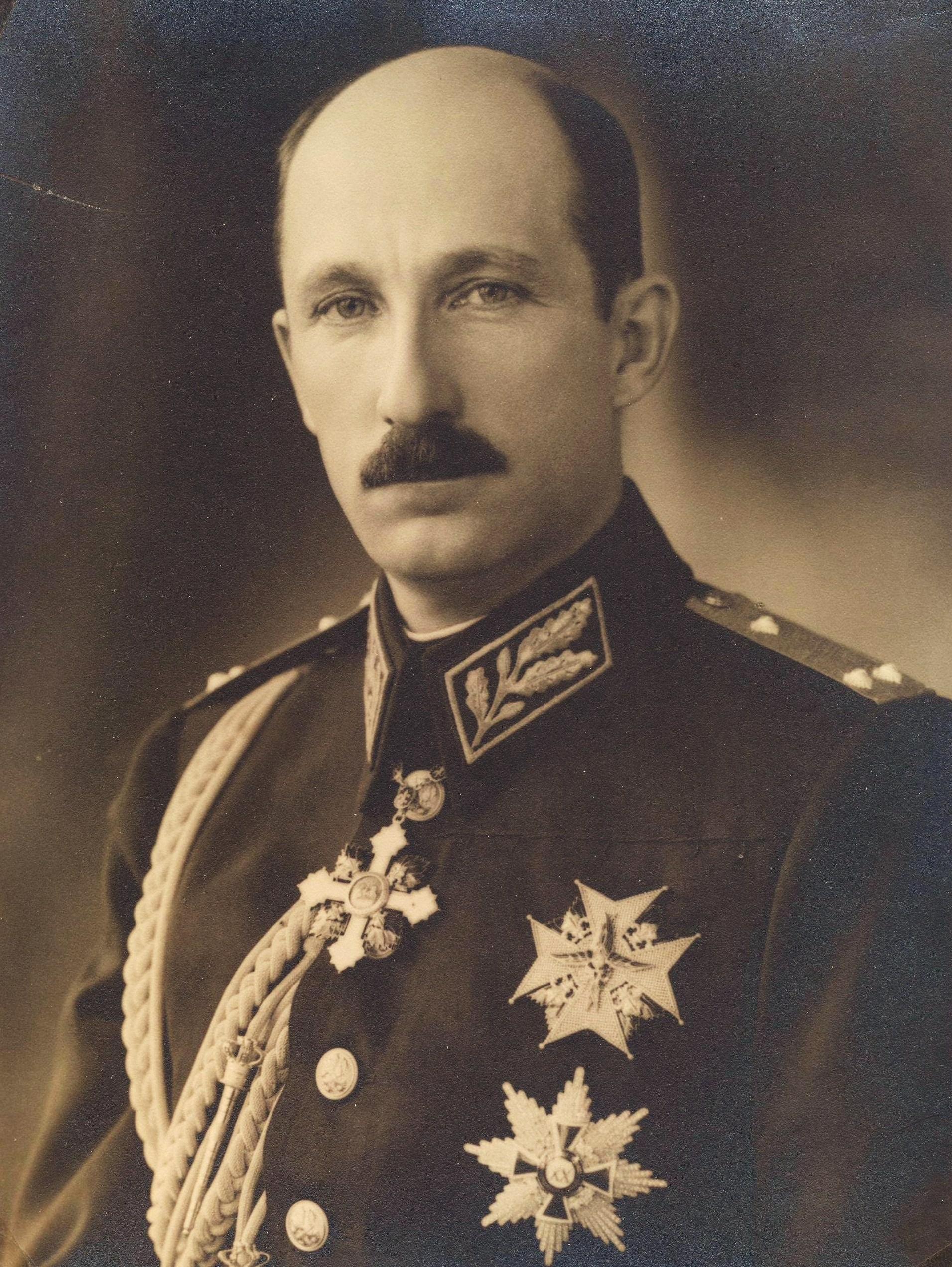
Цар Борис III

Вибори в березні 1920 року дали аграріям переважну більшість, і Александар Стамболійський сформував перший селянський уряд Болгарії. Він зіткнувся з величезними соціальними проблемами. І хоч опір з боку середнього та вищого класів, поміщиків та офіцерів армії залишався могутнім, він досяг успіху в проведенні багатьох реформ. У березні 1923 року Стамболійський підписав угоду з Королівством Югославія, яка визнавала новий кордон і погоджувалася придушити Внутрішню Македонську революційну організацію (ВМРО), яка виступала за війну за повернення Македонії від Югославії.
Це викликало націоналістичну реакцію. Зрештою державний переворот 9 червня 1923 року призвів до вбивства Стамболійського. До влади прийшов крайньо правий уряд на чолі з Александаром Цанковим, підтриманий армією та ВМРО, який розпочав білий терор проти аграріїв та комуністів. У 1926 році, після короткочасного інциденту в Петричі, цар переконав Цанкова піти у відставку, до влади прийшов більш поміркований уряд на чолі з Андрієм Ляпчевом, і було оголошено амністію, хоча комуністи залишалися під забороною. Народний альянс, до складу якого входили реорганізовані аграрії, переміг на виборах 1931 року під назвою «Народний блок».
У травні 1934 року відбувся ще один державний переворот, в результаті якого було усунено від влади Народний блок і встановлено авторитарний військовий режим на чолі з Кімоном Георгієвим. Болгарія відмовилась увійти до Балканської Антанти (Румунія, Греція, Югославія, Туреччина), яка була створена Францією для забезпечення політичного становища на Балканах. До кінця 30-х років у Болгарії встановилася монархо-фашистська диктатура. Правлячі кола на чолі з Борисом ІІІ стали на шлях повного підпорядкування фашистській Німеччині.
Через рік царю Борису вдалося усунути військовий режим від влади, відновивши форму парламентського правління (без відновлення політичних партій) та під власним суворим контролем. Царський режим проголосив нейтралітет, але поступово Болгарія тяжіла до союзу з нацистською Німеччиною та фашистською Італією.
1938 року за підтримки Німеччини Болгарія уклала в Салоніках угоди з балканськими країнами, які скасовували умови Нейїського договору про обмеження збройних сил у Болгарії.

### Друга світова війна
З початком Другої світової війни уряд Болгарського царства на чолі з Богданом Філовим оголосив позицію нейтралітету, маючи намір дотримуватися її до кінця конфлікту, але сподіваючись на безкровні територіальні здобутки, особливо на землях зі значним болгарським населенням, окупованих сусідніми країнами після Другої Балканської та Першої світових воєн. Але було зрозуміло, що центральне геополітичне положення Болгарії на Балканах неминуче призведе до сильного зовнішнього тиску з обох сторін Другої світової війни. Туреччина мала пакт про ненапад з Болгарією.
Болгарія успішно домовилась про повернення Південної Добруджі, яка була частиною Румунії з 1913 року, у рамках Крайовського договору від 7 вересня 1940 року, підтриманого країнами Осі, що зміцнило болгарські надії на вирішення територіальних проблем без прямої участі у війні. Однак Болгарія приєдналася до держав Осі в 1941 році, коли німецькі війська, що готувалися вторгнутися до Греції з Румунії, досягли болгарських кордонів і вимагали дозволу на прохід через болгарську територію. Загрожуючи прямим військовим зіткненням, цар Борис III не мав іншого вибору, окрім як приєднатися до фашистського блоку, який був офіційно оформлений 1 березня 1941 року. Народний опір був незначним, оскільки Радянський Союз мав пакт про ненапад з Німеччиною. Однак король відмовився видати болгарських євреїв нацистам, врятувавши 50 000 життів. Болгарія направила окупаційні війська до східної Сербії, Македонії та північної Греції (території, які вона вважала своїми), де відбувалися звірства, а місцевих євреїв відправляли до таборів смерті. Рух опору, організований для боротьби проти військ Вермахту в Болгарії та влади Царства Болгарії. Це були переважно комуністичні та прорадянські сили.
Болгарія не приєдналася до німецького вторгнення в Радянський Союз, яке розпочалося 22 червня 1941 року, і не оголошувала війну Радянському Союзу. Однак, незважаючи на відсутність офіційних оголошень війни з обох сторін, болгарський флот брав участь у низці сутичок з радянським Чорноморським флотом, який атакував болгарські судна. Крім того, болгарські збройні сили, що дислокувалися на Балканах, боролися з різними групами опору. 13 грудня 1941 року болгарський уряд був змушений Німеччиною оголосити символічну війну Великій Британії та Сполученим Штатам, що призвело до бомбардувань Софії та інших болгарських міст авіацією союзників.
23 серпня 1944 року Румунія вийшла зі складу країн Осі та оголосила війну Німеччині, дозволивши радянським військам перетнути свою територію, щоб дістатися Болгарії. 5 вересня 1944 року Радянський Союз оголосив війну Болгарії та ввірвався на її територію. Протягом трьох днів радянські війська окупували північно-східну частину Болгарії разом із ключовими портовими містами Варною та Бургасом. Тим часом, 5 вересня, Болгарія оголосила війну нацистській Німеччині. Болгарській армії було наказано не чинити опору.
9 вересня 1944 року в результаті державного перевороту уряд прем'єр-міністра Костянтина Муравйова було повалено, а на його місце було прийнято уряд Вітчизняного фронту на чолі з Кімоном Георгієвим. 16 вересня 1944 року Радянська Червона Армія увійшла до Софії. У жовтні 1944 року було оголошено мобілізацію, і Болгарія відправила три армії для участі в боях під оперативним командуванням 3-го Українського фронту Червоної Армії, щоб відбити напади Вермахту по всій Центральній Європі. Болгарська армія здобула кілька перемог проти 7-ї добровольчої гірської дивізії СС «Принц Ойген» (під Нішем), 22-ї піхотної дивізії (під Струмицею) та інших німецьких військ під час операцій у Косово та під Страцином. Через рік радянська армія виводиться з Болгарії.

## Народна Республіка Болгарія (1946—1991)

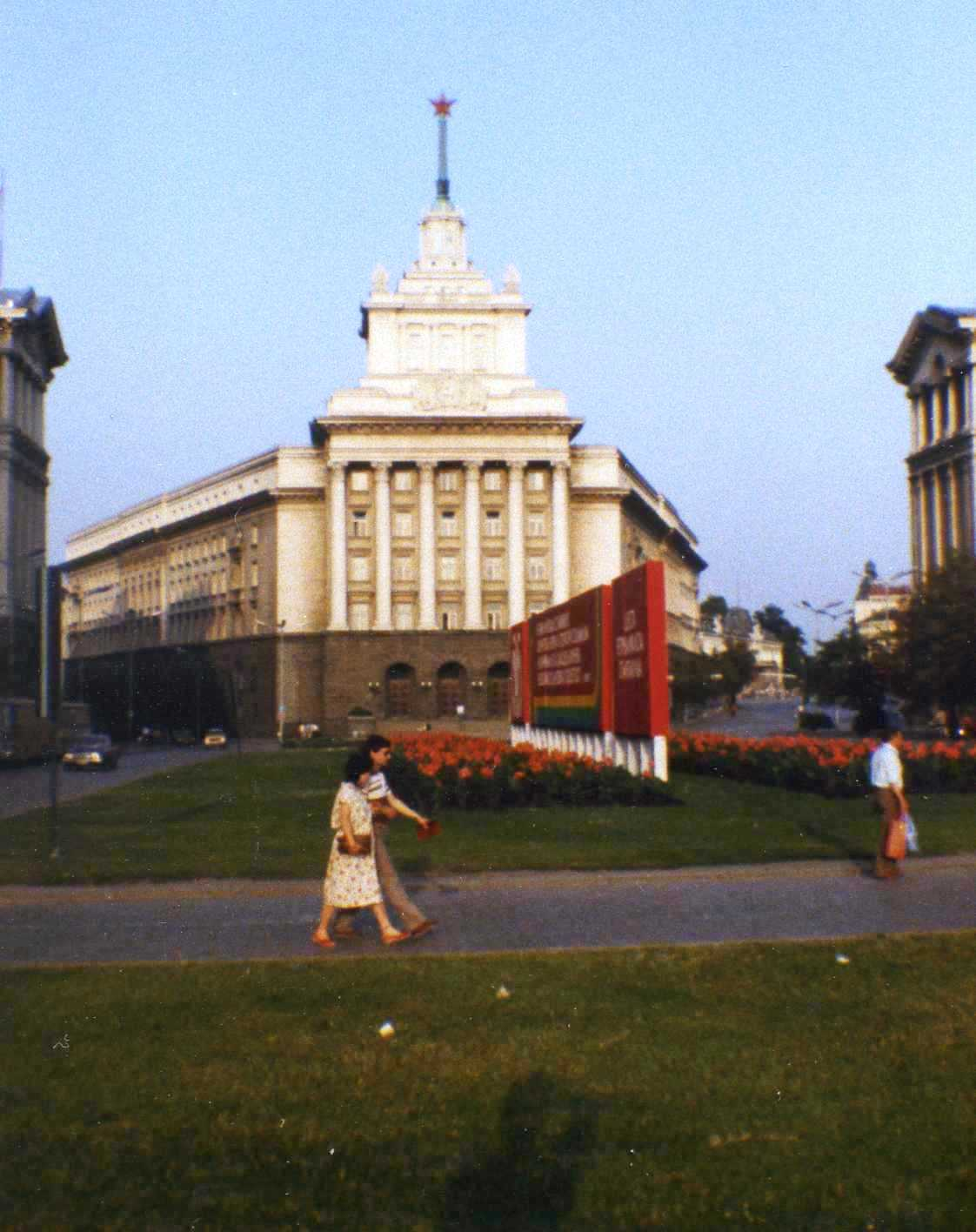
Штаб-квартира Болгарської комуністичної партії у 1984 році

З 1946 по 1991 рік країна була відома як Народна Республіка Болгарія (НРБ) і перебувала під владою Болгарської комуністичної партії (БКП). БКП трансформувалася в 1990 році, змінивши назву на «Болгарська соціалістична партія».
1947 року підписано мирний договір між Болгарією і державами-переможцями, опозицію ліквідовано, прийнята нова конституція.
З 1923 року лідер болгарських комуністів Георгій Димитров перебував у вигнанні, здебільшого в Радянському Союзі. Хоча Сталін стратив багатьох інших соратників, він був близький до Димитрова і призначив йому високі посади. Димитрова було заарештовано в Берліні та він проявив велику мужність під час процесу підпалу Рейхстагу в 1933 році. У період Народного фронту Сталін призначив його головою Комінтерну.
Після 1944 року він також був близький до лідера югославських комуністів Йосипа Броза Тіто та вважав, що Югославія та Болгарія, як тісно пов'язані південнослов'янські народи, повинні утворити федерацію. Ця ідея не була підтримана Сталіним. Хоча це ніколи не було доведено, існували підозри, що раптова смерть Димитрова в Москві в липні 1949 року не була випадковою. Це збіглося зі сталіним винятком Тіто з Комінформу, після чого в Болгарії розпочалося «тітоїстське» полювання на відьом. Акція завершилася показовим судом та стратою віце-прем'єр-міністра Трайчо Костова (помер 16 грудня 1949 року). Літній прем'єр-міністр Василь Коларов (нар. 1877) помер у січні 1950 року, і влада перейшла до сталініста Вилка Червенкова (1900—1980).
Сталінський період у Болгарії тривав менше п'яти років. Під його керівництвом було колективізовано сільське господарство та розпочато масштабну індустріалізацію. Болгарія перейшла на централізовано планову економіку, подібну до інших країн РЕВ. У середині 1940-х років, коли розпочалася колективізація, Болгарія була переважно аграрною державою, близько 80 % населення якої проживало в сільській місцевості. У 1950 році дипломатичні відносини зі США були розірвані. Але база підтримки Червенкова в Комуністичній партії була занадто вузькою, щоб він міг довго проіснувати після смерті свого покровителя Сталіна. Сталін помер у березні 1953 року, а в березні 1954 року Червенкова було усунуто з посади секретаря партії за згодою нового керівництва в Москві та замінено Тодором Живковим. Червенков залишався прем'єр-міністром до квітня 1955 року, коли його було звільнено з посади та замінено Антоном Юговим.
Починаючи з 1950-х років, Болгарія переживала стрімкий промисловий розвиток. У наступному десятилітті економіка країни зазнала глибоких перетворень. Хоча залишалося багато труднощів, таких як погане житло і неадекватна міська інфраструктура, модернізація стала реальністю. Країна звернулася до високих технологій — сектору, який становив 14 % ВВП країни між 1985 і 1990 роками. Її заводи виробляють процесори, жорсткі диски, дисководи для гнучких дисків і промислових роботів.
Протягом 1960-х років Живков ініціював реформи та на експериментальному рівні запровадив деякі ринково орієнтовані політики. До середини 1950-х років рівень життя значно зріс, і в 1957 році робітники колгоспів одержали вигоду від першої у Східній Європі сільськогосподарської пенсійної та соціальної системи. Людмила Живкова, дочка Тодора Живкова, пропагувала національну спадщину, культуру та мистецтво Болгарії у світовому масштабі. Асиміляційна кампанія кінця 1980-х років, спрямована проти етнічних турків, призвела до еміграції близько 300 000 болгарських турків до Туреччини, що спричинило значне падіння сільськогосподарського виробництва через втрату робочої сили.

## Республіка Болгарія (з 1989 року)
На той час, коли наприкінці 1980-х років вплив програми реформ Михайла Горбачова в Радянському Союзі відчувся в Болгарії, комуністи, як і їхній лідер, стали надто слабкими, щоб довго чинити опір вимозі змін. У листопаді 1989 року в Софії відбулися демонстрації з екологічних питань, які незабаром переросли в загальну кампанію за політичні реформи. Комуністи відреагували, усунувши Живкова та замінивши його Петром Младеновим, але це дало їм лише короткий перепочинок.
У лютому 1990 року Комуністична партія добровільно відмовилася від своєї монополії на владу, а в червні 1990 року відбулися перші вільні вибори з 1931 року. Результатом стало повернення до влади Комуністичної партії, позбавленої свого жорсткого крила та перейменованої на Болгарську соціалістичну партію. У липні 1991 року було ухвалено нову Конституцію, в якій система правління була закріплена як парламентська республіка з президентом, обраним безпосередньо, та прем'єр-міністром, підзвітним законодавчому органу.
Як і для інших посткомуністичних режимів у Східній Європі, для Болгарії перехід до капіталізму виявився болючішим, ніж очікувалося. До влади прийшов антикомуністичний Союз демократичних сил (СДС), і в 1992—1994 роках уряд Берова провів приватизацію землі та державних підприємств шляхом випуску акцій для всіх громадян. Але це супроводжувалося масовим безробіттям, оскільки неконкурентоспроможні галузі зазнали краху, а відсталий стан болгарської промисловості та інфраструктури став очевидним. Соціалісти зображували себе захисниками бідних від надмірностей вільного ринку.
Негативна реакція на економічні реформи дозволила Жану Віденову з БСП обійняти посаду в 1995 році. До 1996 року уряд БСП також зазнавав труднощів, і на президентських виборах того року було обрано Петра Стоянова від ОДС. У 1997 році уряд БСП розпався, і до влади прийшла партія ОДС. Однак рівень безробіття залишався високим, а електорат дедалі більше невдоволений обома партіями.
17 червня 2001 року Симеон II, син царя Бориса III і сам колишній глава держави (цар Болгарії з 1943 по 1946 рік), здобув незначну перемогу на виборах. Царська партія — Національний рух Симеона II («НРС») — здобула 120 з 240 місць у парламенті. Популярність Симеона швидко знизилася протягом його чотирирічного правління на посаді прем'єр-міністра, і на виборах 2005 року перемогла БСП, але не змогла сформувати однопартійний уряд і була змушена шукати коаліції. На парламентських виборах у липні 2009 року правоцентристська партія Бойка Борисова «Громадяни за європейський розвиток Болгарії» здобула майже 40 % голосів.
З 1989 року в Болгарії проводяться багатопартійні вибори та приватизується економіка, але економічні труднощі та хвиля корупції призвели до еміграції понад 800 000 болгар, включаючи багатьох кваліфікованих фахівців, у результаті «витоку мізків». Пакет реформ, запроваджений у 1997 році, відновив позитивне економічне зростання, але призвів до зростання соціальної нерівності. Політична та економічна система після 1989 року практично не змогла підвищити рівень життя та забезпечити економічне зростання. За опитуванням Pew Global Attitudes Project 2009 року, 76 % болгар заявили, що вони незадоволені системою демократії, 63 % вважали, що вільні ринки не зробили людей кращими, і лише 11 % болгар погодилися з тим, що звичайні люди одержали вигоду від змін у 1989 році. Крім того, середня якість життя та економічні показники фактично залишалися нижчими, ніж за часів соціалізму, аж до початку 2000-х років (десятиліття).
Болгарія стала членом НАТО 29 березня 2004 року та Європейського Союзу 1 січня 2007 року. У 2010 році вона посіла 32-ге місце (між Грецією та Литвою) зі 181 країни в Індексі глобалізації. Свобода слова та преси поважається урядом (станом на 2015 рік), але багато медіа залежать від великих рекламодавців та власників з політичними цілями. Опитування, проведені через сім років після вступу країни до ЄС, показали, що лише 15 % болгар вважають, що вони особисто отримали користь від членства.

### Огляди
- Болгарія і Південно-Західна Русь: релігійно-культурні відносини останньої чверті XIV — першої половини XVI ст. : [навч. посіб. зі спецкурсу] / Ігор Шпик ; Львів. нац. ун-т ім. Івана Франка, Іст. ф-т, Ін-т славістики. — Львів: Паіс, 2014. — 235 с. : іл., табл.
- Історія Болгарії / В. П. Чорній ; Львівський національний ун-т ім. Івана Франка. Історичний факультет. Інститут славістики. — Львів: ПАІС, 2007. — 404 с.
- Республіка Болгарія на зламі епох: політична трансформація суспільства / В. І. Бурдяк ; Чернівецький національний ун-т ім. Юрія Федьковича. — Чернівці: Рута, 2004. — 520 с.
- Україна і Болгарія в історії Європи: зб. наук. пр. / [редкол.: В. Смолій та ін. ; упоряд.: І. Манасієва, І. Матяш] ; НАН України, Ін-т історії України [та ін.]. — Київ: Ін-т історії України НАН України, 2019. — 559 с. : іл.
- Dimitrov, Bozhidar. 12 Myths in Bulgarian History. — София: Kom Foundation, 2005.
- Венелин Ю. И. Критические исследования об истории болгар Ю. И. Венелина, с прихода Болгар на Фракийский полуостров до 968 года, или покорения Болгарии Великим Князем Русским, Святославом. — М.: В тип. Николая Степанова, 1849.
- Гильфердинг А. Ф. История сербов и болгар // Собрание сочинений А. Гильфердинга. — СПб.: Печатня В. Головина, 1868. — Т. 1. — С. 3-296.
- Петър Добрев, «Златният фонд на българската древност», София. 2005 рік.
- Сентябрьское восстание 1923 года в Болгарии. Эпизоды // Сентябрьское восстание в Болгарии в 1923 г. М.: Издание ИК МОПР, 1924.
- Георгиев Г. «Нет такой силы на земле…» // Георгиев Г. Сентябрь 1923 года. Исторический очерк. М.: Издательство политической литературы, 1973.
- Болгария // Энциклопедический словарь Брокгауза и Ефрона: в 86 т. (82 т. и 4 доп.). — СПб., 1890—1907.
- Chary, Frederick B. «Bulgaria (History)» in Richard Frucht, ed. Encyclopedia of Eastern Europe (Garland, 2000) pp 91–113.
- Chary, Frederick B. The History of Bulgaria (The Greenwood Histories of the Modern Nations) (2011) excerpt and text search; complete text [Архівовано 2020-02-15 у Wayback Machine.]
- Crampton, R.J. Bulgaria (Oxford History of Modern Europe) (1990) excerpt and text search; also complete text online
  - Crampton, R.J. A Concise History of Bulgaria (2005) excerpt and text search
- Detrez, Raymond. Historical Dictionary of Bulgaria (2nd ed. 2006). lxiv + 638 pp. Maps, bibliography, appendix, chronology. ISBN 978-0-8108-4901-3.
- Hristov, Hristo. History of Bulgaria [translated from the Bulgarian, Stefan Kostov; editor, Dimiter Markovski]. Khristov, Khristo Angelov. 1985.
- Jelavich, Barbara. History of the Balkans (1983)
- Kossev, D., H. Hristov and D. Angelov; Short history of Bulgaria (1963).
- Lampe, John R, and Marvin R. Jackson. Balkan Economic History, 1550—1950: From Imperial Borderlands to Developing Nations. 1982. online edition [Архівовано 2012-06-26 у Wayback Machine.]
- Lampe, John R. The Bulgarian Economy in the 20th century. 1986.
- MacDermott, Mercia; A History of Bulgaria, 1393—1885 (1962) online edition [Архівовано 2011-06-04 у Wayback Machine.]
- Todorov, Nikolai. Short history of Bulgaria (1921)
- Shared Pasts in Central and Southeast Europe, 17th-21st Centuries. Eds. G.Demeter, P. Peykovska. 2015

### До 1939
- Black, Cyril E. The Establishment of Constitutional Government in Bulgaria (Princeton University Press, 1943)
- Constant, Stephen. Foxy Ferdinand, 1861—1948: Tsar of Bulgaria (1979)
- Forbes, Nevill. Balkans: A history of Bulgaria, Serbia, Greece, Rumania, Turkey 1915.
- Hall, Richard C. Bulgaria's Road to the First World War. Columbia University Press, 1996.
- Hall, Richard C. War in the Balkans: An Encyclopedic History from the Fall of the Ottoman Empire to the Breakup of Yugoslavia (2014) excerpt
- Jelavich, Charles, and Barbara Jelavich. The Establishment of the Balkan National States, 1804—1920 (1977)
- Perry; Duncan M. Stefan Stambolov and the Emergence of Modern Bulgaria, 1870—1895 (1993) online edition
- Pundeff, Marin. «Bulgaria,» in Joseph Held, ed. The Columbia History of Eastern Europe in the 20th Century (Columbia University Press, 1992) pp 65–118
- Runciman; Steven. A History of the First Bulgarian Empire (1930) online edition [Архівовано 2012-07-21 у Wayback Machine.]
- Stavrianos, L.S. The Balkans Since 1453 (1958), major scholarly history; online free to borrow

### 1939—1989
- Michael Bar-Zohar. Beyond Hitler's Grasp: The Heroic Rescue of Bulgaria's Jews
- Alexenia Dimitrova. The Iron Fist: Inside the Bulgarian secret archives
- Stephane Groueff. Crown of Thorns: The Reign of King Boris III of Bulgaria, 1918—1943
- Pundeff, Marin. «Bulgaria,» in Joseph Held, ed. The Columbia History of Eastern Europe in the 20th Century (Columbia University Press, 1992) pp 65–118
- Tzvetan Todorov The Fragility of Goodness: Why Bulgaria's Jews Survived the Holocaust
- Tzvetan Todorov. Voices from the Gulag: Life and Death in Communist Bulgaria

### Сучасність
- John D. Bell, ed. Bulgaria in Transition: Politics, Economics, Society, and Culture after Communism (1998) online edition [Архівовано 2012-07-21 у Wayback Machine.]

### Історіографія
- Baeva, Iskra. «An Attempt to Revive Foreign Interest to Bulgarian History.» Bulgarian Historical Review/Revue Bulgare d'Histoire 1-2 (2007): 266—268.
- Birman, Mikhail. «Bulgarian Jewry and the Holocaust: History and Historiography,» Shvut 2001, Vol. 10, pp 160–181.
- Daskalova, Krassimira. «The politics of a discipline: women historians in twentieth century Bulgaria.» Rivista internazionale di storia della storiografia 46 (2004): 171—187.
- Daskalov, Roumen. «The Social History of Bulgaria: Topics and Approaches,» East Central Europe, (2007) 34#1-2 pp 83–103, abstract
- Daskalov, Roumen. Making of a Nation in the Balkans: Historiography of the Bulgarian Revival, (2004) 286pp.
- Davidova, Evguenia. «A Centre in the Periphery: Merchants during the Ottoman period in Modern Bulgarian Historiography (1890s-1990s).» Journal of European Economic History (2002) 31#3 pp 663–86.
- Grozdanova, Elena. «Bulgarian Ottoman Studies At The Turn Of Two Centuries: Continuity And Innovation,» Etudes Balkaniques (2005) 41#3 PP 93–146. covers 1400 to 1922;
- Hacisalihoglu, Mehmet. «The Ottoman Administration of Bulgaria and Macedonia During the 19th — 20th Centuries in Recent Turkish Historiography: Contributions, Deficiencies and Perspectives.» Turkish Review of Balkan Studies (2006), Issue 11, pP 85–123; covers 1800 to 1920.
- Meininger, Thomas A. «A Troubled Transition: Bulgarian Historiography, 1989–94,» Contemporary European History, (1996) 5#1 pp 103–118
- Mosely, Philip E. «The Post-War Historiography of Modern Bulgaria,» Journal of Modern History, (1937) 9#3 pp 348–366; work done in 1920s and 1930s in JSTOR
- Robarts, Andrew. «The Danube Vilayet And Bulgar-Turkish Compromise Proposal Of 1867 In Bulgarian Historiography,» International Journal of Turkish Studies (2008) 14#1-2 pp 61–74.
- Todorova, Maria. «Historiography of the countries of Eastern Europe: Bulgaria,» American Historical Review, (1992) 97#4 pp 1105–1117 in JSTOR

### Інше
- 12 Myths in Bulgarian History, by Bozhidar Dimitrov; Published by «KOM Foundation,» Sofia, 2005.
- The 7th Ancient Civilizations in Bulgaria (The Golden Prehistoric Civilization, Civilization of Thracians and Macedonians, Hellenistic Civilization, Roman [Empire] Civilization, Byzantine [Empire] Civilization, Bulgarian Civilization, Islamic Civilization), by Bozhidar Dimitrov; Published by «KOM Foundation,» Sofia, 2005 (108 p.)
- Kazhdan, A. (1991). The Oxford Dictionary of Byzantium. New York, Oxford: Oxford University Press. ISBN 0-19-504652-8.